# مملكة سبأ
 سَبَأْ  (نحو 800 ق م - 575م): هي مملكة عربية جنوبية. عُرف كيان سبأ في مطلع نشأته - كبقية الكيانات السياسية في جنوبي جزيرة العرب - من مكون واحد وهو قبيلة سبأ، وفي القرن الثامن ق م، اتحدت سبأ مع قبيلة فيشان. وكان مكان استيطان قبيلة سبأ في وادي ذنة في منطقة مأرب العاصمة التاريخية لمملكة سبأ، وفي صرواح. وبحسب اليونسكو، ظهرت سبأ في فترة ما من الألفية الأولى قبل الميلاد. استمر كيان سبأ ستة عشر قرناً على أكثر تقدير، منها ثلاثة قرون من القبيلة والتكوين، وإثنا عشر قرنا من السلطة والدولة، وقرن من التدهور. لتكون بذلك أطول دولة عمراً في تاريخ الجزيرة العربية على الإطلاق.
كشفت النقوش الأثرية منذ القرن الثامن قبل الميلاد عن وجود قبائل مهمة في الأودية المنخفضة في جنوب الجزيرة العربية، والتي كان يرأسها مَلِك، والأهم منه من يحمل لقب "مُكَرِّب" أي: موحد. وكان يوجد عند مصب الأودية واحات واسعة مزروعة، وفي وسطها مدن صغيرة، كانت تسكنها النخبة القبلية، وتعبد الآلهة الرئيسية المحلية. كما شكلت العديد من القبائل ممالك في القرن الثامن والسابع قبل الميلاد. واشتهرت بالأسماء التالية (مهأمر، وإنبأ، وكمنا، وهرم، ونشّان، ومعين، وسبأ، وأوسان، وقتبان، وحضرموت، وغيرها).
ظهر اسم سبأ في نقوش جنوب الجزيرة العربية ضمن ألقاب أقدم الحكام حوالي العام 750 ق م وفقاً لراي عالم السبيئيات كريستيان روبن، أو فيما بين العام (800 ق م - 740 ق م) حسب تقدير العالم الألماني فون ويسمان، وهي تقديرات يؤيدها العالم البارز "نوربرت نيبس". طوّر السبئيون تجارة القوافل عبر الجزيرة العربية بالتحالف مع مدينة تيماء. بعد أن قضى تغلث فلاسر الثالث على الدول الآرامية وضم دمشق، تدفقت بضائع وحمولات قوافل السبئيين إلى بلاد ما بين النهرين، وتم تأمين التجارة بالجزية المدفوعة لملوك آشور. وفي عام 732 ق م، نجد نقشاً آشورياً يشير إلى قبيلة سبأ بين سكان الجزيرة العربية الذين دفعوا الجزية للملك تغلث فلاسر الثالث. ومن نفس الفترة تقريبًا نجد نص يشير فيه الحاكم "نينورتا كودري أوصر" إلى هجوم قام به على قوافل من تيماء وسبأ خلال السنة السابعة من حكمه أي العام 738 ق م تقريباً، وهذه أقدم الإشارات المؤكدة إلى كيان سبأ. بفضل هذه التجارة، تنامت ثروة قبيلة سبأ، مما أتاح لزعمائها الأفضلية في عقد التحالفات مع زعماء القبائل والحواضر المجاورة. وقد استغل الزعماء السبئيون ثروتهم في زيادة أملاك قبيلة سبأ، بشراء الأراضي المحيطة لمأرب من كبراء القبائل المحلية، وتجلت تلك السياسية بشكل واضح في عهد "يثع أمر وتر". وبالقرب من مأرب، تم بناء شبكات الري الأولى على يد يثع أمر وتر ووالده، وبفضل تلك الهياكل تم ري مناطق كانت قاحلة وميتة في السابق - حولت البلاد إلى واحة غنية.
بناءً على حوليات دور شروكين ونقش ملكي، فقد دفع "إيتامرا السبئي" جزية لسرجون الثاني نهاية السنة السابعة من فترة حكمه أي عام 715 ق م. ووفقاً لنقش أثري خاص للملك سنحاريب في ذكرى انشاء المعبد في رأس السنة الآشورية عام 685 ق م، قدم (كربئيلو ملك سبأ) هبة تتضمن أحجار كريمة وتوابل بهذه المناسبة. وأكدت النقوش السبئية هذه المعلومات المذكورة في النصوص الأشورية، فهي تذكر المكربان العظيمين يثع أمر وتر وكربئيل وتر، اللذان تركا لنا كلٍ على حده، سجلاً رائعاً عن فترة حكمه من خلال نقشين طويلين في معبد إيل مقه في مدينة صرواح، وكان كلاهما من بناة المدن وقاما بتحصين المدن، وسيطروا على معظم جنوب شبه الجزيرة العربية بفضل شبكة من التحالفات القبلية والأخوة القبلية والفتوحات الواسعة.
خلال القرن السابع قبل الميلاد شهدت دولة سبأ إتساعاً مهولا تحت حكم كربئيل وتر. لتجد منطقة جنوب شبه الجزيرة العربية نفسها موحدة ولعدة قرون تالية، فانتشرت الأنماط المعمارية والفنية المشتركة في جميع أنحاء المنطقة وخارجها. وفي واقع الأمر، هي نفس الفترة التي انتقل فيها سكان جنوب شبه الجزيرة العربية بشكل كثيف إلى الحبشة المجاورة، ونشروا فيها أساليبهم المعمارية وفنهم وكتابتهم؛ وترى "أفانزيني" أن الوجود السبئي في الحبشة نوع من الاستعمار بدوافع اقتصادية. وفي القرن السادس والخامس قبل الميلاد، بني السد الكبير، الذي مكّن من زراعة الفواكه والأشجار المظللة في واحتي يسران وأبين بشكل وافر، وهي الجنتين الموصوفة في القرآن. في هذا الوقت، وصل السبئيون إلى مراحل متطورة في الهندسة الزراعية. ومن صور النهضة الزراعية، بساتين الكَرْم الواسعة لزراعة العنب في صحراء السبعتين — مأرب ونشق.
خلال النصف الثاني من القرن الخامس قبل الميلاد تقهقرت مملكة سَبَأ سياسياً وإقتصادياً أمام مملكة قتبان ومعين المجاورتين، وفقدت سيطرتها على بقية الممالك العربية الجنوبية، وتقلصت إلى جوهرها الأولي، من مأرب وصرواح مع نفوذ على نشق في الجوف. في بداية القرن الرابع قبل الميلاد، فقد الحكام السبئيون لقب (مكرب)، وحل محله لقب (ملك)، نتيجة صعود مملكة قتبان مكان سبأ. وفي هذا الوقت سيطرت مملكة معين على تجارة البخور مع الشرق القديم، وأقامت محطات تجارية في أواسط وشمال جزيرة العرب، شاركها في تلك التجارة قتبان ونجران. خلال القرون التالية، لم يطرأ على تلك الممالك تغير كبير. ومع ذلك، كان النصف الثاني من القرن الثاني قبل الميلاد فترة إعلان عن حدوث تغييرات كبيرة تمثلت في الحروب والمجاعات والجفاف. في هذا الوقت، انتهى التوازن الهش الذي كان يحكم العلاقات بين ممالك جنوب الجزيرة العربية، وتجزأت الممالك، وانفصلت العديد من قبائل المرتفعات من نفوذ مملكة قتبان، وكذلك بعض قبائل المنخفضات مثل أوسان، التي استطاعت استعادة مملكتها بحلول القرن الأول قبل الميلاد. وفي الوقت الذي كان يتسارع فيه تقهقر ممالك القوافل في الأراضي المنخفضة، لعبت جماعات قبلية جديدة دوراً متزايداً في المرتفعات، واحدة من تلك القبائل - قبيلة حمير، التي فرضت نفسها في فترة قصيرة كسلطة إقليمية كبيرة. وفي عام 26 ق م/25 ق م عانت عدة مراكز حضرية من أزمة أكثر خطورة تجسدت بالحملة الرومانية. بحلول هذا الوقت، تم الاستغناء عن تجارة القوافل بشكل تدريجي لصالح الطريق البحرية، وفي هذه الفترة اختفت مملكة معين. أدت هذه التغيرات إلى تحول كبير في الخارطة السياسية لجنوب شبه الجزيرة العربية.
خلال الفترة التي تلت الغزو الروماني حوالي 24 ق م، سيطرت الأسرة الريدانية على مملكة سبأ، في إِنْدِمَاج أدى إلى ظهور لقب "مكرب سبأ وذي ريدان"، لاحقاً تم استبداله بلقب "ملك سبأ وذي ريدان"، وأقدم من وصلنا إلينا يحمل هذا اللقب هو الملك ذمار علي وتر يهنعم. شهدت فترة وحدة مملكة سبأ، استقرارا سياسياً ورخاءاً اقتصاديأ تحت حكم الأسرة الملكية بني ذي ريدان، وقد حكم خلال الفترة فيما بين (نحو 24 ق م - 120م)، إثنا عشر حاكماً، منهم ثلاثة صكوا العملة بإسمهم. وفي هذه الفترة، نشأت علاقة صداقة بين ملوك سبأ والأباطرة الرومان من خلال الهدايا والسفراء. وفي هذا الوقت أيضاً، نشأت علاقة تجارية مع الأنباط، وقد ترك لنا التجار الأنباط نقشا في صرواح مؤرخ بسنة 7 ق م.
على النقيض من القرن الأول الميلادي الهادئ نسبياً، شهد القرن الثاني الميلادي تغييرات سياسة غير مسبوقة في جنوب الجزيرة العربية. في هذه الفترة، انتشرت الأوبئة والصراعات التي لا نهاية لها بين جميع الكيانات القبلية، وتزامن مع ذلك انهيار سد مأرب. في حوالي عام 120م، استولى الشرح يحضب الأول على مأرب في انقلاب على الملك الريداني عمدان بين يهقبض، بمساندة قبائل المرتفعات الشمالية. خلال الربع الثاني من القرن الثاني الميلادي، تنازع حكام القبائل (الأقيال) من المرتفعات الشمالية لليمن على لقب "ملك سبأ وذو ريدان" مع سلالة بني ذي ريدان، وفي أواسط القرن الثاني الميلادي استعاد الريدانيون مأرب لفترة قصيرة. في عام 160م فصاعدًا، عادة مملكة سبأ يرأسها أمراء قبائل المرتفعات (ردمان، إتحاد سمعي، وغيمان). وقد استمر هذا القهر "لبني ذي ريدان" أكثر من 120 عامًا. خلال هذا الوقت، نجد تغيرات في شمال سبأ، حيث نشاهد ظهور قبائل جديدة في واحة نجران وتثليث ومرتفعاتها: مذحج والأزد وكندة– قحطان، التي على ما يبدو لم ترضى عن حكم أمراء المرتفعات لمملكة سبأ. أدت تلك الأحداث إلى انفصال تلك القبائل عن سبأ التي استحوذ عليها أمراء المرتفعات، لتكون لنفسها كيانات سياسية صغيرة مستقلة، لقبوا فيها أنفسهم "ملوك"، وبعد بضع عقود نجد هذه القبائل أيضا تدخل منافسة السيطرة على مأرب.
في الفترة فيما بين (275م - 280م)، استعاد "بني ذي ريدان" مأرب عاصمة سبأ، على الرغم من مقاومة نشأ كرب يأمن يهرحب آخر ملك سبئي ينتمي إلى المرتفعات الشمالية. وفي تسعينيات القرن الثالث الميلادي، قام شمر يهرعش بضم مملكة حضرموت. وفي هذا الوقت تم توحيد جميع أراضي جنوب شبه الجزيرة العربية ضمن مملكة سبأ الموحدة لأول مرة. لم يتوقف ملوك سبأ - سلالة بني ذي ريدان - عند توحيد جنوب الجزيرة العربية. ففي عهد ثأران يهنعم، بدأت سياسة توسعية باتجاه شمال شبه الجزيرة العربية، واستطاع حفيدة أبو كرب أسعد من توسيع حدود المملكة حتى قلب الجزيرة العربية، مع إنشاء حاميات في الحجاز ونجد، عهد بإدارتها إلى قبيلة كندة. وفضلاً عن ذلك، تحول الملك أبو كرب أسعد (مع والده وأخيه) ومن بعده أمراء كبرى القبائل إلى التوحيدية كدين رسمي. وتم هجر المعابد الوثنية، وفجأة انقطعت النقوش الأثرية عن ذكر الآلهة المتعددة القديمة لصالح "رب السماء والأرض".
في القرن السادس الميلادي، كان حكام سبأ من ملوك حمير، تارة يهوداً، وتارة أخرى مسيحيين تابعين للنجاشي يتلقون دعماً من بيزنطة. فقد عيّن الأحباش الملك المسيحي معد كرب يعفر على العرش، وعقبه الملك اليهودي يوسف أسار يثأر حوالي العام 522م. وقد أرغم هذا الأخير سكان جنوب الجزيرة العربية المسيحيين اعتناق الديانة اليهودية واحرق المدن التي عارضت ذلك وعذب المسيحيين الذين رفضوا ذلك. ونظراً لعنفه غير المسبوق، فقد لقيت مذبحة مسيحيي نجران صدى واسعاً في جميع أنحاء العالم المسيحي، وأدت إلى قيام حملة انتقامية قادها ملك أكسوم بمساندة بيزنطة، والذي قضى على الملك يوسف في أوائل سنة 530م، ونصب على العرش تابعاً مسيحياً أطاح به قائد حبشي اسمه أبرهة. اتسمت فترة الحُكام هذه بانحسار مملكة سبأ، حيث تراجعت التجارة البحرية، وفقد الحكام شرعيتهم وضعفت سلطاتهم. وهناك صورة أخرى لهذا الانحسار تمثلت في توقف كتابة النقوش الأثرية التي تعود لحضارة جنوب الجزيرة العربية منذ 560م. ووفقاً للمصادر الكتابية لا الآثارية، فقد تولى الحكم بعد أبرهة اثنين من أبنائه، تميزت فترة حكمهما بقصرها وشيوع الاستبداد. وقد وضع الموت الشنيع لآخر ملك مسروق حداً لدولة سبأ، والذي تمت الإطاحة به بمساعدة من بلاد فارس الساسانية. وقد أسفر عن فترة الفوضى التي تلت ذلك، تدخل فارسي ثانٍ انتهى بتنصيب حاكم على رأس كل إقليم يصبح تحت السيطرة الفارسية حوالي عام 575م. وفي النهاية اعتنق باذان آخر حاكم فارسي الإسلام، وأعلن الولاء لمحمد ﷺ عام 630م.

## الأصول

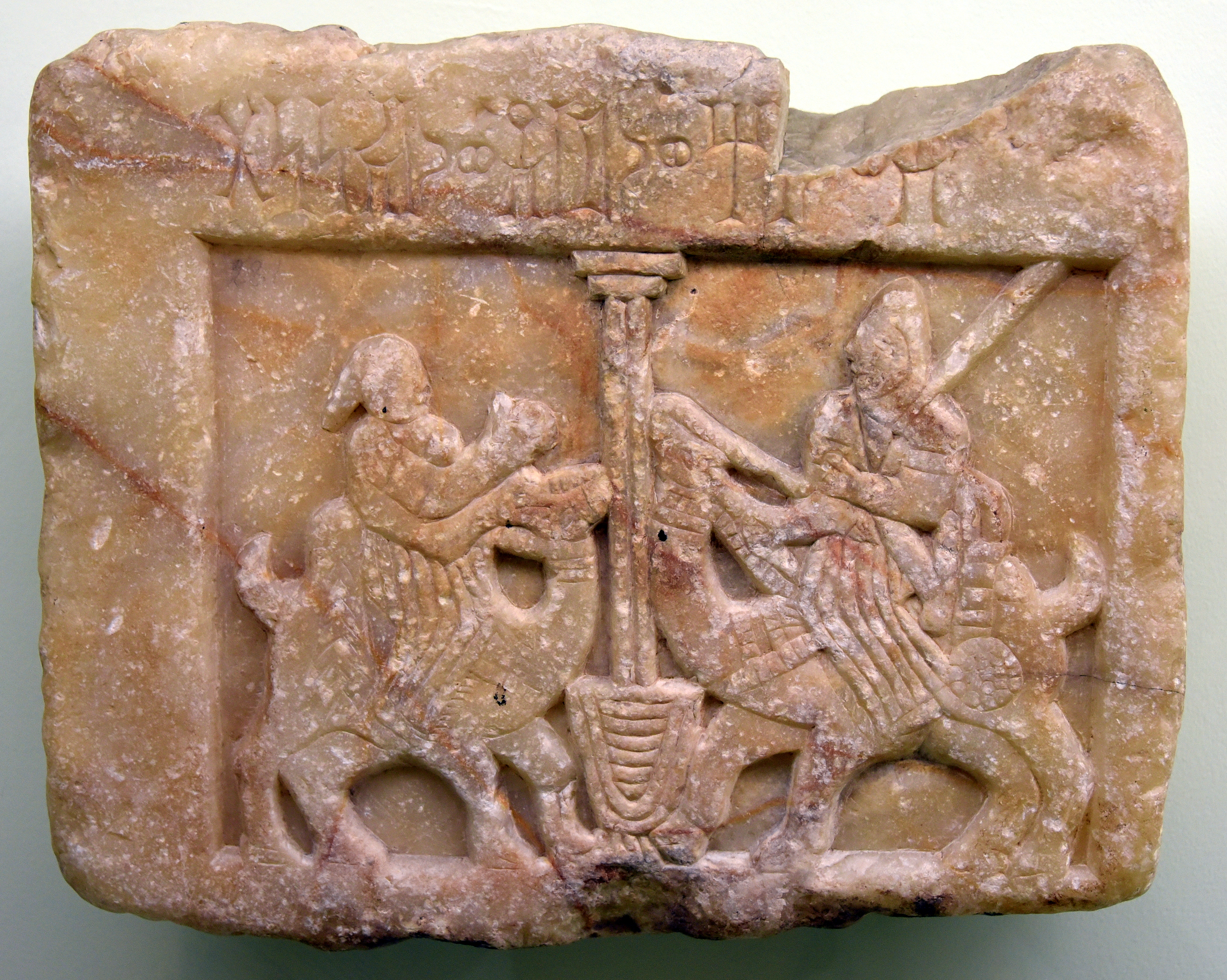
لوحة حجرية عليها مشهد رجلين يمتطيان جملًا، كُتب عليها: "صور حُوار، صور كنانة". الجدير بالذكر، أن تماثيل الجمل العربي ذو السنام الواحد، إلى جانب تماثيل النساء تشكل نسبة 91% من حصيلة اللقى الآثرية في معبد أوام – وفقًا لتقرير المعهد الألماني للآثار.

أصول حضارة جنوب الجزيرة العربية القديمة مثيرة للجدل منذ فترة طويلة. المرحلة التكوينية التي سبقت ظهور الثقافات الحضرية في جنوب الجزيرة العربية، أي قبل القرن العاشر قبل الميلاد، لا تزال مجهولة إلى حد كبير ولا يمكن رسمها إلا بالفرضيات. لقد تم بحث ثقافات العصر البرونزي بشكل كثيف في المرتفعات اليمنية وتهامة، سواءاً مستوطنات خولان بالقرب من ذمار، أو "ثقافة صَبِر" في ساحل تهامة حتى عدن. لكن لا يمكن اعتبارها سلائف مباشرة للحضارة التي قامت في رملة السبعتين (الواحات)، لعدم وجود مشتركات مع الأنظمة الثقافية والحضرية التي نشأت في الواحات. ويفترض "أليساندرو دي ميغريت" أن مهد الحضارة العربية الجنوبية القديمة - خصوصاً سبأ - كانت في وادي الجوف، وذلك قبل الاستطيان في مأرب وصراوح، ويعتقد أن يثل (حالياً: براقش) أول مستوطنات أسلاف السبئيون، وقد أكد "دي ميغريت" من خلال التنقيبات الآثارية في الطبقة العاشرة، وتسلسل الفخار إلى أن السبئيين استقروا في يثل منذ اللحظة الأولى لقدومهم إلى جنوب الجزيرة العربية في القرن الثاني عشر قبل الميلاد.
يفترض معظم العلماء أن هناك هجرة مجموعات بشرية كبيرة من شمال الجزيرة العربية إلى جنوب الجزيرة العربية خلال النصف الثاني من الألفية الثانية، ويفترض وليام أولبرايت أن حضرموت وقتبان قدموا إلى جنوب الجزيرة قبل أسلاف سبأ بعدة قرون. وضع المهاجرون الأساس لثقافة جنوب الجزيرة العربية القديمة من خلال إدخالهم للكتابة والهندسة المعمارية، وقدم المهاجرون أفكارًا ومهارات جديدة إلى ثقافات الواحات وسكانها الأصليون، وبالتالي ساهموا في تكوين حضارة جنوب الجزيرة العربية والتي بلغت ذروتها في ظهور ممالك المدن خلال القرن الثامن قبل الميلاد. هناك تشابه لاحق من خلال هجرة السبئيون وحلفاؤهم الموثقة من مأرب والمرتفعات الوسطى إلى تيغراي في شمال القرن الأفريقي حيث انتقلت جماعة من السبئيون، اثروا بشكل واضح على المباني واللغة والثقافة المحلية هناك.
وصلت الخطوط الأبجدية التي كانت متداولة بشكل واسع ومتقدم في المنطقة الشمالية الغربية للسامية - منطقة الشام - في القرن الرابع عشر قبل الميلاد إلى جنوب شبه الجزيرة العربية عبر الهجرات السامية (أسلاف السبئيين). أدى التفاعل بين المهاجرين والسكان الأصليين في بداية الألفية الأولى قبل الميلاد إلى تغيير عميق في العديد من المجالات، أثاره وغذاه الابتكار الاجتماعي والتكنولوجي. مع ذلك، يجادل بعض الباحثين لصالح تطور حضارة ممالك القوافل في بيئة محلية، وبطبيعة الحال يرفضون المشتركات السامية واللغوية والثقافية مع الشام، ومبدأ "فرضية الهجرة".

## التاريخ

### مقدمة

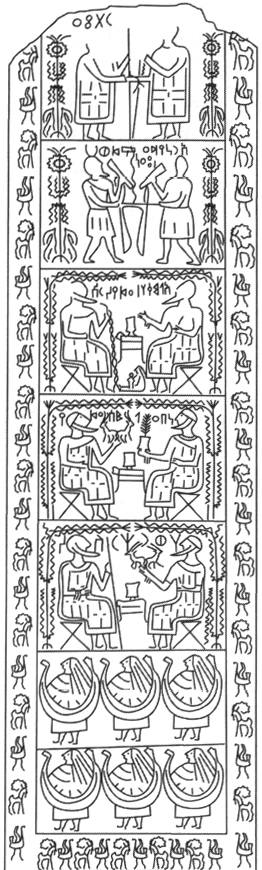
زخرفة عمود من نشان، تصور الإلهات "أرنيدع" و"إيل مقه". وهو أول دليل على تماثيل الألهة في جنوب شبه الجزيرة العربية، وهي أيقونة متأثرة بشدة بحضارة بلاد ما بين النهرين والتقاليد السورية-الأناضولية.

انتهت المرحلة التكوينية لحضارات جنوب الجزيرة العربية بحلول القرن العاشر قبل الميلاد على أبعد تقدير. وفي مأرب وصرواح - قلب كيان قبيلة سبأ يمكننا رؤية الابتكارات في تكنولوجيا البناء والهندسة المعمارية. على سبيل المثال، تم تشييد الأسس الأولى للمبنى ذو الأعمدة الخمسة (معبد أوعلن/الأوعال) في صرواح في القرن التاسع - الثامن قبل الميلاد، باستخدام نوع جديد من تقنيات العمل بالحجارة والردم باستخدام الحجارة ومزيج من البناء الخشبي والحجري، مما جعل المباني متعددة الطوابق ممكنة لأول مرة. مع ذلك، السور البيضاوي الضخم حول المعبد بني في وقت لاحق خلال النصف الثاني من القرن السابع قبل الميلادي. وفي أواسط القرن الثامن قبل الميلاد - تم بناء سور مدينة صرواح، وتؤكد النقوش الميدانية أنه تم بناء السور على يد "يدع إيل بن ذمار علي"، أقدم أمير سبئي معروف. تُظهر النقوش الموجودة في صرواح على أعمدة المبنى ذي الأعمدة الخمسة أن تطور الكتابة في قلب كيان سبأ، كان قد اكتمل بالفعل إلى حد كبير بحلول هذا الوقت. الجدير بالذكر هنا، أن نتائج تحليل الكربون 14 للنقوش الخشبية المسندية بخط الزبور البدائي من وادي الجوف وبالتحديد من موقع السوداء (قديما: نشان)، أعطت تواريخ تشير إلى ظهور الأبجدية المسندية المكونة من 29 حرفاً واستعمالها في نحو القرن العاشر قبل الميلاد، وفي هذا إشارة إلى أن بدء استعمال الأبجدية المسندية في بداية الألفية الأولى قبل الميلاد لم يعد غريبًا ولا مستبعداً، فنحن نعرف أن الأبجديات استعملت وانتشرت بشكل واسع في الشرق الأدنى القديم في القرن الرابع عشر قبل الميلاد. مع ذلك، فإن النصوص المسندية التي تعود إلى بداية الألفية الأولى قبل الميلاد، بدائية وقصيرة جداً، ولا تقدم أي معلومات عن ممالك المدن أو القبائل. كان علينا أن ننتظر حتى منتصف القرن الثامن قبل الميلاد، لتظهر نقوش تذكر لأول مرة أسماء زعماء وحكام، ولا سيما سبأ القبيلة والدولة الأكثر تأثيراً في حضارات الجزيرة العربية.
عُرف كيان سبأ في مطلع نشأته - كبقية الكيانات السياسية في جنوبي جزيرة العرب - من مكون واحد فقط وهو قبيلة سبأ، وفي القرن الثامن ق م، اتحدت سبأ مع قبيلة فيشان. وكان مكان استيطان قبيلة سبأ في وادي ذنة في منطقة مأرب العاصمة التاريخية لمملكة سبأ، وفي صرواح، لكنها امتدت إلى وادي الجوبة جنوباً ووادي رغوان ووادي الجوف شمالاً خلال نهاية القرن الثامن قبل الميلاد بفضل سياسية المكرب العظيم "يثع أمر وتر" في شراء الأراضي. وفي بدايات نشوء الممالك العربية الجنوبية خلال القرن الثامن ق م، كانت الكيانات السياسية – كما هو الحال عند نشوء حضارات الشرق الأدنى القديم واليونان - صغيرة الحجم، مكونة في الأغلب من مدينة أو قبيلة، وعلى رأسها حاكم كان يحمل في أغلب الأحيان لقب (ملك)، والملاحظ في نقوش هذا العهد – القرن الثامن قبل الميلاد - أن زعماء مدن الجوف والمرتفعات الجنوبية الغربية في نصوصهم لا يحملون أي لقب؛ بيد أن نقش المكرب السبئي "يثع أمر وتر" الذي يعود لأواخر القرن الثامن قبل الميلاد يشير إلى أن حكام هذه القبائل والكيانات السياسية المحدودة الحجم والمساحة كانوا ملوكا. في حين نجد الحكام السبئيين يحملون اللقب (مكرب) منذ الربع الأخير من القرن الثامن ق م.
في وادي الجوف الكبير، بدأت العديد من المدن (نشان، كمنا، هرم، إنبا، وقرناو)، في الظهور بالتزامن مع البدايات التاريخية الأولى لسبأ. وقد أطلق كريستيان روبن على تلك المدن الصغيرة "الحضارة المذابية" و"اللهجة المذابية" نسبة إلى وادي مذاب، تمييزاً عن الحضارة المعينية اللاحقة، والتي كان يظن المستشرقون الأوائل أنها مدن معينية، بينما أظهرت التنقيبات اللاحقة، أنها مدن أقدم من كيان معين السياسي، الذي لم يبرز إلا بعد تراجع قوة جارتها نشان. وإلى الجنوب الشرقي من مأرب، في وادي حريب وبيحان، يقع معقل القتبانيون ومدينتهم الرئيسية تمنع. وإلى الشرق من قتبان، يقع وادي حضرموت الكبير، وعلى حافته الجنوبية تقع شبوة، العاصمة القديمة لحضرموت، والتي تعتبر نقطة الانطلاق الحقيقية لطريق البخور. تجارة البخور ونباتات التوابل الأخرى الموجودة في جنوب شبه الجزيرة العربية، وهو ما أشار إليه مؤلفو العصور اليونانية الرومانية القديمة عندما كتبوا عن الثروة الأسطورية لسبأ. وفي النصف الثاني من القرن الثامن قبل الميلاد، أرسل السبئيون قوافلهم إلى شمال الجزيرة العربية. وفي النصف الثاني من الألفية الأولى قبل الميلاد تقريبًا، لعب المعينيون دورًا نشطًا في التجارة البرية من خلال أقامت محطات تجارية في أواسط وشمال جزيرة العرب، وقد شاركها في تلك التجارة قتبان ونجران. وكان تجارهم يتاجرون في أماكن بعيدة مثل مصر وبلاد ما بين النهرين، بل وتركوا نقوشهم في جزيرة ديلوس اليونانية.

### الأسرة السبئية القديمة: المكاربة

بقايا معبد المقه في صرواح

فترة الأسرة السبئية التقليدية القديمة، تبدأ مع بداية التوثيق الكتابي في القرن الثامن قبل الميلاد وتمتد إلى نهاية القرن الأول قبل الميلاد. وعصر المكاربة يبدأ منذ العقدين الأخيرة من القرن الثامن قبل الميلاد، حتى القرن الرابع قبل الميلاد عندما فقد السبئيون هيمنتهم على جنوب الجزيرة العربية وتنازلوا عنها لجيرانهم مملكتي قتبان ومعين. والجدير بالذكر أن أسماء الحكام والمكربين مكوّنة من ستة أسماء مركّبة: (ذمار علي، سمه علي ، كرب إيل، يكرب ملك، يدع إيل، يثع أمر). ومن أربعة ألقاب: (وتار، بين، ذريح، ينوف) كانت محصورة لهم ولا يحملها إلا المكاربة والملوك.
لدينا إحدى وعشرين مكرباً مؤكد حتى الآن، تولوا سدة الحكم في سبأ خلال ثلاثة قرون تقريباً. ومن المؤكد حالياً أن لقب "مكرب" أول من ابتدعه "يثع أمر وتر بن يكرب ملك" في المرحلة الأخيرة من حكمه حوالي العام 715 ق م، وآخر مكرب مؤكد هو "يدع إيل بين بن يثع أمر"، وهو أيضاً أول من حول اللقب السياسي من "مكرب" إلى "ملك" بعد العام 400 ق م في المرحلة الثانية من حكمه، واستمر ملكاً إلى سنة 370 ق م تقريباً.

#### يدع إيل ويكرب ملك: عصر ما قبل المكاربة

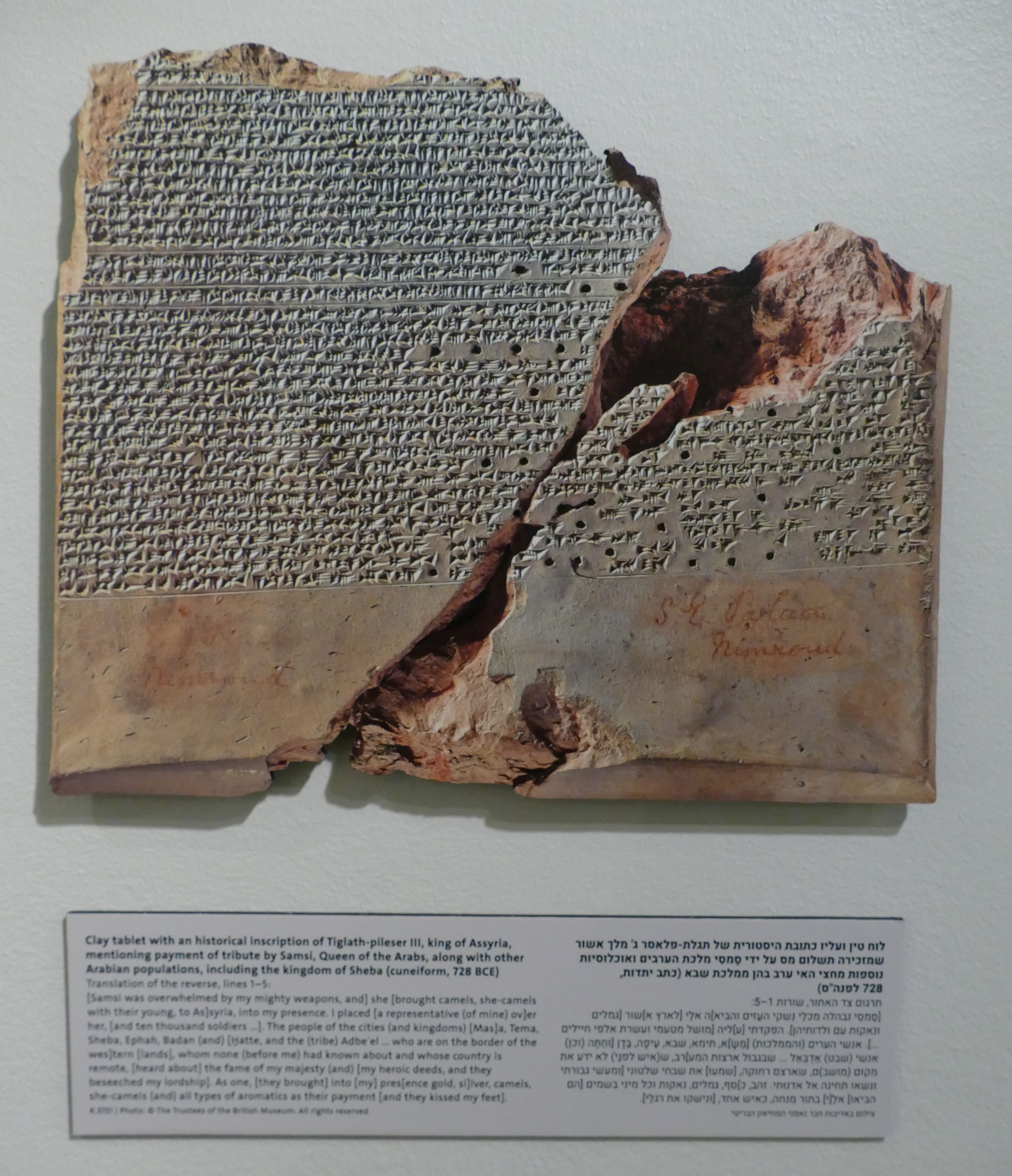
لوح طيني عليه نقش تاريخي للملك تغلث فلاسر الثالث، يذكر أن قبيلة سبأ ومجموعة من سكان الجزيرة العربية دفعوا الجزية له.

"يدع إيل بن ذمار علي" (نحو 750 ق م - 740 ق م): أقدم من وصل إلينا من زعماء/أمراء سبأ، وإن لم يحمل لقب مكرب. وتؤكد النقوش الميدانية أن سور مدينة صرواح الذي بني أواسط القرن الثامن قبل الميلاد - تم بناؤه على يد "يدع إيل بن ذمار علي"، وقد ترك لنا هذا الأمير أكثر من ثلاثة عشر نقشاً على السور. والسور على بعد بضع مترات من مستوطنة صرواح السبئية، والتي أسست قبل السور بحوالي 50 - 150 عاماً، أي حوالي 900 - 800 قبل الميلاد -وفقاً للمتوسط الذي اعطاه تحليل الكربون 14. وفي وقت ما من زعامة "يدع إيل" ذكر معه شقيقه "يكرب ملك".
"يكرب ملك بن ذمار علي" تزعم سبأ في الفترة فيما بين (نحو 740 ق م - 730 ق م) تقريباً. في فترة هذا الزعيم، يشير أحد النصوص من بلاد الرافدين إلى مهاجمة "نينورتا كودري أصر" لقوافل من سبأ وتيماء في الصحراء خلال السنة السابعة من حكمه أي العام 738 ق م تقريباً. وفي الفترة فيما بين 732 ق م/730 ق م تقريباً، يشير لوح طيني عليه نقش تاريخي للملك تغلث فلاسر الثالث، إلى قبيلة سبأ ومجموعة من سكان الجزيرة العربية دفعوا الجزية لملك آشور، ويصف تغلث فلاسر الثالث أن أسلافه (حكام آشور) لم يعرفوا شيئاً عن تلك البلاد البعيدة التي تقدمت بالجزية، ومن المحتمل أنه يقصد سبأ. وهي نصوص معاصرة لفترة "يكرب ملك" وولده الشهير "يثع أمر وتر"، وتعد أقدم الإشارات المؤكدة إلى سبأ.ومن عهد "يكرب ملك" ترك لنا رجلاً يدعى "شياط"، أربعة نقوش في الأطراف الجنوبية لجبل بلق القبلي في وادي أذنة- نفس مكان سد مأرب الشهير، وهي تخبرنا عن بناء أول نظام للري في واديي جفينة وذنة، ويرجع تاريخها من عهد "يكرب ملك"، ويستمر العمل في عهد يكرب ملك وابنه المكرب الشهير "يثع أمر". وينتهي العمل في عهد يثع أمر المنفرد خلال الربع الأخير من القرن الثامن قبل الميلاد، ويبدو أن هذا المشروع استمر سنوات طويلة.

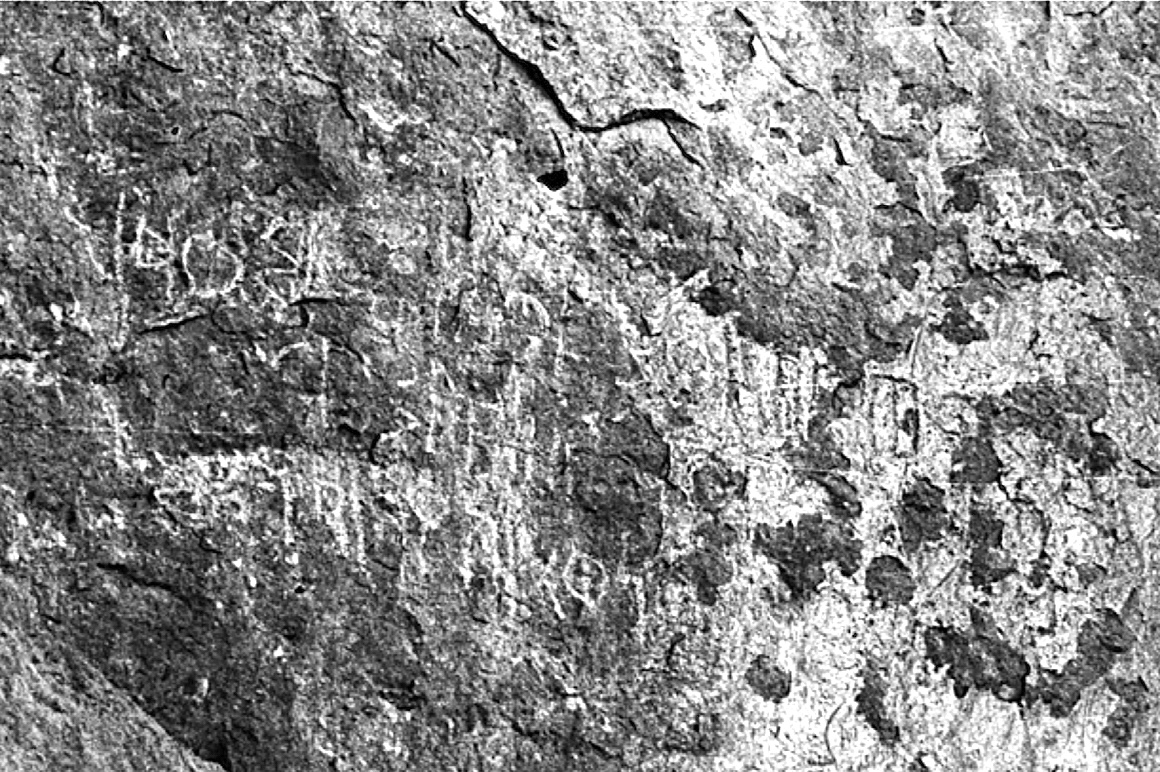
كتابة تعود إلى عهد "يكرب ملك". ويظهر أن تطور الكتابة في مأرب - مقر كيان سبأ - كان قد اكتمل بالفعل بحلول هذا الوقت. ووفقاً لمعايير (أسلوب الكتابة القديم) يمكننا أن نعده أحد النصوص السبئية الأولى المكتملة.

في الفترة التي كانت قبيلة سبأ تحت حكم "يكرب ملك بن ذمار علي"، يبدو أن صرواح تعرضت لهجوم على يد مجموعة من قبيلة معين، تضرر فيها جزء من السور الذي بناه "يدع إيل بن ذمار علي"، مع إشارة كاتب النص إلى قتل العابثين المعينيون وطرد الناجون من صرواح، وهو أقدم ذكر لمعين. ويستطرد كاتب النقش إلى أنه كان خادماً ليدع إيل (مؤسس السور) ولاحقاً شقيقه (يكرب ملك)، مع إشارته إلى ترميم الجزء الذي أتلفه العابثين، وحمايته للسور، ويبدو أن هذا الخادم كان أحد البناءين للسور أيام "يدع إيل بن ذمار علي". لاحقاً، نرى اثنين من زعماء مدينة قرناو (مقر قبيلة معين) يظهرون المؤاخاة القبلية مع سبأ والمكربين المسالمين "يثع أمر بين" و"ذمار علي" في بداية القرن السابع قبل الميلاد.
يبدو أن "يكرب ملك" واجه اضطرابات ومقاومة من قبل القبائل الأصلية في المرتفعات الغربية لمأرب، والتي تنحدر مياهها إلى وادي ذنة. وربما حدث ذلك خلال فترة إنشاء مشروع الري الذي قام به "يكرب ملك"، ومن المحتمل مقتله في ذلك الصراع. ويظهر ذلك في نقش ابنه يثع أمر وتر، الذي جاء في السطر الثاني منه، الآتي: «نقم (ثأر لوالده) يكرب ملك و(قبيلة) سبأ و(وادي) ذنة، وقدّمَ سروم (حالياً: مديرية خولان) لإيل مقه ولسبأ» يظهر هذا الجزء من سجل "يثع أمر وتر"، إنتقامه لوالده من سكان سرو (تحديداً: سرو وادي ذنة) أي المرتفعات الغربية المتاخمة لمأرب، ومصادرته هذه الأرض بالقوة إلى الإله إيل مقه وسبأ. الآن قبيلة سبأ، تخرج من قوقعتها في مأرب إلى المرتفعات لأول مرة. لاحقاً نجد يثع أمر وتر وكربئيل وتر يتوسعون بشراء كل مساقي الأودية المنحدرة من السرو إلى مدن مأرب وصرواح في المنخفضات في السبئية.

#### يثع أمر وتر: مؤسس الدولة وأول مكرب
يَثَع أمَر وَتَر بِن يَكْرُب مَلِك (نحو 730 ق م - 710 ق م): أحد رجالات الدهر، ويعد المؤسس الفعلي لدولة سبأ. وإليه يعود الفضل في إخراج سبأ من قوقعتها في مأرب وصرواح إلى أن أصبحت في نهاية عهده القوة الأكبر في جنوب الجزيرة العربية، بفضل شبكة من التحالفات والأخوة القبلية والفتوحات الواسعة. يُعد "يثع أمر وتر" أقدم من وصل إلينا من زعماء/أمراء سبأ بلقب "مكرب" أي: الموحد. تشير النصوص القديمة من عهد هذا الحاكم إلى أنه لم يكن يحمل لقب "مكرب" في أوائل عهده، وهو من استحدث هذا اللقب بعد الانتصارات العسكرية التي حققها على النطاق الداخلي في جنوب جزيرة العرب، فهو بذلك يستحق لقب "الموحد". وهو فاتحة عصر المكاربة، ومؤسس معبد الإله هوبس، وربما يكون هو أول من أدخل هذا المعبود إلى المعبودات، وأصبح هوبس من بعده رمزاً للنماء والخِصْب والبركة.

معبد أوعال في صرواح. بحلول عام 2009م، تم الانتهاء من ترميم المعبد، بعد تنقيب كامل استمر 17 عامًا.

يعود إلى عهد هذا المكرب، أقدم وأهم الوثائق التاريخية القديمة التي تتعلق بأخبار نشأة دولة سبأ، والتي ستتحول بعد عقود إلى مملكة سبأ الواسعة في عهد الملك كربئيل وتر خلال القرن السابع قبل الميلاد. حكم "يثع أمر وتر" خلال العقود الثلاثة الاخيرة من القرن الثامن قبل الميلاد. ووفقاً لنقش أثري خاص للملك الآشوري سرجون الثاني وحوليات دور شروكين، فقد دفع إيتامرا السبئي جزية لسرجون خلال السنة السابعة من فترة حكمه أي عام 716 ق م/715 ق م تقريباً. وقد أكدت النقوش السبئية صحت المعلومات المذكورة في النصوص الأشورية وصحتها، فهي تذكر (يثع أمر وتر) من سبأ الذي دفع ضريبة. وعلى الرغم من تقديم "يثع أمر" الجزية، إلا أنه لم يستطع فرض احترام الآشوريين، ولم يقلده الملك الأشوري أي لقب ملكي، بخلاف فرعون ملك مصر و"شمسي ملكة العرب" الذي اعترف بهما بوصفهم "ملوك" في نفس النقش. يبدو أن وجهة نظر الآشوريين تجاه "يثع أمر" – أنه مجرد زعيم قبيلة بعيدة لا قيمة له، ويتضح ذلك الازدراء في تجريده من الألقاب. وبعد ثلاثة عقود فقط، في ظل حكم كربئيل وتر، يتغير الوضع السياسي لسبأ، بفضل توسع "يثع أمر وتر" في آخر حكمه وسطوة خلفائه على جنوب الجزيرة العربية، كل تلك المتغيرات جعلت الآشوريين يعترفون بالحاكم السبئي الجديد بوصفه "ملكًا".
ترك لنا "يثع أمر وتر" سجلاً ضخمًا في صرواح، يسرد فيه منجزات سنوات طويلة من عهده. ويظهر من هذا السجل، أن هذا المكرب اتخذ سياسة التوسّع، بغرض فرض سيطرة قبيلته سبأ على مدن جنوب الجزيرة العربية وممالكها، فتحالف مع قبيلة أوسان التي كانت على نزاعات مع جيرانها، أي مع قبائل قتبان والهضاب الجنوبية (ردمان، رعين، دّهاس، يحير) فتدخلت سبأ لأخذ ثأرها من قتبان وأولاد عم، فسيّرت حملات عسكرية لمواجهة قتبان، ومدن ممالك القبائل في المرتفعات، التي كانت تعبد الإله عم والمعروفين باسم (أولاد عم). وقد دفع ثمن هذه الحملات ملوك قبائل ومدن، فقتل في المعارك: ملوك تمنع وينهجو وردمان ويحير ويهنطل وذي وسر. وعين المكرب السبئي ملوكاً حلفاء له، فتوج "سمه وتر ذي شمر" على مدينة تمنع - التي ستصبح عاصمة مملكة قتبان بدءاً من القرن الخامس ق م، وعين كذلك يخوم ملكاً على قبيلة ردمان. ونتيجة تلك الحروب، استعاد ملك أوسان الذي لم يُذكر اسمه أراضيه التي ضمتها قتبان، بسبب التحالف مع سبأ.

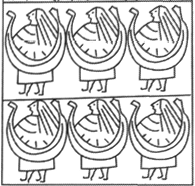
رسم لبنات إيل، من نشان.

علاوة على ذلك، فقد دخل هذا المكرب في مواجهة كمنا في وادي مذاب، واستولى على مدينة "منهية" التي كانت تابعة لكمنا. ومن خلال نقش سبئي عثر عليه في نشان (حالياً: السوداء) يظهر أن العلاقات بين مدينة نشان وجارتها مدينة كمنا قد ساءت في أواخر القرن الثامن قبل الميلاد، وهو ما أدى إلى تدخل السبئيين - حلفاء نشان - وإرجاع أراضٍ لنشان استولت عليها كمنا، ويذكر النقش أيضاً أن صنم المعبود النشاني أرنيدع قد سلبته كمنا من معبده وتم إعادته، وبناء على أوامر يثع أمر، لم يتم تدمير كمنا. وكان حدوث ذلك في عهد ملك نشان "ملك وقه ريد بن عم علي"، والذي ترك لنا نقشاً على عرش ملكي رائع منحوت من الحجر الجيري.
يظهر مما سبق، أن مدن ممالك الجوف كانت في النصف الثاني من القرن الثامن قبل الميلاد متحالفة مع سبأ عدا كمنا التي كان لها في وقت ما علاقات سيئة مع جارتها مدينة نشان. وفي نهاية القرن الثامن ق.م، دخلت القبائل التي تعبد "الألهة عم" ضمن القوقعة السبئية رغماً عنها، وذلك بتعيين ملوك حلفاء لسبأ بعد الاستيلاء على تمنع - مقر قبيلة قتبان - وتدمير المناطق الريفية المحيطة بها، بما في ذلك وعلان عاصمة قبيلة ردمان- مركز ولد عم في المرتفعات الوسطى. وكانت مملكة أوسان في ذلك الوقت حليفة لسبأ التي تدخلت عسكريا لأخذ ثأرها من قتبان وقبائل (أولاد عم).

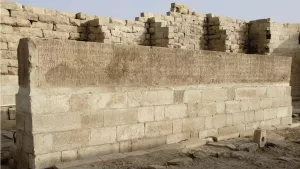
نقش المكرب يثع أمر وتر في صرواح

وللوصول إلى مدن الجوف اشترى "يثع أمر وتر" عدة أراضي بور في وادي رغوان، شيد فيها السبئيون عدداً من المدن هي: الأساحل وخربة سعود (قديماً: كتال/كتلم) وجدفر ابن منيخر (قديماً: كاهل/كهلم). بالإضافة إلى تحصين المدن التي سيطروا عليها بالقوة، مثل: منهية (حالياً: حزمة أبو ثور). ولم يكتفي "يثع أمر" بشراء المناطق الشمالية من مأرب، حيث يشير النقش الذي تركه لنا، أنه اشترى أراضي في وادي الجوبة (قديماً: وادي ونب)، الوادي المجاور مباشرة إلى الجنوب من مأرب، وكذلك شراء أرض رداع المجاورة لها في المرتفعات، لتأمين حدود مأرب الجنوبية-الغربية مع قبيلة قتبان وردمان. وقد ضم هذا المكرب إلى قبيلة سبأ، جماعة أخرى تعرف باسم "فيشان"، وورد ذلك في صيغته:«جمع ولد إيل مقه (أي: سبأ) من كل قوم (أسرة)، وزاد جماعة فيشان إليهم». وعلى الرغم من هذا الاتحاد السياسي، إلا أن قبيلة فيشان لم تندمج في قبيلة سبأ، وبقت بعيدة عن العرش كلياً، وكان دورها مقصوراً على مناصب في الجيش والقضاء، وبعد قرون طويلة دخلت فيشان ضمن كيان ثلث حاشد من إتحاد سمعي في القرن الثالث الميلادي.

جزء من نقش صرواح، والذي يسرد منجزات عهد المكرب يثع أمر وتر.

لدعم الاستيطان في مأرب، قام يكرب ملك وولده يثع أمر في الثلث الأخير من القرن الثامن قبل الميلاد، ببناء أول أنظمة الري المتقدمة في واديي جفينة وأذنة، وبفضل تلك التقنيات المتطورة للغاية، تم استصلاح مساحات واسعة من الأراضي الصحراوية، مما ساهم بشكل كبير في نهوض مأرب وسبأ. هذا ويشير "يثع أمر وتر" في السطر الأول من روايته لإنجازاته - أنه "« زرع يَسُّرَّان (الواحة الجنوبية) وأبَيَّنَ ( الواحة الشمالية)»"، وهي الواحتين التي أشار إليها القرآن عندما تحدث عن مساكن سبأ، فقال: ﴿لَقَدْ كَانَ لِسَبَإٍ فِي مَسْكَنِهِمْ آيَةٌ جَنَّتَانِ عَنْ يَمِينٍ وَشِمَالٍ﴾ [سبأ:15]. ومن المؤكد أن يثع أمر وتر (مع والده) هما مؤسسي هياكل الري - المتطورة - الأولى في مأرب. مع ذلك، من المؤكد حاليًا أن الإغلاق الكامل - السد الكبير - للوادي لم يتحقق إلا في القرن السادس -الخامس قبل الميلاد كما أظهرت الأبحاث الحديثة المعتمدة على الكربون المشع، وهو ما تؤكده نقوش المكربان سمه علي ينوف وولده يثع أمر بين على الهيكل الجنوبي من السد الكبير.
لقد أتبع يثع أمر وتر والسبئيين من بعده، سياسة توسعية بغرض توحيد ممالك جنوب جزيرة العرب تحت سلطتهم في المناطق الجنوبية-والجنوبية الغربية من عاصمتهم مأرب. وبفضل الحملات العسكرية السبئية الناجحة التي ذهب فيها كثير من الضحايا - عدا عن الغنائم والأراضي الواسعة التي أصبحت تحت سيطرة سبأ وحلفائها. نجح المكرب المؤسس "يثع أمر وتر" في توسيع نفوذ دولة سبأ، وعقد التحالفات مع الحكام المحليين بوصفهم حلفاء في مناطق واسعة في جنوبي جزيرة العرب، وهذا ما سمح للسبئيين بالسيطرة على طريق البخور الذي كان يربط جنوب جزيرة العرب بأواسطها وشماليها ومع الشرق الأدنى.

#### سمه علي ويثع أمر وذمار علي: توطيد الدولة

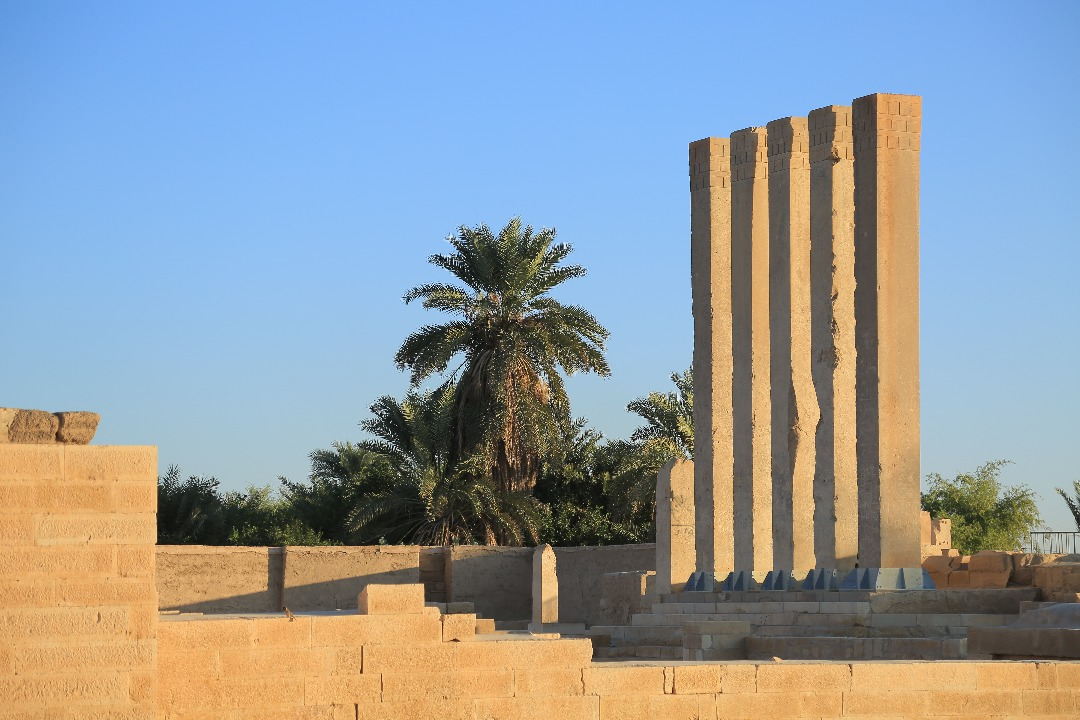
في عام 2023، تم إضافة معبد بران (شعبيًا: عرش بلقيس) إلى قائمة التراث العالمي لمنظمة اليونسكو إلى جانب المعالم الأخرى لمملكة سبأ.

بعد تعزيز سبأ لعلاقاتها مع جيرانها في عهد يثع أمر وتر، تميزت فترة المكاربة الأوائل (سمه علي ذريح، ويثع أمر بين، وذمار علي) ولمدة ربع قرن تقريباُ في الفترة فيما بين (710 ق م - 685 ق م)، بالسلام وغياب الحملات العسكرية، وبالمشروعات العمرانية في مأرب وصرواح، خصوصاً في أراضي وادي رغوان التي تم شراءها بواسطة المكرب السابق يثع أمر وتر. من المحتمل أن "سمه علي ذريح بن يدع إيل"، هو ابن "يدع إيل بن ذمار علي" زعيم سبأ في أواسط القرن الثامن قبل الميلاد، وربما ابن عم "يثع أمر وتر بن يكرب ملك بن ذمار علي".
في عهد "سمه علي ذريح بن يدع إيل" وابنه "يثع أمر بين" تم اتخاذ عدد من التدابير لتأمين سبأ. كان شراء الأراضي أحد الإجراءات المميزة لسياسة المكرب السابق يثع أمر وتر التوسعية في ذلك الوقت، والذي اشترى أراضي لا حصر لها. وهكذا، استحوذ السبئيين على أماكن ذات أهمية استراتيجية خارج معقل سبأ، مثل كتال (حالياً: خربة سعود)، وكاهل (حالياً: جدفر ابن منيخر) في وادي رغوان، وهي القواعد اللوجستية لسبأ على الطريق من مأرب إلى الجوف، وأحاطت تلك المدن بأسوار ضخمة من قبل يثع أمر بين، وتم تسييجها لحماية مأرب وتأمينها من أية محاولات للهجوم عليها من الشمال. كما يشير أحد النقوش من عهد المكرب سمه علي وابنه يثع أمر إلى أعمال منشأت في هجرة "منهية يثع أمر" ، و"منهية" هي المدينة التي انتزعها السبئيون من كمنا في عهد المكرب السابق يثع أمر وتر بن يكرب ملك. كما عمل يثع أمر بين على بناء أسوار تحصينية حول مأرب العاصمة.
بعد أن أتم "يثع أمر بين" إحكام تحصينات مدن وادي رغوان، بدأ عملياً ومن منطلق القوة في السعي إلى عقد صلح مع كمنا التي كانت من أعداء سبأ في أواخر القرن الثامن قبل الميلاد، وبالفعل استطاع المكربان "يثع أمر" و"ذمار علي" عقد صلحاً وحلفاً مع "نبط علي" ملك كمنا. هذا الملك المدعو "نبط علي" سيكون حليفاً قوياً في زمن كربئيل وتر -المكرب القادم. هناك نقش آخر من قرناو يشير إلى الإخوة بين زعماء قرناو مع سبأ الممثلة بالمكربان يثع أمر وذمار علي، وقبيلة ذي نشان الممثلة بملكها "يقه ملك". ويظهر من النص تبعية قرناو إلى نشان، قبل أن ينشأ كيان معين السياسي، وحلف الطرفان مع دولة سبأ الناشئة التي كانت القوة الإقتصادية الأكبر في ذلك الوقت. الجدير بالذكر، أن "يقه ملك" هو شقيق "لبوان يدع" ملك نشان في عهد كربئيل وتر وحليفه القوي، و"يقه ملك" أيضا هو والد الملكة "ذمارهل أميرة بنت يقه ملك" زوجة ابن عمها الملك "سمه يفع بن لبوان" والذي في عهده انخرق الحلف مع سبأ وسقطت نشان في يد كربئيل وتر.

#### كرب إيل وتر: مؤسس مملكة سبأ

كتابة سبئية تتحدث عن قيام الكهنة بالحج إلى المقه في فترة حكم كربئيل وتر.

"كرب إيل وتر بن ذمار علي" (نحو 685 ق م - 650 ق م): أقوى حكام سبأ على الإطلاق، ويعد المؤسس الفعلي لمملكة سبأ ومنظمها. وقد افتتح هذا المكرب عهده بإرسال هدايا إلى آشور، وهو أول حاكم سبئي اعترف به الآشوريون بوصفه ملكاً وحاكماً، ووفقاً لنقش أثري خاص للملك سنحاريب في ذكرى انشاء المعبد في رأس السنة الآشورية عام 685 ق م أو 682 ق م، قدم (كربئيلو ملك سبأ) هبة تتضمن أحجار كريمة وتوابل بهذه المناسبة. وعلل فرتز هومل إطلاق لقب ملك على كرب إيل في هذا النقش بأن الآشوريين لم يهتموا كثيراً بألقاب هؤلاء الأمراء البعيدين، ولذلك دعوا مكربا "ملكاً".
تابع كرب إيل وتر السياسة التي أسسها "يثع أمر وتر" قبله بثلاثة عقود، وهي سياسة التوسّع والسيطرة على بقية الكيانات الصغيرة وإرغام الكيانات المهمة إما بالتحالف وإما بالدخول في نزاعات عسكرية ستكون في النهاية لصالح سبأ وحلفائها. استأنف كرب إيل وتر عهده بتدعيم تحالفه مع مدينة نشان القوية في الجوف - الحليف المفضل لسبأ - فوثّق حلفه مع "لبوان يدع بن يدع أب" ملك نشان حوالي العام 680 ق م، ومع ابنه من بعده الملك "سمه يفع يسرن بن لبوان"، الذي كما يظهر من النقش الذي تركه لنا أبناء "سمه يفع يسرن" أن أباهم شارك في حملات السبئيين العسكرية ضد مملكة أوسان، وضد نجران.
أما المناطق الجنوبية لسبأ، لم يكن المعارضون هذه المرة قبائل قتبان وولد عم الذين أصبحوا الآن تحت سيطرة سبأ، بل أوسان التي كانت الحليف الرئيسي لسبأ في القرن الثامن ق م. أصبحت أوسان العدو الأول لسبأ، وسبب ذلك على ما يبدو أن حكام أوسان (ذاكر إيل لحيان مكرب أوسان وابنه مرتع) اتخذوا لقب "مكرب" - محاولين بذلك السيطرة على أراض واسعة من قتبان و(أولاد عم) التي كانت إسميا تحت سيطرة سبأ منذ اواخر القرن الثامن ق م. ويعود ذلك إلى حد كبير إلى حقيقة أن سَلَف كربئيل وتر - يثع أمر وتر - دعم أوسان في صراعهم مع قتبان وساعدهم على استعادة شكل من أشكال الاستقلال السياسي، وفي تلك الأثناء سيطرت أوسان على مناطق واسعة تمتد من الأطراف الغربية جنوب هضبة حضرموت شرقاً، عبر أجزاء واسعة من المنطقة الجبلية الجنوبية، بما في ذلك السواحل، وصولاً إلى أقصى الغرب حتى المنطقة الواقعة شمال عدن. بعد "يثع أمر وتر" ببضع عقود، تغير الوضع السياسي هنا، الآن أصبحت أوسان منافسًا هائلاً لسبأ، ولم يعد الخصم قبيلة قتبان، بل أوسان.

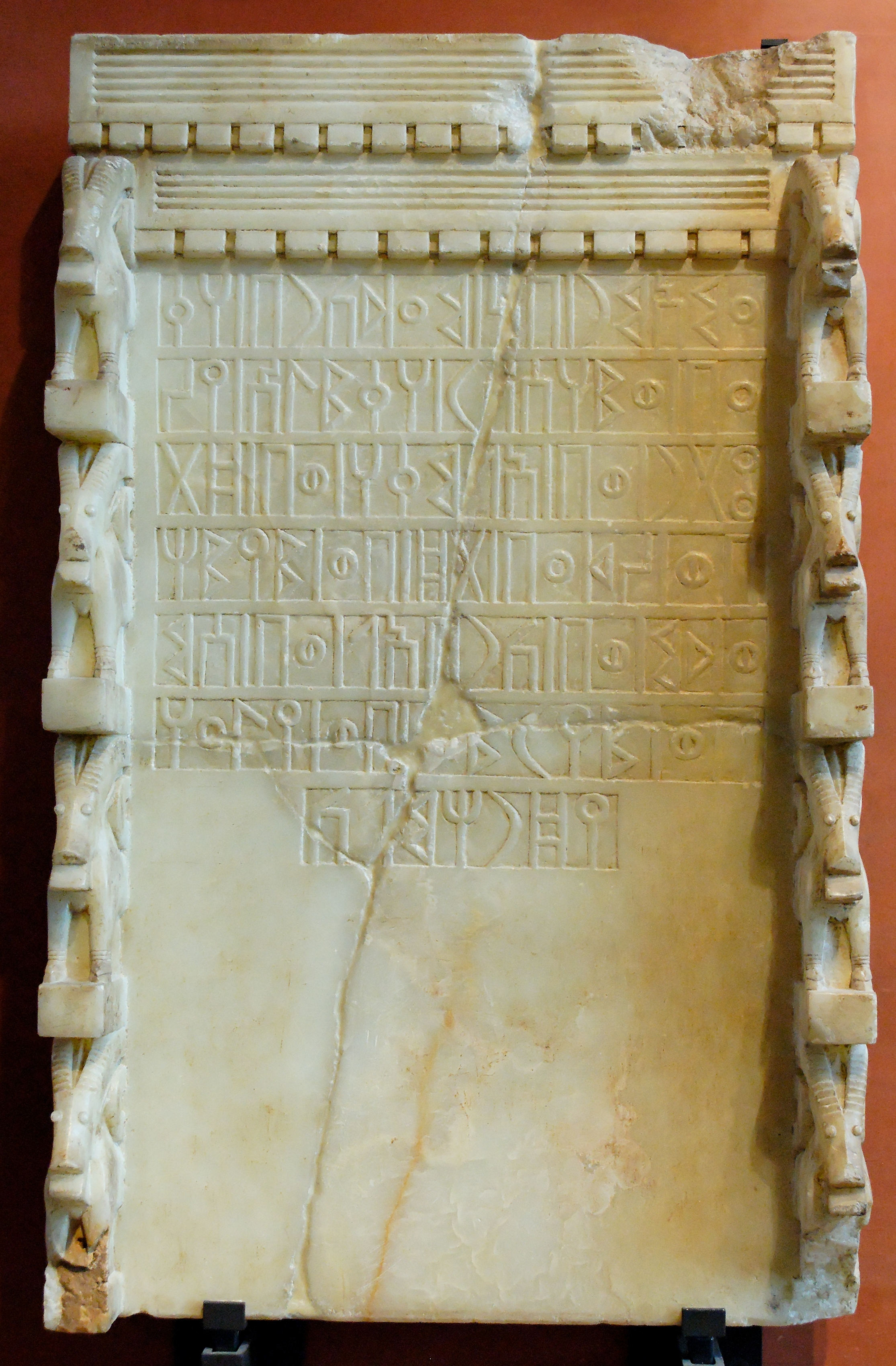
كتابة مدون فيها اسم كربئيل وتر وابنه "سمه علي" حوالي العام 650 قبل الميلاد.

كانت أول معارك كربئيل وتر ضد المعافر وذبحان (حاليًا: الحجرية) في المرتفعات الغربية الجنوبية، وقتل منهم ثلاثة آلاف. وفي سبعينيات القرن السابع قبل الميلاد تقريباً، قام المكرب كرب إيل وتر - وبالتحالف مع ممالك الجوف وعلى رأسها نشان، بثلاث حملات على أوسان استغرقت فترة طويلة - في أقل تقدير خمس سنوات - ونجح هذا التحالف في تدمير مملكة أوسان في وادي مرخة كلياً وأحراق قراها وسلب ممتلكاتها، وتم قتل أعداداً كبيرة من السكان وأسر الآلاف. وأما أراضي مملكة أوسان، فضم كربئيل وتر أراضيها الواسعة إلى سبأ، وأعاد إلى قتبان وحضرموت - حلفاء سبأ الجدد - الأراضي التي سلبتها أوسان منهم، وربما أضاف إلى أملاكهم أراضي جديدة. ومن الواضح أن مساندة قتبان بسبب الحكام الذين عينهم يثع أمر وتر على قتبان، فهي بذلك تحت الوصاية السبئية. في أواسط سبعينيات القرن السابع ق م، قام كربئيل وتر بتوحيد وتحصين مدن المرتفعات الوسطى، ومنها سيّر السبئيون حملات ضد قبائل كحد ذو - سوط وتبنو ودهس - التي كانت أيضاً من ضمن أعداء مملكة سبأ.
خلال ستينيّات القرن السابع قبل الميلاد تقريباً، قام كرب إيل وتر ومعه ملك نشان بشن حملة عسكرية ضد قبيلتي مهأمر وأمير بنجران. ومع غزو واحة نجران، تمكن السبئيون من تأمين طريق القوافل الذي كان يعبر وادي الجوف مروراً بوادي الشظيف ليصل إلى وادي نجران، وينطلق منه إلى أواسط جزيرة العرب وشماليها. ويبدو أن نجران ظلت تحت سيطرة السبئيين منذ عهد كربئيل وتر فصاعداً ولمدة قرنين من الزمان، وخلال القرن الخامس قبل الميلاد قاد السبئيون هجوماً آخر، كسرت فيه نجران.
وجه كربئيل وتر اهتمامه في ستينيّات القرن السابع قبل الميلاد تقريباً، إلى تدعيم التحصينات في مدن: كتال (حالياً: خربة سعود)، والأساحل (قديماً: عريرة/عررتم)، وكاهل (حالياً: جدفر ابن منيخر) في وادي رغوان، وهي القواعد اللوجستية لسبأ في الشمال – التي كانت تربط بين مأرب عاصمة سبأ ومدن وادي الجوف. هذه التحصينات والقلاع والخنادق كانت من أهم ركائز النظام الدفاعي شمالاً، وهنا تظهر نوايا كربئيل وتر بشكل واضح في هجومه القادم على نشان – حليف سبأ المخلص والمفضل.

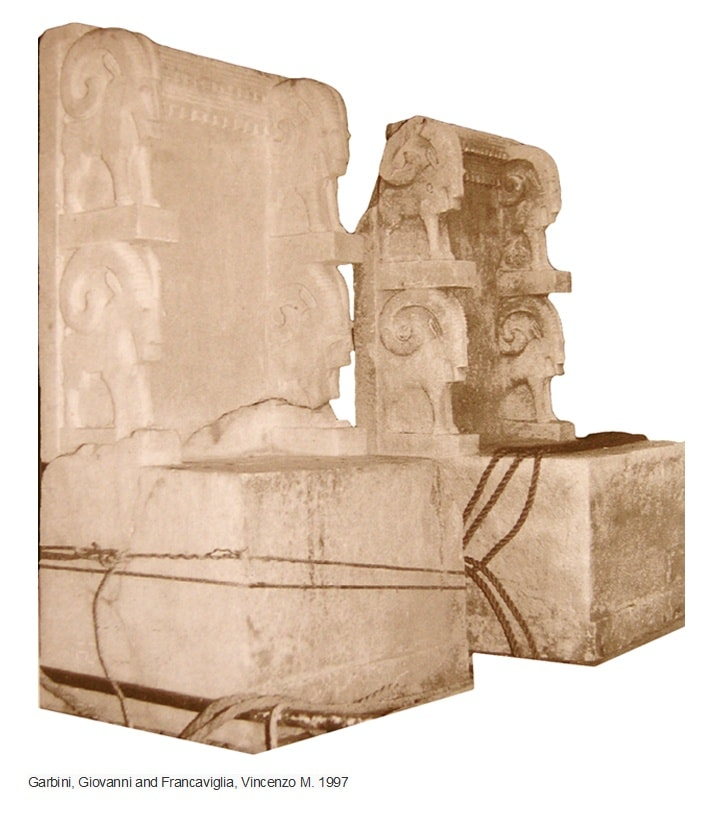
عرشان ملكيان، أحدهما يعود إلى "لبوان يدع" - ملك نشان وهو الحليف القوي لكرب إيل وتر. ولبوان هو والد "سمه يفع"، والذي في عهده استطاع كرب إيل وتر من إخضاع "نشان" لسلطان سبأ.

دام التحالف بين سبأ ونشان - المملكة الرئيسية في الجوف عقوداً من الزمن، وفي وقت ما من حكم كرب إيل وتر ابن ذمار، انقلبت الأمور رأساً على عقب، وأصبح صديق البارح عدواً. ولذلك فإن القتال ضد نشان بعد هزيمة أوسان ونجران كان بمثابة مفاجأة، حيث لم ينتهك أي منهما عهد الولاء. وربما كان السبب وراء ذلك، زيادة قوة نشان وسيطرتها على أجزاء كبيرة من الجوف، وهو الأمر الذي كانت سبأ مسؤولة عنه جزئيًا، كما هو مذكور صراحة في نقش كربئيل وتر. قام السبئيون بحملتين عسكريتين في أواسط القرن السابع قبل الميلاد. في الحملة الأولى انتصرت سبأ على نشان، وعين كربئيل وتر نائباُ له من مدينة هرم على نشان لمدة عامين. عادت نشان إلى العصيان للمرة الثانية، فجهز كرب إيل وتر حملة ثانية - كان الصراع فيها مع نشان أطول مما كان متوقعًا، ولم يتم حسمها إلا من خلال حصار نشان ونشق لمدة ثلاث سنوات - دمر فيها سور مدينة نشان وقصرها، ولكن بناءً على أوامر كربئيل لم يتم حرق المدينة، وتم فرض الجزية. وقد أذل كربئيل وتر ملك نشان سمه يفع - الذي نجى بحياته - فأجبره على تشييد معبداً للإله السبئي ألمقه في المدينة، كما قَهَرَ نشان بأن وَطَّن السبئيون وأسكنهم في المدينة، وصادرت سبأ أرض "نشان" الزراعية وجميع السدود التي تنظم الري فيها، ووادي مذاب الذي كان يمون "نشان". وأعطى "كرب إيل وتر" جزءاً كبير من أملاك نشان لمدينتي هرم وكمنا حلفاؤه. واستولت سبأ على نشق بالكامل، وظلت هذه المدينة سبئية منذ ذلك الوقت حتى زوال هذه المملكة. بعد ذلك، احتفظت نشان ببعض الحكم الذاتي وتم دمجها في مملكة سبأ. فقدت قبيلة نشان هذا الاستقلال السياسي خلال القرن الرابع قبل الميلاد من خلال خضوعها على التوالي لسلطة مملكة سبأ، ثم مملكة معين في القرن الثالث قبل الميلاد تقريبًا. مع ذلك، عادة نشان إلى سبأ خلال النصف الثاني من القرن الثاني قبل الميلاد تقريباً.
لقد نجح هذا المكرب السبئي بإنجاز تغيير جذري للخريطة السياسية لجنوب جزيرة العرب، فدفع بذلك التحوّل السياسي من القبيلة إلى المملكة والدولة المركزية، ورسم بذلك الخطوط الأولى والتأسيسية لخريطة سياسية جديدة لجنوب جزيرة العرب، مكونة من أربع ممالك رئيسة هي: (معين، وسبأ، وقتبان، وحضرموت)، التي استمرت كيانتها منذ القرن الثامن والسابع قبل الميلاد وحتى القرن الأول قبل الميلاد، وهو تاريخ اندثار مملكة معين من الساحة السياسية. وأما ممالك المدن الصغيرة التي كانت في الجوف (نشان، هرم، كمنا) فإنها فقدت استقلالها السياسي تدريجياً ودخلت في القوقعة المعينية التي شكّلت نواتها مدينتي قرناو - عاصمة مملكة معين – ويثل (حالياً: براقش)، أو ضمن النطاق السبئي كمدينة نشق (حالياً: خربة البيضاء بالجوف).

##### بناء قصر سلحين وتأسيس مدينة صنعاء

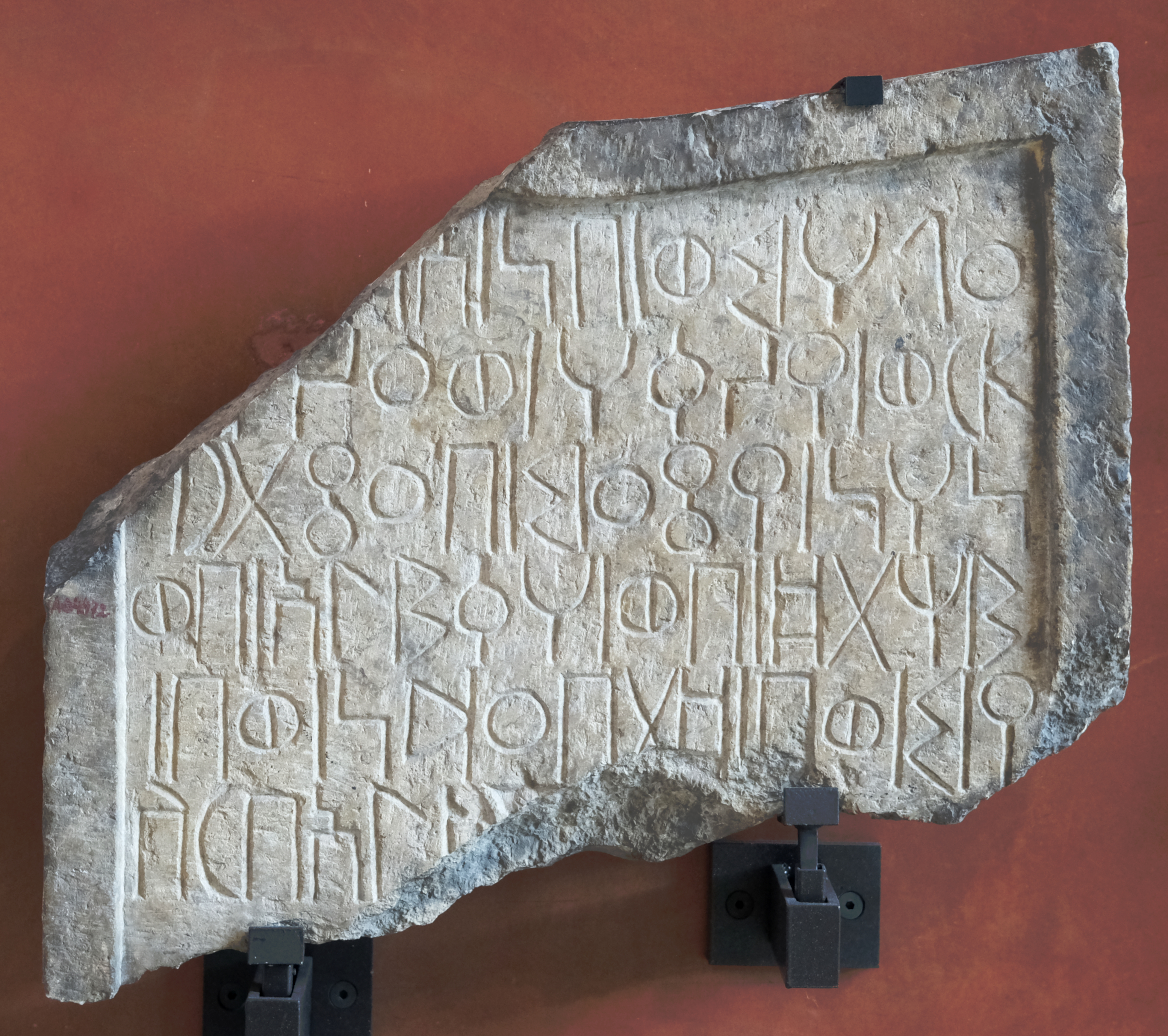
نص محفوظ في متحف اللوفر، يشير إلى اسم المكرب "كربئيل". ويعد هذا النقش من أقدم نصوص عهد "كربئيل وتر"، وفقاً للمعايير الببليوغرافية.

ترك لنا كربئيل وتر نقشاً يؤرخ في الوجه الأول منه - إنجازاته العسكرية، وفي الوجه الآخر يؤرخ لنا عدداً كبيراً من المنجزات العمرانية، أهمها كان "قصر سلحين" مقر حكام سبأ لقرون طويلة من بعده، وهو القصر الفاخر الذي تغنى به شعراء العرب. ويذكر كربئيل وتر في الوجه الثاني من النقش العائد لإنجازاته - الجزء الخاص بالعمران - أنه أتم بناء الطابق الأعلى من قصره سلحين ابتداء من الأعمدة والطابق الأسفل إلى أعلى القصر، مما يوحي أن المبنى بني على مراحل من عهد كربئيل وتر، وتم إحكامه والإنتهاء منه في أواخر عهده. لعب القصر دورا خاصا كرمز للخلافة والحكم الشرعي للملوك اللاحقين الذين حكموا بعد السلالة التقليدية في مأرب في نهاية القرن الأول قبل الميلاد. وتم تدمير قصر سلحين أثناء الغزو الحبشي الثاني فيما بين ربيع 529م - ومطلع 530م، ووفقًا لنقش من مأرب مكتوب بالجعزية أفاد الملك الإكسومي "كالب أصبحة" أنه أحرق "قصر سبأ". وهو ما أكدته الذاكرة العربية، حيث روى محمد بن إسحاق عَنْ عبد الله بن أبي بكر الأنصاري رواية مفادها أن الأحباش هم من خربوا قصر سلحين وبنيون خلال غزوهم جنوب الجزيرة العربية.
تابع كرب إيل وتر السياسة المميزة التي أسسها "يثع أمر وتر" قبله، وهي سياسة شراء الأراضي من السكان الأصليون وزعماء القبائل المجاورة، وتوسيع أملاك قبيلة سبأ وأتباعهم. وقد قام كربئيل وتر بشراء كامل أراضي "ونب" (حالياً: وادي الجوبة) من الزعيم المحلي "حاضرهمو"، وهو ابن "خلامر بِن حاضرهمو" الذي أشترى منه "يثع أمر وتر" أجزاء من ونب، ولكن الجزء الكبير من الوادي اشتراه يثع أمر وتر من رجل يدعى "نبط إيل ذي خارف" و"عم وقه ذي أمير". لاحقاً أتم كربئيل وتر شراء بقية أراضي "طيب" في وادي ونب من الزعيم "عم وقه ذي أمير".

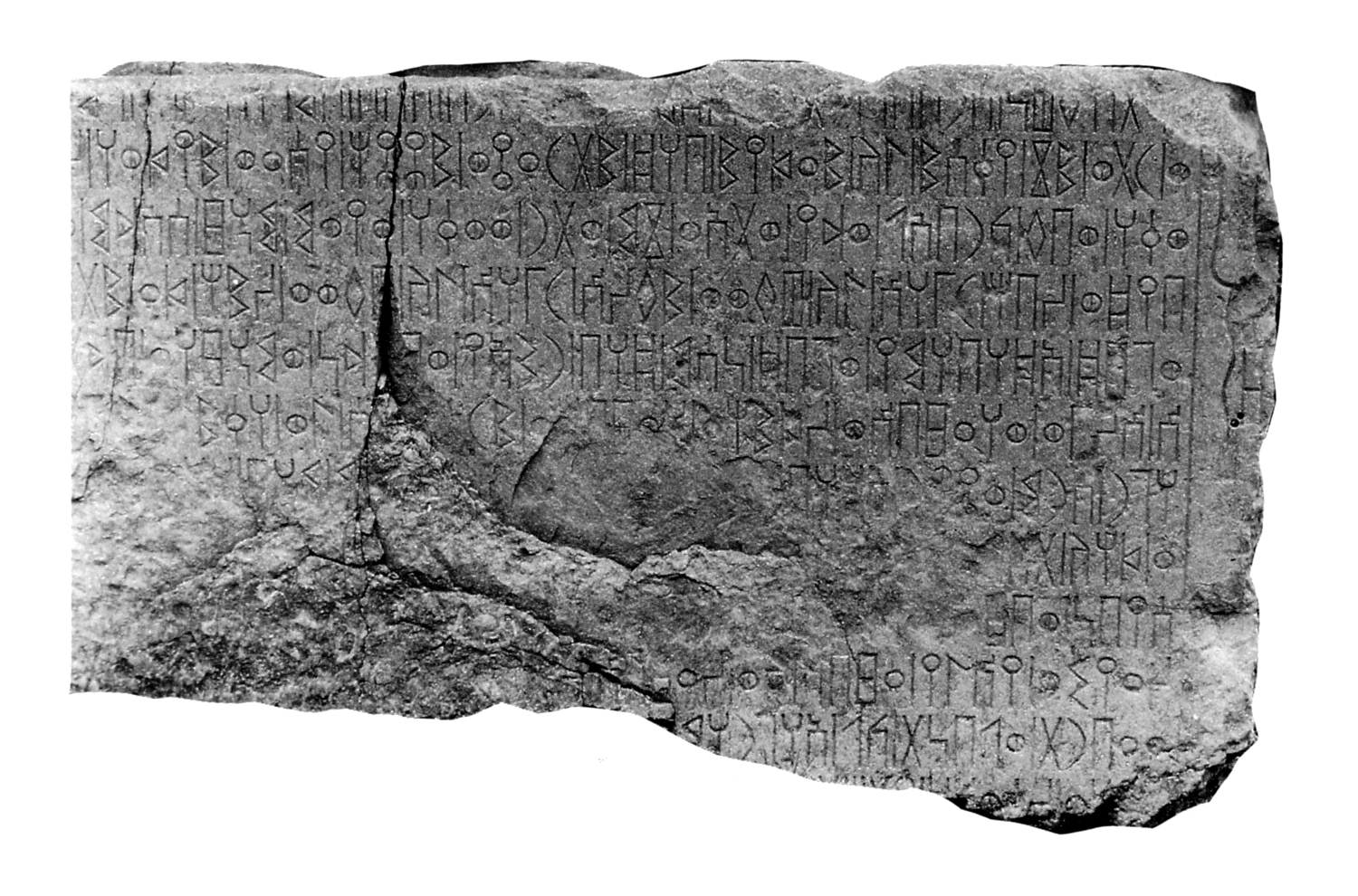
نقش النصر- وهو سجل يسرد فيه كربئيل وتر إنجازاته.

أشار "كرب ايل وتر" إلى أنه أقطع لمجموعة فيشان الأتباع (أدم) أملاكاً وأراضي في "وقب" و"ونب" اشتراها من "حاضرهمو" وشقيقه "رابم" ابني خلامر، مكافأة لهم في نصرة قبيلة سبأ. لم يكتفي كربئيل وتر بذلك، حيث اشترى كل المراعي والمساقي التي تنحدر مياؤها من المرتفعات الغربية إلى المنخفضات السبئية، لكي لا يحبس الماء عن تلك الأراضي، أو يمنع السبئيون من الرعي. وعزز ذلك بشراء المساقي الغربية التي تغذي شرقأ صرواح ووادي الجوبة (قديماً: ونب) من قبيلة "ذي خدنان" أتباع الزعيم "حاضرهمو بن خلامر"، وقبيلة "جبر" أتباع الزعيم "يعثق" من ذي خولان. الجدير بالذكر هنا، أن تلك القبائل الأصلية-المحلية كانت تقطن أعالي أودية ونب وصرواح وتسيطر على المرتفعات الغربية لسبأ، بالإضافة إلى سيطرت قبيلة "ذي مفعل" على وادي ونب في المنخفضات، وتلك القبائل دون أدنى شك هم السكان الأصليون قبل وصول السبئيون، وتدريجياً انضم بعض تلك القبائل إلى مجتمع سبأ، واستوطنوا مدن المنخفضات صرواح ومأرب، ومنهم من نزل نشق ونشان بفضل ولائهم لسبأ، وفي فترة ما بعد الميلاد كان لهم أثر ملحوظ في صرواح في حلف قبلي كبير تحت سلطة الأسرة السبئية "ذي حباب".

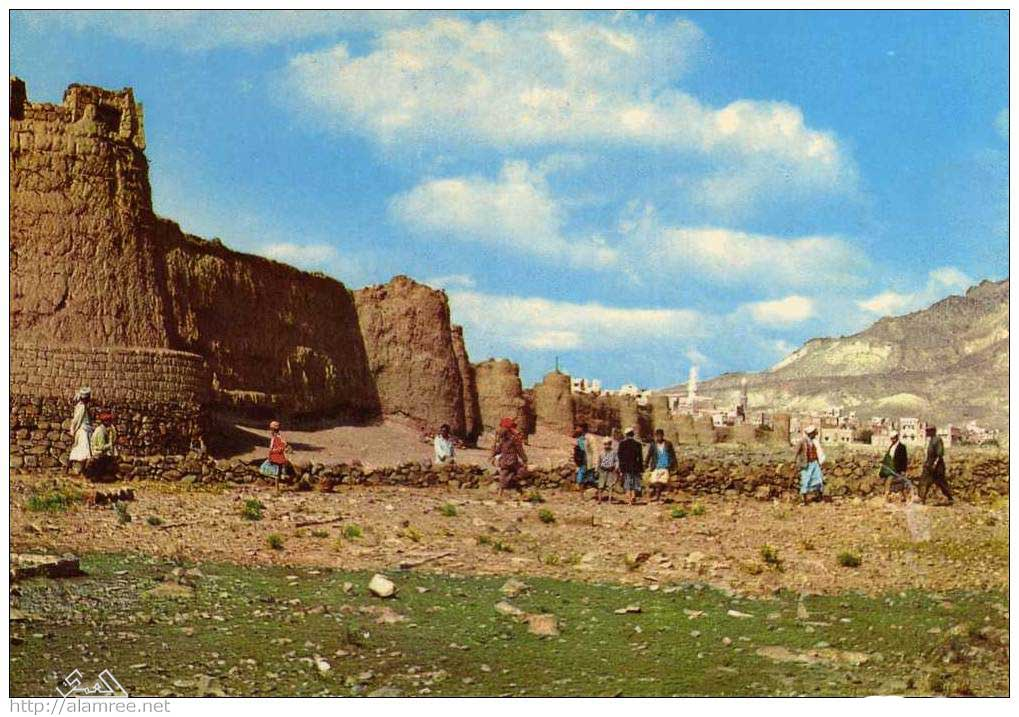
صنعاء القديمة.

من ناحية أخرى، قام كربئيل وتر بتحصين وتأسيس عدد من الهجر، وسجل بعضها باسمه وبعضًا آخر باسم حكومة سبأ وبآلهة سبأ "المقه"، مثل: "يثل" (حالياً: براقش). فضلاً عن تسويره عدد من الهجر والأراضي الأخرى التي أستحوذ عليها هو وأسلافه بالشراء، مثل: "كتال" (حالياً: خربة سَعود) في وادي رغوان، وَ"ونب" (حالياً: وادي الجوبة) و"رداع". بالإضافة إلى تأسيس وتسوير هجرة "صنعة" و"صنع" - وردت باللفظين - وهو أقدم ذكر للمدينة الشهيرة صنعاء. علاوة على ذلك، أعاد تعمير عدد من مدن قتبان وردمان، مثل: تمنع، وَوعلان، وذكر بعد ذلك أنه أمر بإعادة أولاد عم إلى هذه المدن؛ لأنهم كانوا قد تحالفوا مع "المقه" و"كرب إيل" ومع قبيلة سبأ، أي أنهم كانوا في جانبهم، فأعادهم إلى المواضع المذكورة مكافأة لهم على ذلك. إلى جانب ذلك، قام كربئيل وتر بتوحيد "سروم" (ربما: السرو) وأرض "حمدان" في المرتفعات الوسطى، وحصن قرى سرو، وأصلح وسائل الري فيها، ثم وطن السبئيون في تلك المعمورة. وهو أول تغيير ديموغرافي موثق في تاريخ جنوب الجزيرة العربية، وهذا التغيير سيخدم سبأ لقرون طويلة.

#### مملكة سبأ: الاستقرار والعمران

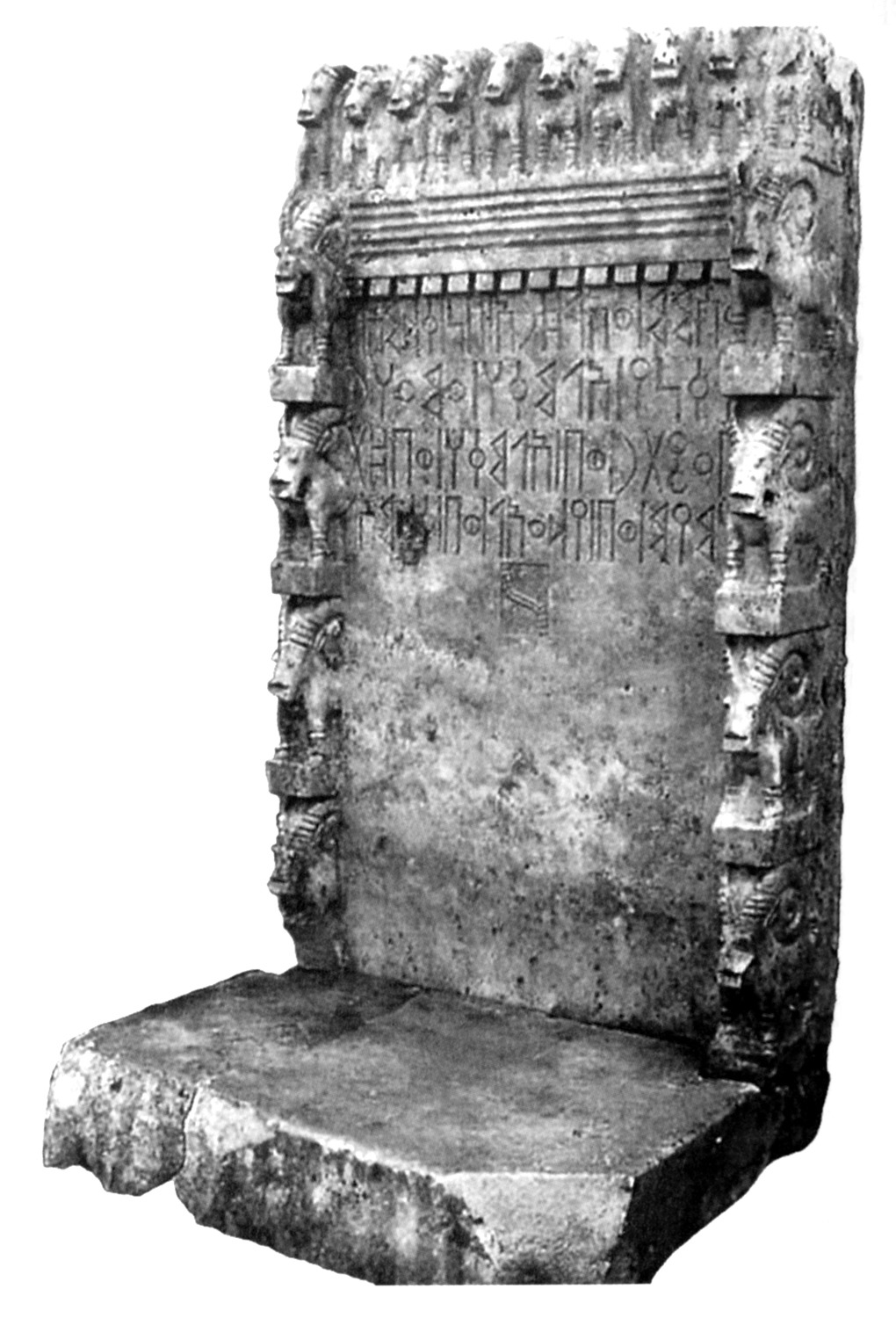
عرش ملكي من عهد "يدع إيل ينوف". تم تزيين ظهر العرش بسلسلة من الوعول الجانبية، أربعة في كل جانب. وفي الجزء العلوي صف من عشرة وعول.

في نهاية عهد المكرب العظيم "كرب إيل وتر بن ذمار علي"، تم تعزيز سيادة سبأ على جنوب شبه الجزيرة العربية. وامتدت مملكة سبأ الناشئة من نجران شمالاً إلى خليج عدن في الجنوب الغربي، ومنها شرقاً على طول الساحل حتى السفوح الغربية لهضبة حضرموت. وهكذا، في مرحلة مبكرة في تاريخ سبأ، وصلت مناطق حكم السبئيون ونفوذهم إلى أبعاد لن تُرى مرة أخرى إلا بعد قرون طويلة تحت حكم ملوك ذو ريدان، من عاصمتهم ظفار. انتهت فترة توسع سبأ بكربئيل وتر، وكانت العقود التي تلت ذلك، فترة استقرار مع توسع محدود.
حكم بعد كربئيل وتر اثنين من أبنائه في الفترة فيما بين (650 ق م - و620 ق م) تقريباً، أولاً: المكرب "سمه علي بين بن كربئيل"، ومن المؤكد أن هذا المكرب كان شريكاً لوالده منذ فترة الحرب بين سبأ ونشان، وهو معروف جيداُ في فترة الحكم المشتركة مع والده "كربئيل وتر". وأهم نقوش هذا المكرب، نص وصل إلينا من جبل اللوذ، يذكر قيام "سمه علي بين" بإحراق البخور في ترح -اللوذ- على سُنَّة والده. وترح في الأصل أرض كانت تتبع نفوذ "نشان" خلال عصرها الذهبي – كما يظهر من بعض النقوش، وقد سقطت في يد السبئيون زمن "سمه يفع يسران" ملك نشان – خلال حربه مع كربئيل وتر في أواسط القرن السابع ق.م. ومنذ عهد كربئيل وتر فصاعدًا، أصبح جبل اللوذ - ترح - مكان احتفالي يتردد عليه المكاربة في القرنين السابع والسادس قبل الميلاد، ثم الملوك في القرن الأول ميلادي عندما اتحدت سبأ وذي ريدان، وعاد نفوذ سبأ على الجوف، وفي كلا الفترتين تم إحياء ذكرى تنصيب الحكام، ومعاهدات الاتحاد من خلال إقامة طقوس محددة ومآدب.
بعد "سمه علي بين" آلت مملكة سبأ إلى شقيقه المكرب "يدع إيل ينوف بن كربئيل"، ولدينا عدد من النصوص تذكر هذا المكرب مع إخوته "سمه علي" والأمير "سمه ريم ذبيان"، قام هذا المكرب بتشييد عدد من المنشأت العمرانية في الأساحل (قديماً: عريرة/عررتم) في وادي رغوان، وهي ضمن حدود الأراضي التي اشتراها "يثع أمر وتر"، وقد حصنها المكاربة الأوائل خلال النصف الأول من القرن السابع قبل الميلاد. وتعد الأساحل من أهم المستوطنات السبئية، التي بقت عامرة إلى القرن الرابع قبل الميلاد على أقل تقدير.

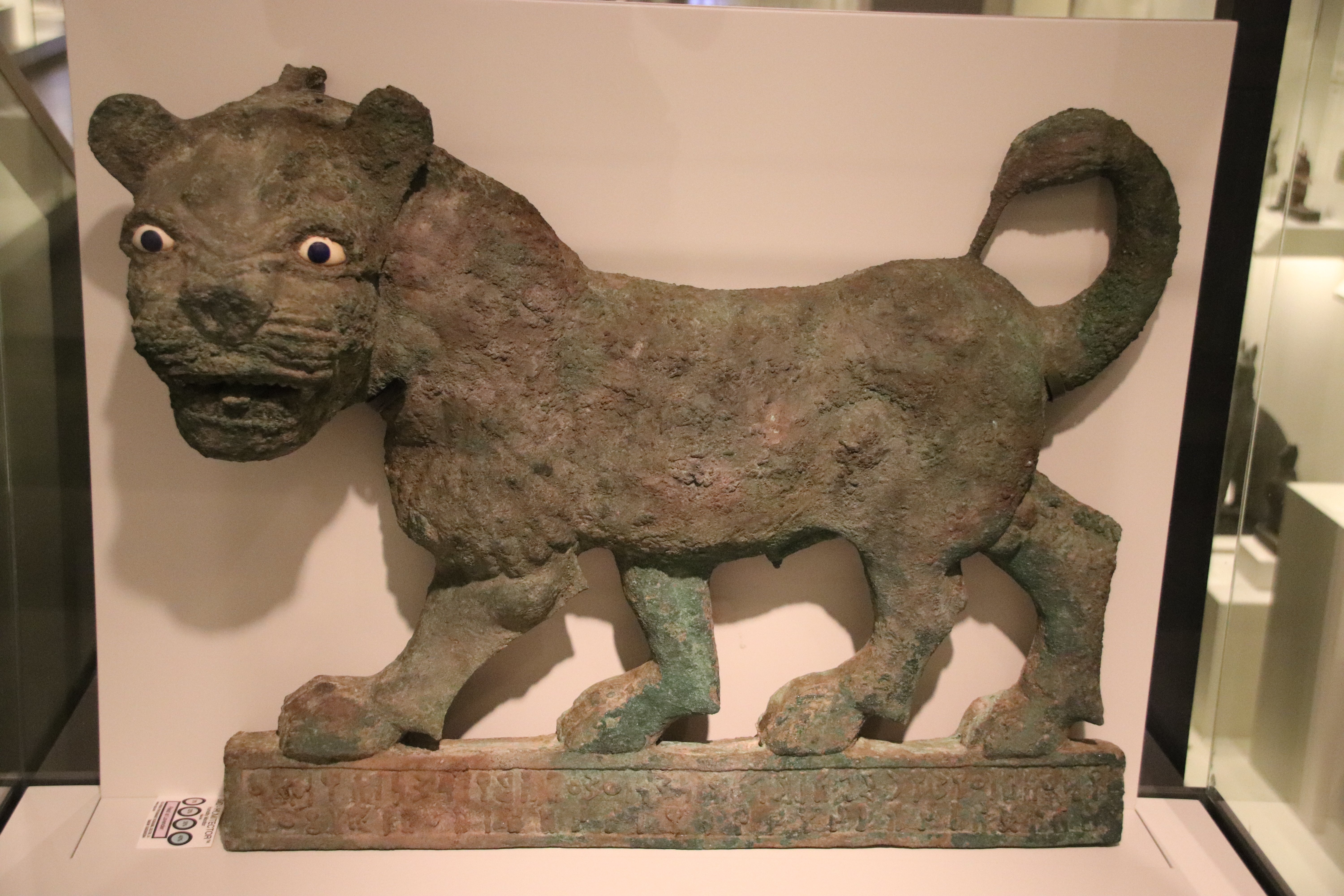
تمثال أسد من مدينة نشان، يؤرخ من القرن السادس - الخامس قبل الميلاد.

أما ما يتعلق بالعلاقات بين سبأ ومدن ممالك الجوف في الربع الثالث من القرن السابع قبل الميلاد - عهد أبناء كربئيل وتر - فيظهر من النقوش التي بين أيدينا أن سبأ كانت مهيمنة على تلك المدن. ووصل إلينا كتابة ملكية من مدينة هرم للملك "وتر إيل ذرحان بن يذمر ملك" خصصها لآلهة قبيلة هرم وإيل مقه، ويشهد النص على استمرار التحالف والإخوة بين سبأ وهرم بزعامة المكرب "يدع إيل" والملك "وتر إيل" وهو ابن "يذمر ملك" الذي كان حليفاً قوياً لكربئيل وتر في أواسط القرن السابع قبل الميلاد، وشارك معه في الحملتين ضد مدينة نشان. أيضًا وصل إلينا نقش تبايع فيه مدينة نشان – سبأ، كما يتضح من النقش الذي قدمه أحد أمراء نشان ابن "يقه ملك" بصفته "أخ" المكرب السبئي "يدع إيل". ويظهر من خلال هذا النقش أن العلاقات بين نشان وسبأ، أصبحت تبعيه، بعد الغزوة الكبرى التي قام بها كربئيل وتر قبل بضع سنوات على مملكة نشان. وعلى الرغم من أن مقدم هذا النقش لم يذكر أنه ملك، ولكن يذهب بعض الباحثين إلى أن كربئيل وتر ربما عزل "سمه يفع بن لبوان" ونصب مكانه ابن عمه هذا، ليبقى ملكا لفترة قصيرة. وهناك من يفترض أنه ربما كان وصياً على عرش أبناء أخته الملكة "ذمارهل أميرة بنت يقه ملك"، زوجة الملك "سمه يفع بن لبوان". مع ذلك، من المؤكد أن عرش نشان عاد إلى أبناء "سمه يفع" بعد ذلك.

##### يدع إيل ذريح: أعظم المكاربة آثاراً

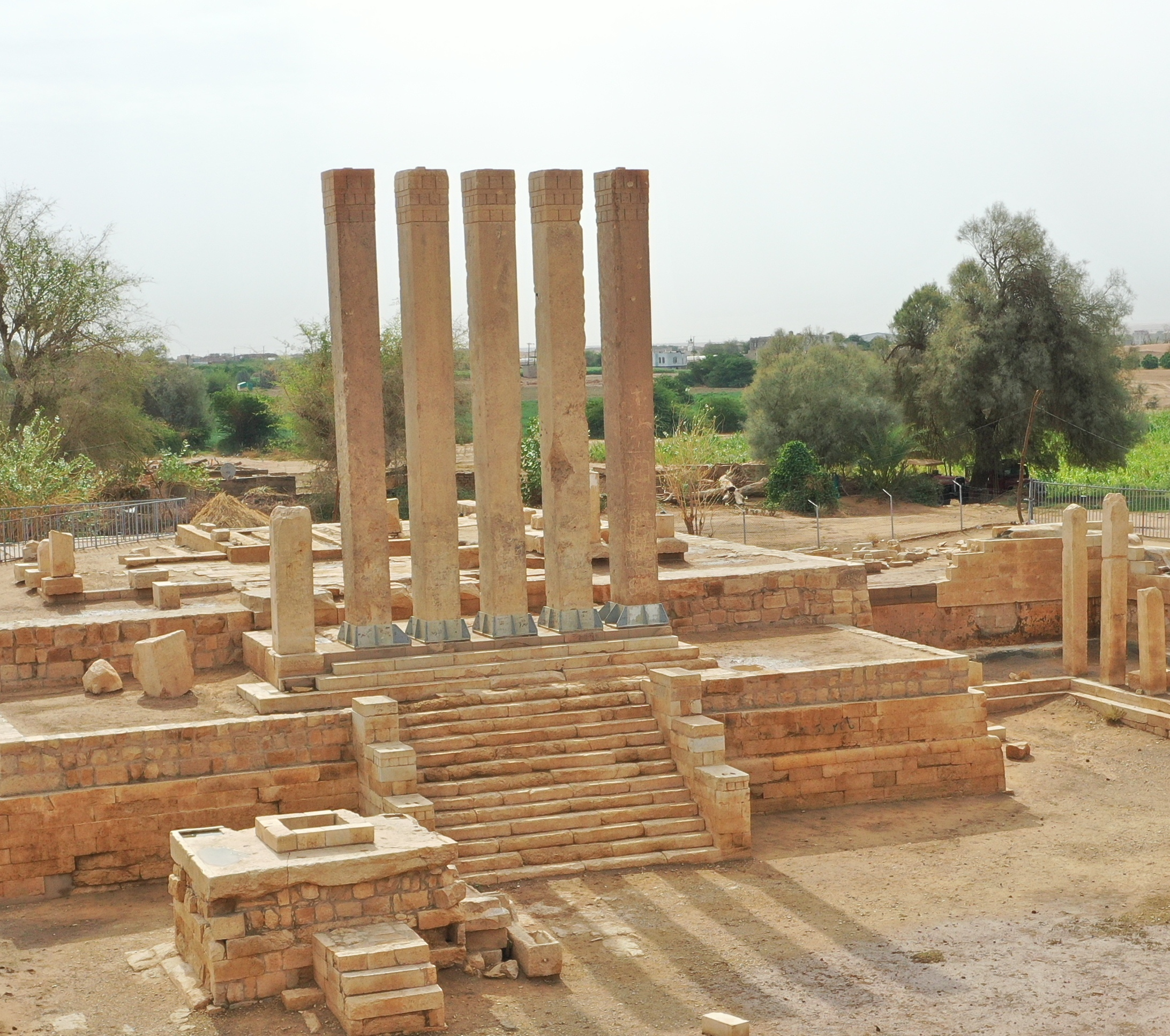
معبد بران (شعبيًا: عرش بلقيس). بحلول عام 2000م، تم الانتهاء من ترميم المعبد، بعد تنقيب كامل استمر 13 عامًا. وأقدم نقوش المعبد يعود إلى القرن السابع ق.م، كتبه أحد وزراء المكرب يدع إيل. ومن المحتمل أن هذا المكرب هو من أسس المعبد.

في الفترة فيما بين (نحو 620 ق م - و590 ق م) كانت سبأ تحت حكم المكرب العظيم يدع إيل ذريح بن سمه علي - حفيد كربئيل وتر. يعد الباحثين هذا المكرب واحدًا من "المكاربة الثلاثة العظماء"، جنبًا إلى جنب مع كربئيل وتر و"يثع أمر وتر" الأباء المؤسسين، ووصف علماء الآثار عصره بـ الذهبي. ويعتبر عهد هذا المكرب، وجده "كربئيل وتر" من قبله، من أغنى عهود المكاربة بالنقوش. وأهم ما امتاز به عهد "يدع إيل ذريح" العمارة ذات الشكل الأسطواني والبيضاوي. وعلى الرغم من فتوحاته التوسعية إلى وادي جازان، ومنجزاته الحضارية الواسعة في شتى المجالات؛ إلا أنه لم يعثر حتى الآن على نقش يوثق سيرته الطويلة، مع ذلك لا يستبعد ظهور نقشا له من معبد أوام.
جاء في أحد النصوص السبئية أن "يدع إيل ذريح" قد فرض الضرائب على سكان منطقة تهامة من جازان حتى صيحان (حاليا: وادي سهام)، وهذا يدل على اتساع نفوذ مملكة سبأ في وقت مبكر من تاريخها إلى جازان، وفي عهد هذا المكرب سيطر السبئيون على ساحل البحر الأحمر من وادي جازان إلى باب المندب بطول 500 كيلو متر، وأشار النص أيضاً إلى وجود معبداً للمقه في صيحان، ربما من أنشأه هذا المكرب، المشهور بأنه باني العديد من المعابد.
أنجز يدع إيل ذريح عددًا من المشاريع العمرانية الضخمة في مأرب وصرواح، وظهر كباني للمعابد. على سبيل المثال، سوّر معبد أوام (شعبياً: محرم بلقيس)، وهو جدار ضخم بيضاوي الشكل، يبلغ طوله حوالي 282 مترًا - وارتفاعه نحو 14 مترًا. وإلى هذا المكرب يعود أقدم ذكر لمسمى أوام بيت المقه في مأرب، ويذهب بعض العلماء أن يدع إيل ذريح مؤسس معبد أوام، إلا أن هذا الرأي ما زال مدار بحث. وفي صرواح، قام هذا المكرب بعمل سور ضخم بيضاوي الشكل لمعبد "أوعال" بيت إلمقه. والآثار الباقية لأسوار هذه المعابد الضخمة تُنبئ عن إتقان معماري وإبداع هندسي فريد، ويمكن تعليل التشابه الكبير الذي يوجد بين تصميم أسوار معبد أوام في مأرب ومعبد أوعال بصرواح، يكمن في أن المهندس الذي أشرف على بناء أسوار تلك المعابد شخص واحد.

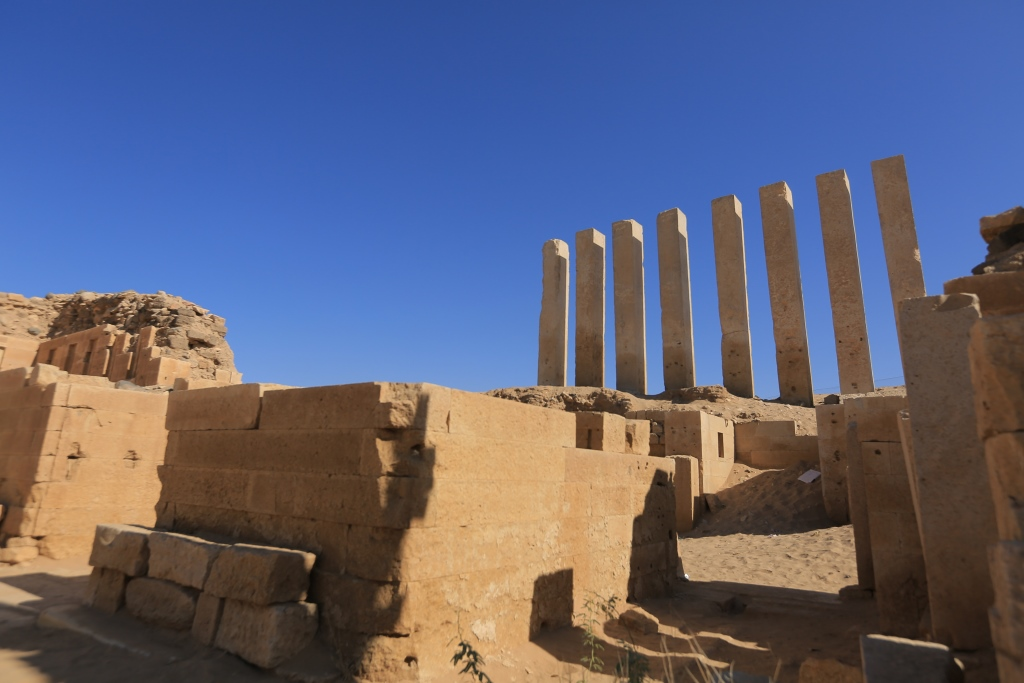
معبد أوام (شعبيا: محرم بلقيس). لم يعثر - حتى الآن - على نصوص للمكاربة الأوائل في هذا المعبد. وتبدأ النصوص الرسمية بالظهور مع نهاية القرن السابع ق م.

وفي المساجد، إلى الجنوب الغربي من مأرب على مسافة ثلاثين كيلاً، أقام المكرب يدع إيل ذريح - "حرمًا ثالثًا كبيرًا للمقه سماه "معرب". وإلى الجنوب من معبد "معرب" على بعد عشرين كيلاً، أسس هذا المكرب مدينة "مردع" المسورة (حاليًا: هجر الريحاني) في وادي ونب، لتأمين حدود مأرب الجنوبية مع قتبان. و"ونب" (حالياً: وادي الجوبة)، هو الوادي الذي اشتراه المكرب يثع أمر وتر من أحد أعيان القبائل، ووسع كربئيل وتر الأملاك فيه بالشراء، واستكمل المكرب "يدع إيل ذريح" مشروعهم ببناء معبد "معرب" ومدينة "مردع"، وتوطين السبئيون في هذه الرقعة الزراعية. وقد وصلنا لهذا المكرب عدد كبير من النقوش الغير منشورة، أهمها نص يشير إلى إنشاء سد ترابي "مضرف" سماه "مردع" يعلو "أبين" الواحة الشمالية. إلى جانب ذلك، وصلنا نقش آخر من منهية (حالياً: حزمة أبو ثور) وهو نصب "قيف" يشير فيه "يدع إيل ذريح" إلى وضع حداً فاصل بين المراعي والمزارع/المحارث، التي قد تتعرض لانتهاكات الرعاة. كما عثرت البعثة الأمريكية على نقش غاية في الروعة يشير إلى اسم "يدع إيل ذريح بن سمه علي" على أرضية مدخل معبد أوام.
وفيما يتعلق بالعلاقات بين سبأ وجيرانها، فوصل إلينا نقش تبايع فيه واحة نجران سبأ، كما يتضح من النقش الذي قدمه أحد أعيان قبيلة أمير بصفته "أخ" الحكام السبئيين يدع إيل ويثع أمر؛ ويأسس مقراً لقبيلته في معبد أوام. ويظهر من خلال هذا النقش أن العلاقات بين نجران وسبأ يبدو أنها هدأت، بعد الغزوة الكبرى التي قام بها كربئيل وتر قبل بضع عقود على واحة نجران.

سور أوام البيضاوي، الذي بني بأمر "يدع إل ذرح".

أما العلاقة مع مدن الجوف، فقد وصل إلينا كتابة ملكية من قرناو يجدد فيها الملك "أبوعبد يدع" - أقدم ملك معيني مؤكد - "الإخوة" بين معين وسبأ وحاكمها "يدع إيل"، ويستشف من هذا النص - عمق الروابط التي كانت بين معين وسبأ، وأن "قرناو" تحولت من مشيخات إلى كيان سياسي يدعى "معين"، وازدهرت مع تراجع قوة جارتها نشان خلال النصف الثاني من القرن السابع ق م، وهذا يعني أيضاً أن حكومة معين كانت خاضعة لسيادة سبأ دون أن يؤثر ذلك في استقلالها الذاتي الذي كانت تتمتع به. كما وصلنا نقش يذكر أسم "يدع إيل" وشريكه "يثع أمر" في مراسم حفل زواج رجل سبئي من مرأة من كمنا، وهو أمر يدل على التحالف بين الكيانين السياسيين، وبقاء سيطرة سبأ على مدينة كمنا بكل وضوح، والنص يؤرخ من نهاية القرن السابع قبل الميلاد.
ولي الحكم بعد "يدع إيل ذريح" شريكه في الحكم – المكرب "يثع أمر وتر بن سمه علي" (نحو 590 ق م - 570 ق م)، وقد قام هذا المكرب ببناء عدد من المنشأت العمرانية والتحصينية في مدينة كتال (حالياً: خربة سعود)، المدينة التي حصنها جده كربئيل وتر بأسوار أساسية. يعتقد بعض الباحثين أن هذا المكرب هو الذي قام ببناء قلعة "يشبم" في صرواح، وهناك آخرين يرجعونه إلى المكرب السابق "يدع إل ذريح"، والنقش يحمل سمات فترتهم المتقاربة. وقد سقط اسم المكرب ولم يبقى منه سوى جملة"ابن سمه علي مكرب سبأ"، مما يجعل تأكيد النقش إلى أياً منهم صعب وفقاً للمعطيات المتوفرة.

#### ذروة مملكة سبأ: بناء السد الكبير

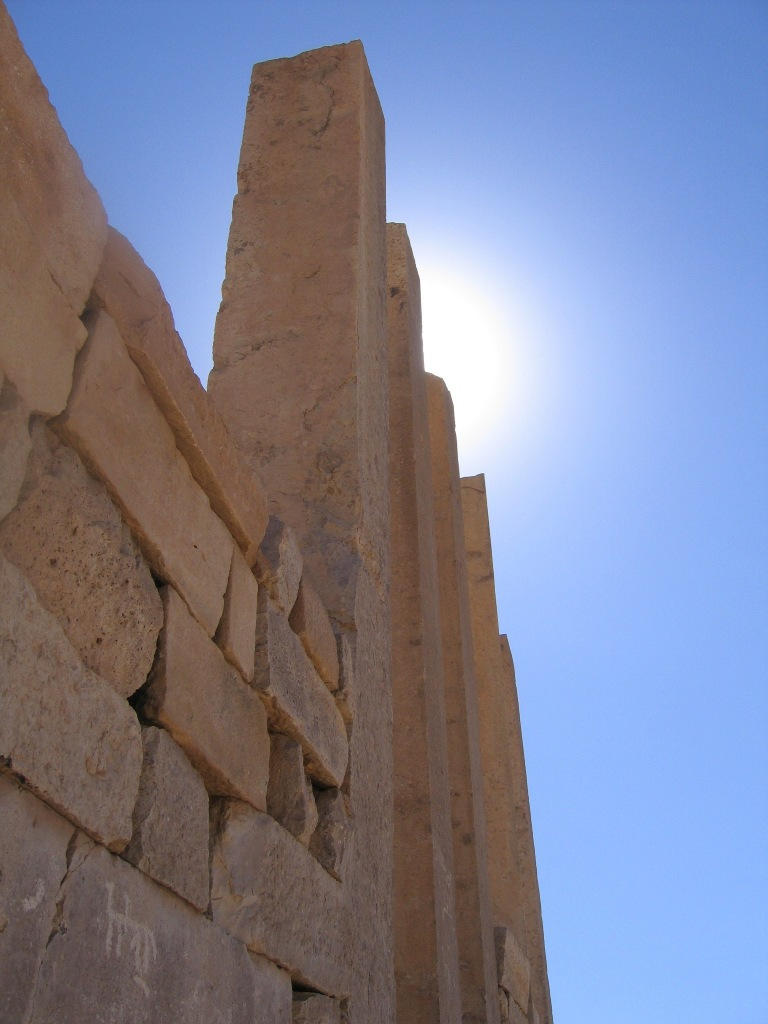
معبد أوعال ذو الأعمدة الخمسة في صرواح.

تستمر مملكة سبأ في ذروتها خلال القرن السادس قبل الميلاد. وفي الربع الثاني من القرن السادس كانت سبأ تحت حكم "كرب إيل وتر بن يثع أمر" (نحو 570 ق م - 550 ق م)، استأنف هذا المكرب حكمه، بإلغاء الضرائب عن منطقة تهامة، وهي الإتاوات التي فرضها عمه يدع إل ذريح الأول – قبل منه بنحو ثلاثين عاماً. لدينا أيضاً نقشان من وادي عبدان قرب منطقة نصاب، مكرسه للمكرب كربئيل بين وابنه "ذمار علي". وفي هذه النقوش دلالة واضحة على أن حكام سبأ قد حافظوا على المكتسابات التي حقهها أسلافهم حتى منتصف القرن السادس قبل الميلاد، بما في ذلك مناطق تهامة في أقصى الغرب من سبأ، ومناطق أوسان في أقاصي الجنوب الشرقي، وبقاء الدولة على إتساعها إلى زمن هذا المكرب. كذلك لدينا نقش صخري على سد مارب يذكر اسم "كربئيل بين"، ولكن يفترض الباحثين أن هذا النقش تم إعادة استخدامه في زمن لاحق، وبذلك لا يمكننا إدراج هذا المكرب ضمن بناة سد مأرب. وفي صرواح ومأرب قام "كربئيل بين" بإنشاء وتطوير عدداً من مشاريع البناء. وفي مدينة نشق، قام هذا المكرب بتوسعة المدينة بمقدار ستين شوحطًا، كما عمل على تحسينها.
واصل "ذمار علي وتر" (نحو 550 ق م - 530 ق م)، مشاريع والده كربئيل بين، وأكمل توسعت مدينة نشق، وقام بإصلاح الأراضي المحيطة بها، وقام بتحسين نظم الري، وذلك فيما وراء الحد الذي وضعه أبوه لهذه المدينة، وجعل كل ذلك وقفًا على قبيلة سبأ. ويظهر أن نشق كانت في عهد ذمار علي وتر ووالده، في عز ذروتها. وأصبحت نشق منذ هذا العهد أكبر حاضرة سبئية بعد العاصمة مأرب. وقد جاء في إحدى الكتابات أن هذا المكرب أمر ببناء ترعة ماء تدعى "فياش" لمعبد الإله "عثتر" في مأرب. وولي الحكم بعد "ذمار علي" ابنه "يدع إيل بين" (نحو 530 ق م - 520 ق م)، ولدينا نقش من مأرب، يشير إلى قيام "يدع إيل بين بن ذمار علي" بطقوس أشعال النيران وحرق البخور في ترح -جبل اللوذ، وهي ممارسات عرف بها المكاربة منذ سيطرة كربئيل وتر على كامل واحة الجوف.

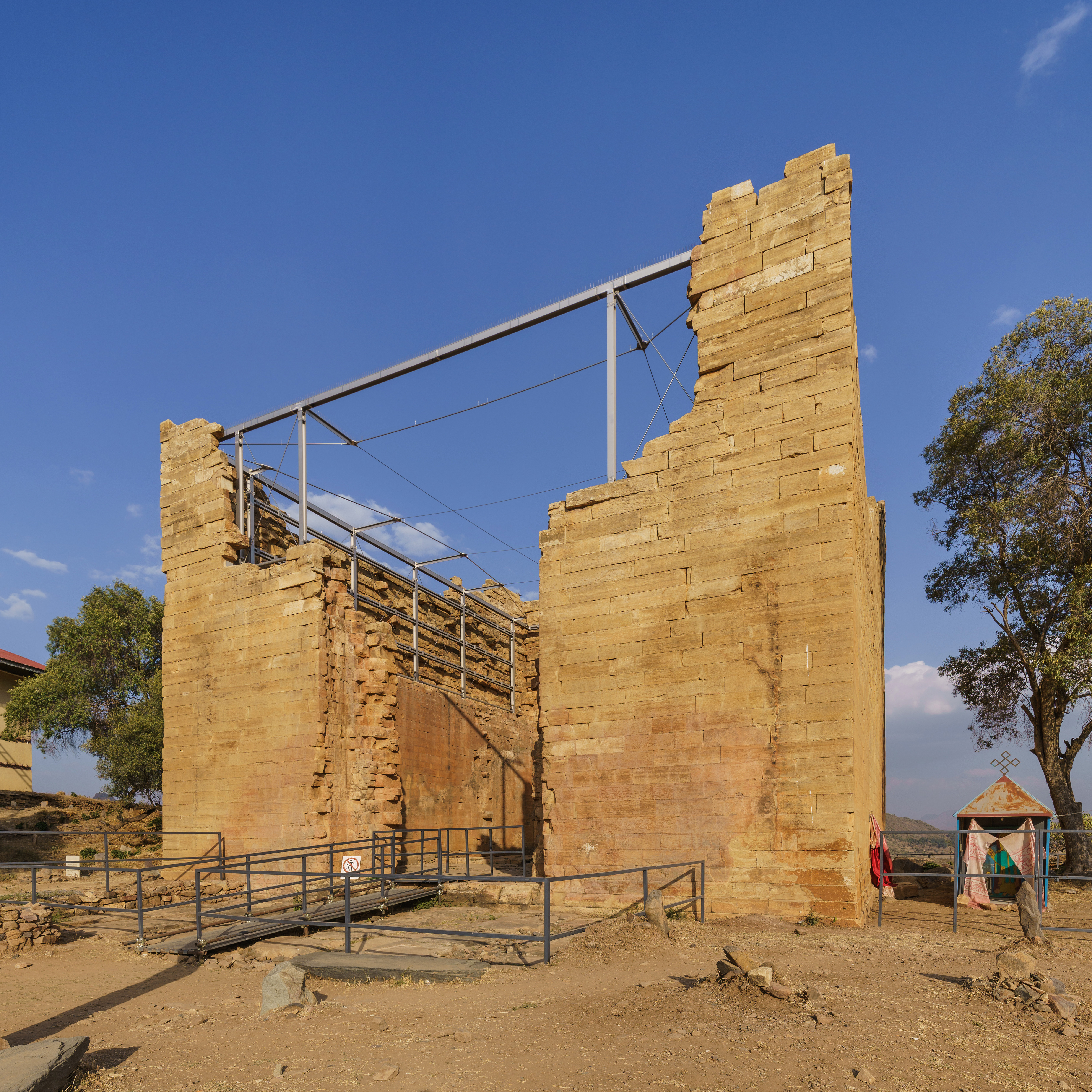
معبد المقه الكبير في دولة دعمت.

خلال العقدين الأخيرة من القرن السادس قبل الميلادي، كانت سبأ تحت حكم "سمه علي ينوف بن ذمار علي". قام هذا المكرب مع ولده "يثع أمر بين" بإنهاء بناء سد مأرب الكبير كاملاً. وقد أظهرت الأبحاث الحديثة المعتمدة على الكربون المشع أن الإغلاق الكامل للوادي - السد الكبير - لم يتحقق إلا في القرن السادس-الخامس قبل الميلاد. وهذا ما تؤكده نقوش المكربين "سمه علي ينوف" وابنه "يثع أمر بين" على الهيكل الجنوبي من السد الكبير. على الرغم أن تاريخ بناء السدود في مأرب، كان متعدد المراحل، وموثق من خلال عدة نقوش، يعود أقدمها إلى القرن الثامن قبل الميلاد، أي أن السد الكبير هو نتاج خبرة امتدت لأكثر من قرنين من الزمان. كما قام هذا المكرب بعمل عدد من المنشأت العمرانية في مدينة صرواح، وقد ورد اسم هذا المكرب في عدد من الكتابات أكثرها متكسرة.
من النصوص المهمة في هذه الفترة، نقش وصل إلينا من دولة دعمت، مكرس للإلهات العربية الجنوبية، ومكرب سبأ "سمه علي" ومكرب دعمت "لمن". ويظهر من هذا النقش المهم – وجود اتصال سياسي بين دولة دعمت ومملكة سبأ في الجنوب العربي، ومن الملاحظ أيضا تَسْبِيق اسم "سمه علي" على اسم مكرب دعمت "لمن بن رابح"، وبذلك يمكننا افتراض تَّبعيَّة دعمت لكيان سبأ السياسي في هذا الوقت. والجدير بالذكر هنا، أنه لا يوجد أي دليل أركيولوجي حتى الآن من العاصمة مأرب، يشير إلى تعاون أو اتصال سياسي.

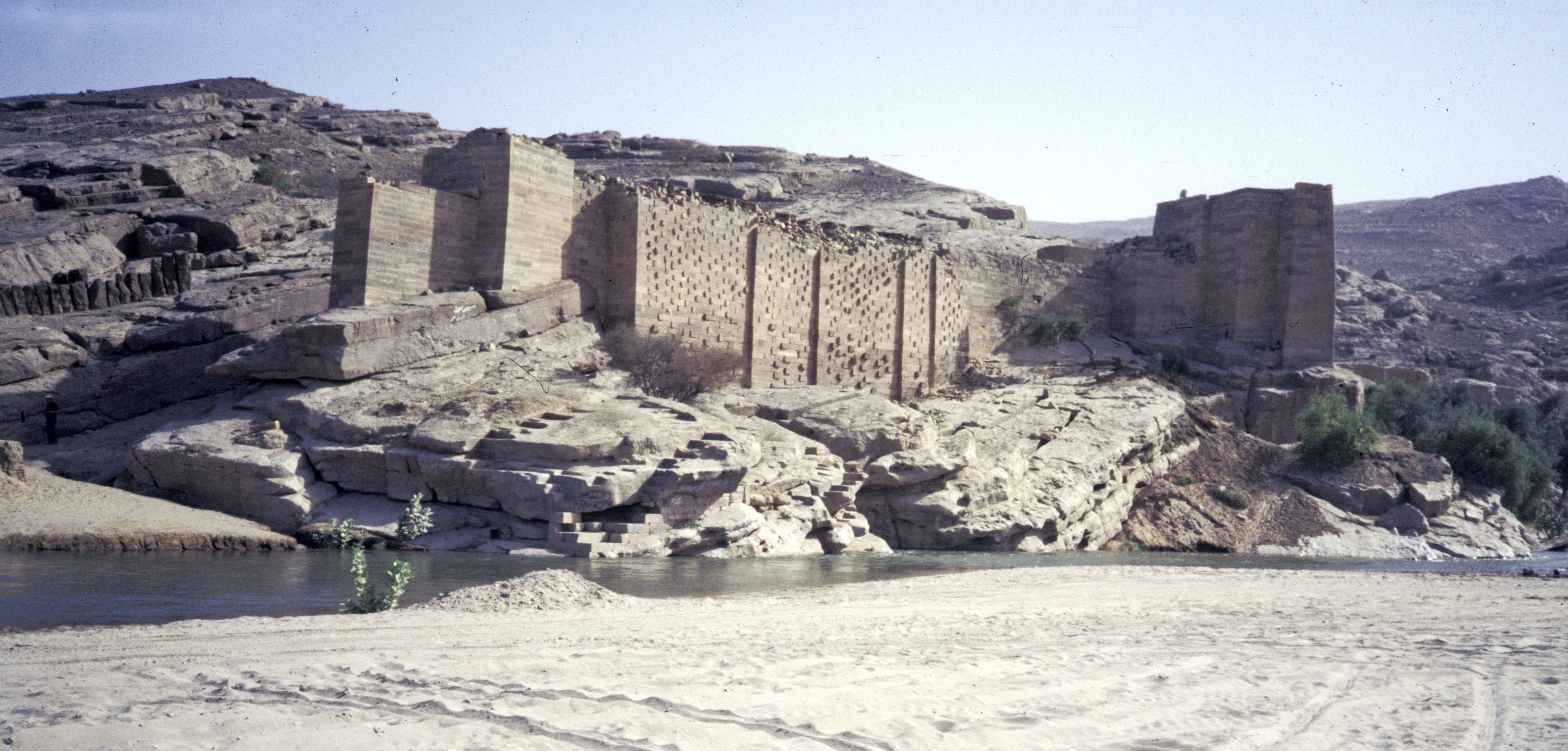
بقايا آثار سد مأرب العظيم

"يثع أمر بين بن سمه علي ينوف" (نحو 500 ق م - 460 ق م)، أعز مكاربة سبأ شأناً، وأعظمهم آثارا، وهو أول من أضاف لقب والده "ينوف" إلى النسب الملكي، حيث كان المكاربة الأربعة عشر الأوائل يذكرون أسماؤهم وألقابهم، ويجردون آباءهم من الألقاب. وفي زمنه بني السد الكبير، وزرع العنب في واحتي يسران وأبين، وبأمره غرست الأشجار المظللة في يسران. ترك لنا هذا المكرب، وثيقة مهمة ضاعت الأسطر الأولى منها، والذي ورد فيها أنباء عن حملاته الحربية وأنشطته الإنشائية، وتعد هذه الوثيقة هي آخر نقش حربي لحاكم سبئي لعدة قرون. كانت المخاطر التي واجهها السبئيون في نهاية القرن السادس - بداية القرن الخامس قبل الميلاد، مماثلة لتلك التي كانت في زمن يثع أمر وتر وكربئيل وتر. وجاء معارضو سبأ من نفس المناطق الجغرافية كما كان من قبل، حتى لو تغيرت الظروف السياسية هناك. وفي الجنوب والجنوب الشرقي، كانت قتبان وحلفاؤه في المرتفعات الجنوبية هم العدو الذي شن المكاربة حملة ضده مرة أخرى، وقد هاجم هذا المكرب القتبانيين، فقتل وجرح منهم أربعة آلاف في عهد ملك قتبان "سمه وتر".

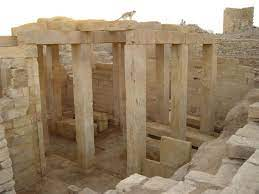
معبد نكرح في يثل. وقد دخل الألهة نكرح إلى يثل عندما اتحدت مع معين خلال القرن الخامس ق.م. تم تنقيب المعبد بشكل كامل وترميمه.

أما الشمال، كان الوضع مختلفاً عما كان عليه من قبل كان الخصمان هذه المرة هما معين ويثل. هاجم السبئيون "معين"، لكن لم ترد تفاصيل حول الضربات التي استهدفت مدينة قرناو عاصمة معين. بل تم ذكر يثل (حالياً: براقش). هذه المدينة، التي حصنها كربئيل وتر بسور. حاصر المكرب "يثع أمر بين" – يثل حصاراً عنيفا، ونظرًا لعدم قدرتهم على القتال، كان على المكرب أن يكتفي بتدمير بعض منشأت واحة يثل. كان السبئيون أكثر نجاحًا في حملتهم ضد القبليتين المهمة في واحة نجران مهامر وأمير. تم تدمير وإحراق "رجمة" (حالياً: حمى) عاصمة مهامر، وواحة نجران الكبرى وقراها. علمنا اسم ملكهم "لعذر إيل" رغم عدم ذكر مقتله. بالإضافة إلى الأسرى الذين تم أسرهم، تم الاستيلاء على أعداد كبيرة من الجمال والأبقار والحمير والأغنام والماعز، كما حدث في حملة كربئيل وتر ضد مهامر. دفعت تلك الحملة العسكرية السبئية ضد معين ويثل إلى تشكيل اتحاد قبلي للوقوف أمام المطامع السبئية، ويظهر ذلك التحالف جلياً في عدد من النقوش المؤرخة من القرن الخامس قبل الميلاد فصاعداً، والذي جاء فيها عبارة "بآلهة معين ويثل" أو "بآلهة قرناو ويثل". ومن المثير للأهتمام أن هجوم يثع أمر بين يتوافق مع ما أكدته الأبحاث الحديثة المعتمدة على الكربون المشع ودراسة الطبقات الأثرية العشرة لمدينة يثل، والتي تشير أن الآثار المعينية في يثل – بدأت في الظهور خلال القرن الرابع قبل الميلاد، مما يدعم أن تحالف (معين ويثل) بدأ في النصف الثاني من القرن الخامس قبل الميلاد على أبعد تقدير، ومن المؤكد حالياً أن الطبقة الآثارية المعينية ظهرت في يثل خلال القرن الرابع قبل الميلاد.

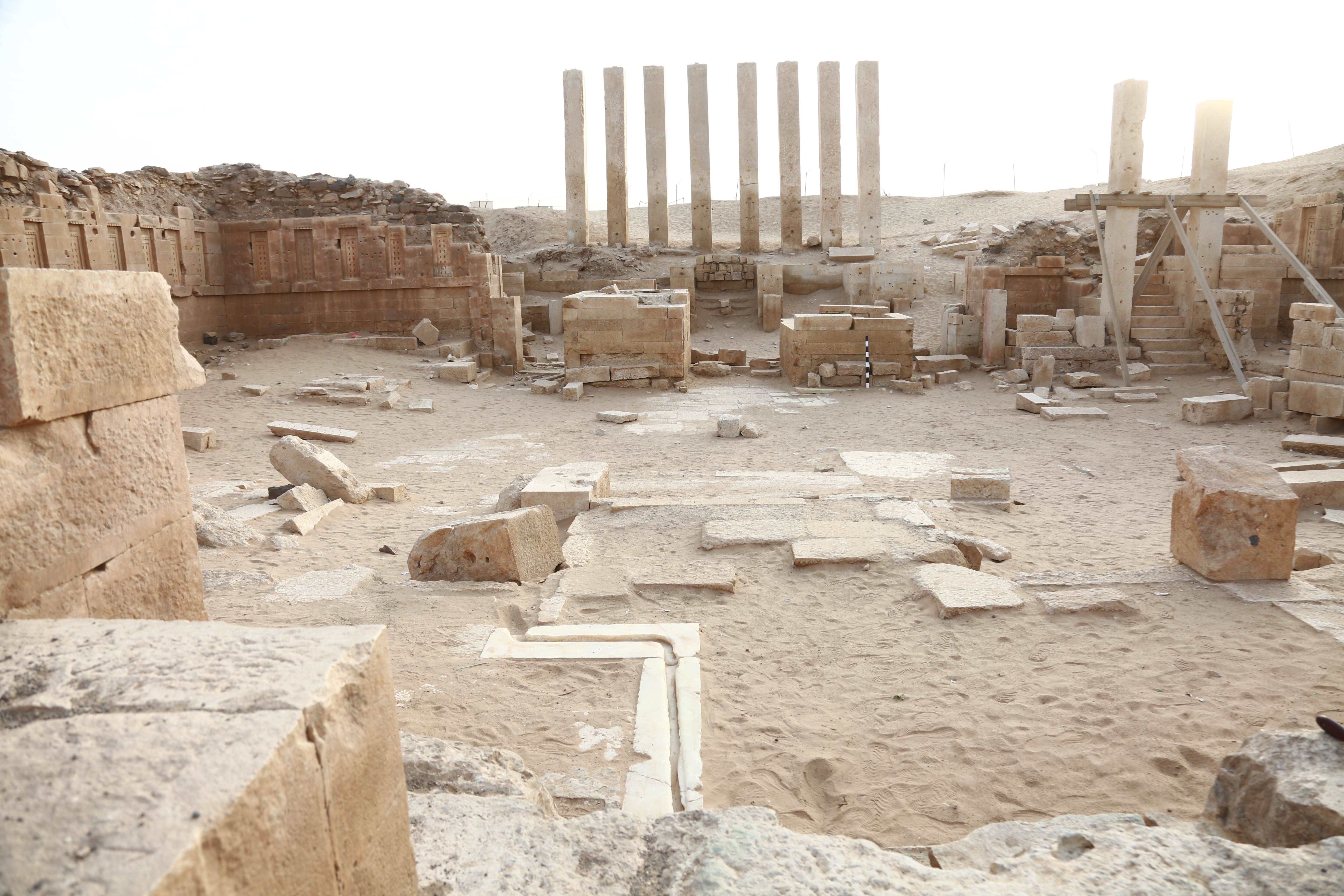
معبد أوام (شعبياً: محرم بلقيس).

يظهر هذا النقش بوضوح أن ميزان القوى في جنوب شبه الجزيرة العربية قد بدأ بالفعل في التحول وأن آليات الحكم القديمة لم تعد فعالة. من المؤكد أن السبئيون استطاعوا الصمود أمام جيرانهم، ولكن على عكس أسلافهم، لم يعودوا يتمتعون بدرجة القوة والنفوذ المطلوبة للحفاظ على الحكم غير المباشر على أجزاء كبيرة من جنوب شبه الجزيرة العربية. لقد فقدوا العناصر الأساسية لتأمين الحكم الذي أسس لهيمنة سبأ في القرون السابقة. إن المبدأ التوجيهي المتمثل في إقامة التحالفات التي تربط الجانب المعارض بالسبئيون حصريًا كحلفاء وحيدين لم يعد فعالاً، ولن يكون كذلك في القرون التالية.
من ناحية أخرى قام يثع أمر بين، بأعمال عمرانية عديدة، منها بناؤه بوابتين لمدينة مأرب، وتحصينه لسور المدينة بقلاع بناها من حجر البلق. وقد بنى هذا المكرب سلسلة من المعابد لمختلف الآلهات خارج عاصمة سبأ. بالإضافة إلى إنشاء السد الكبير، الذي به أغلق وادي ذنه كاملاً. وذكر في سجله أنه حفر مسيل "حبابض"، ووسع مجرى"رحاب"، وعمقه حتى غذى مناطق واسعة جديدة من "يسران"، وبنى سد "مقران"، وأوصل مياه "مقران" إلى "أبين"، وكذلك سد "يثعان" حيث أوصل مياهها إلى "أبين". هذه الأعمال الهندسية التي قام بها هذا المكرب جعلته أحد الخالدين في تاريخ سبأ.

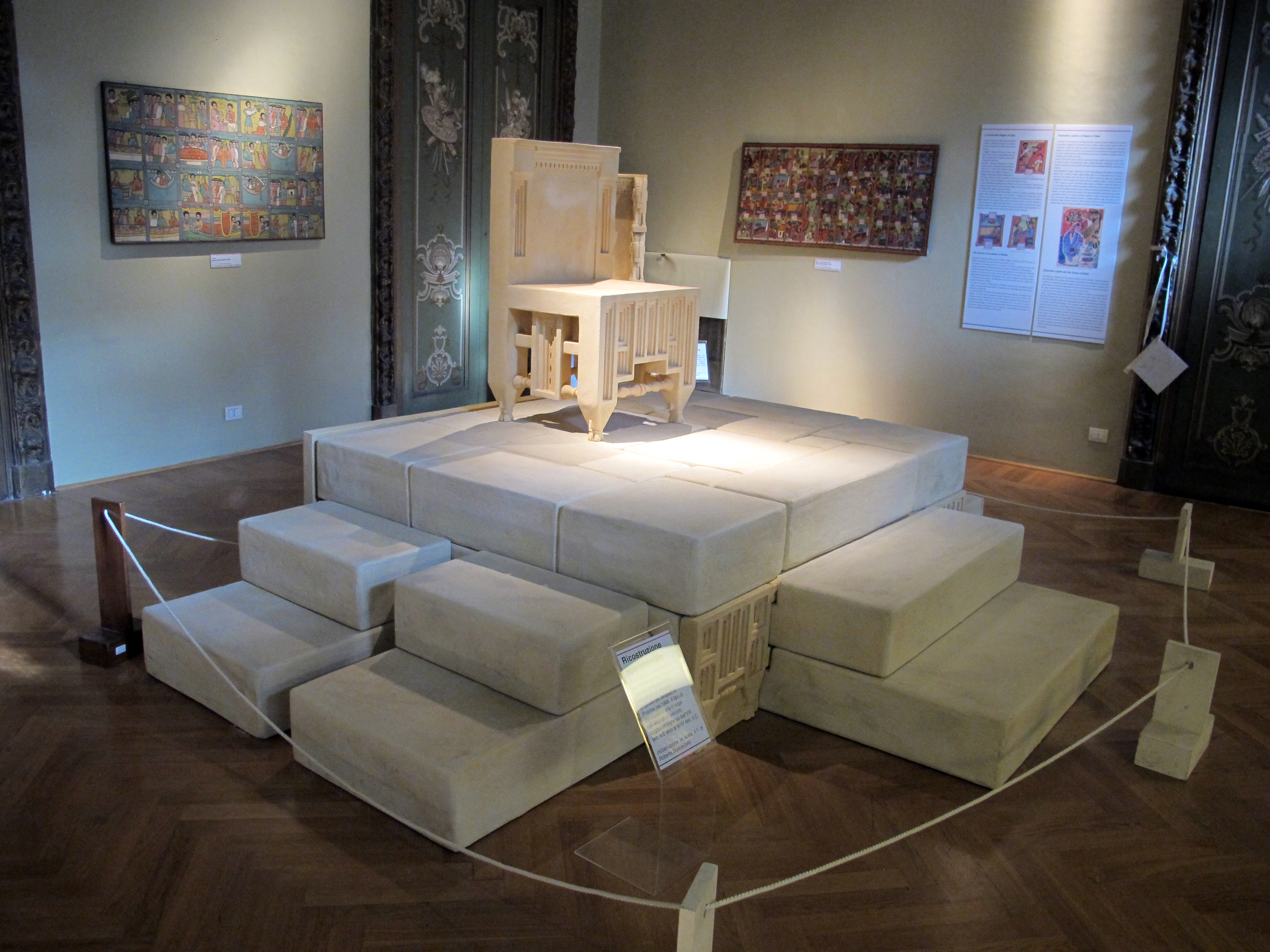
أنموذج للعروش السبئية.

بعد يثع أمر بين، حكم سبأ ابنه "يدع إيل ذريح بن يثع أمر بين" (نحو 460 ق م - 445 ق م)، وقد وصلنا لهذا المكرب نصان، الأول من مأرب. والنص الآخر من منطقة خمر يحمل فيه صراحة لقب "مكرب"، ويشير إلى تسوير مدينة خمر. وهي مدينة تقع في الشمال الغربي من صنعاء على بعد مئة كيلومتر تقريباً، وتواجد نقش رسمي لمكرب في هذا الموقع، يدل على قوة ونفوذ سبأ في هذا الوقت. آلت سبأ من بعده إلى ابنه "سمه علي ينوف بن يدع إيل ذريح" (نحو 445 ق م - 430 ق م)، وقد قام هذا المكرب ببناء عدد من المنشأت العمرانية في "نشق". ويشير أحد النقوش إلى بناء محفد (قلعة) في مدينة نشق بأمرٍ من المكرب "سمه علي".
خلال الثلث الأخير من القرن الخامس قبل الميلاد، حكم سبأ ثلاثة مكاربة لم يقدموا شيئاً فريداً. أولاً: "يكرب ملك وتر بن يدع إيل" مكرب سبأ، وقد وصلنا من عهده نقش واحد يشير إلى أعمال بناء في صرواح. وولي سبأ من بعده ابنه "ذمار علي ينوف بن يكرب ملك وتر"، ووصلنا لهذا المكرب نص يتيم من مأرب العاصمة. وولي من بعده "يثع أمر وتر"، وهذا المكرب معروف من خلال عدد من النصوص مع ابنه "يدع إيل بين" في عدد من المدن.

#### تقهقر سبأ: نهاية فترة المكاربة

تمثال من عصر يدع إيل بين، مقدماً من رجل يدعى "معديكرب". يلبس إزار ملفوف بحزام داخله خنجر.

انتهى عصر المكاربة في نهاية القرن الخامس - بداية القرن الرابع قبل الميلاد. وكان آخر مكرب سبئي مؤكد هو يدع إيل بين بن يثع أمر وتر. يدع إيل بين (نحو 400 ق م - 370 ق م)، الذي يشير إلى نفسه في نقوش البناء الخاصة به باسم مكرب سبأ، وهو معروف من خلال عدد من النقوش الأخرى الموجودة في مواقع مختلفة والتي توفر نظرة ثاقبة للوضع السياسي للمملكة سبأ في نهاية فترة المكاربة، في أوائل القرن الرابع قبل الميلاد.
كان السبئيون تحت قيادة يدع إيل في وضع مشابه عمومًا لوضع أسلافه. مع الفارق الوحيد المتمثل في فقدان سيطرتهم على وادي الجوبة والمرتفعات الجنوبية في الصراع مع قتبان التي وسعت نطاقها تدريجيًا غرباً إلى باب المندب. لكن في الشمال، ظل السبئيون يلعبون دورًا مهمًا، على الرغم من أن الوضع هناك أيضًا قد تحول إلى غير صالحهم. المعينيون، الذين كانت قوافلهم لا تزال تتعرض لمضايقات سبأ في ذلك الوقت، قاموا بتوسيع أنشطتهم التجارية بعيدًا إلى الشمال، وأنشأوا مستوطنات في مدن الواحات في شمال غرب شبه الجزيرة العربية. كما حافظوا على علاقات تجارية وثيقة مع أعداء سبأ، مملكتي قتبان وحضرموت.
قام يدع إيل بتطوير مدينتي نشان ونشق الشقيقة لسبأ في الجوف، المدن التي غزاها وحصنها المكرب العظيم كربئيل وتر، وأعاد السبئيون استيطانها، بأسوار جديدة من قبل يدع إيل بين. وكانت العشائر المهمة من مأرب وصرواح ممثلة في الجوف، حيث قاموا بزراعة أراضيهم ليس فقط في واحة مأرب ولكن أيضًا في واحة نشان ونشق. كانت نشق المدينة الأكبر والأكثر تَمَدُّناً في مملكة سبأ تلك الفترة، ومن صور نهضة "نشق" في عهد هذا الملك، بساتين الكَرْم الواسعة لزراعة العنب. ومن الطبيعي أن ينعكس هذا الازدهار على صورة الحياة العامة، فنرى من هذه الفترة التماثيل الفاخرة. ومن نشق يأتي تمثال "هوتر عثت" - سيد السبئيون مستوطني نشق - البرونزي الذي أقيم في معبد إيل مقه. يعاصر هذا النصب التمثال البرونزي الشهير لمعد كرب من مأرب، المخصص في معبد أوام، والذي يذكر أيضًا ملكه "يدع إيل بين" وممتلكات مقدم الإهداء - معد كرب - ومنها أراضي في نشق.

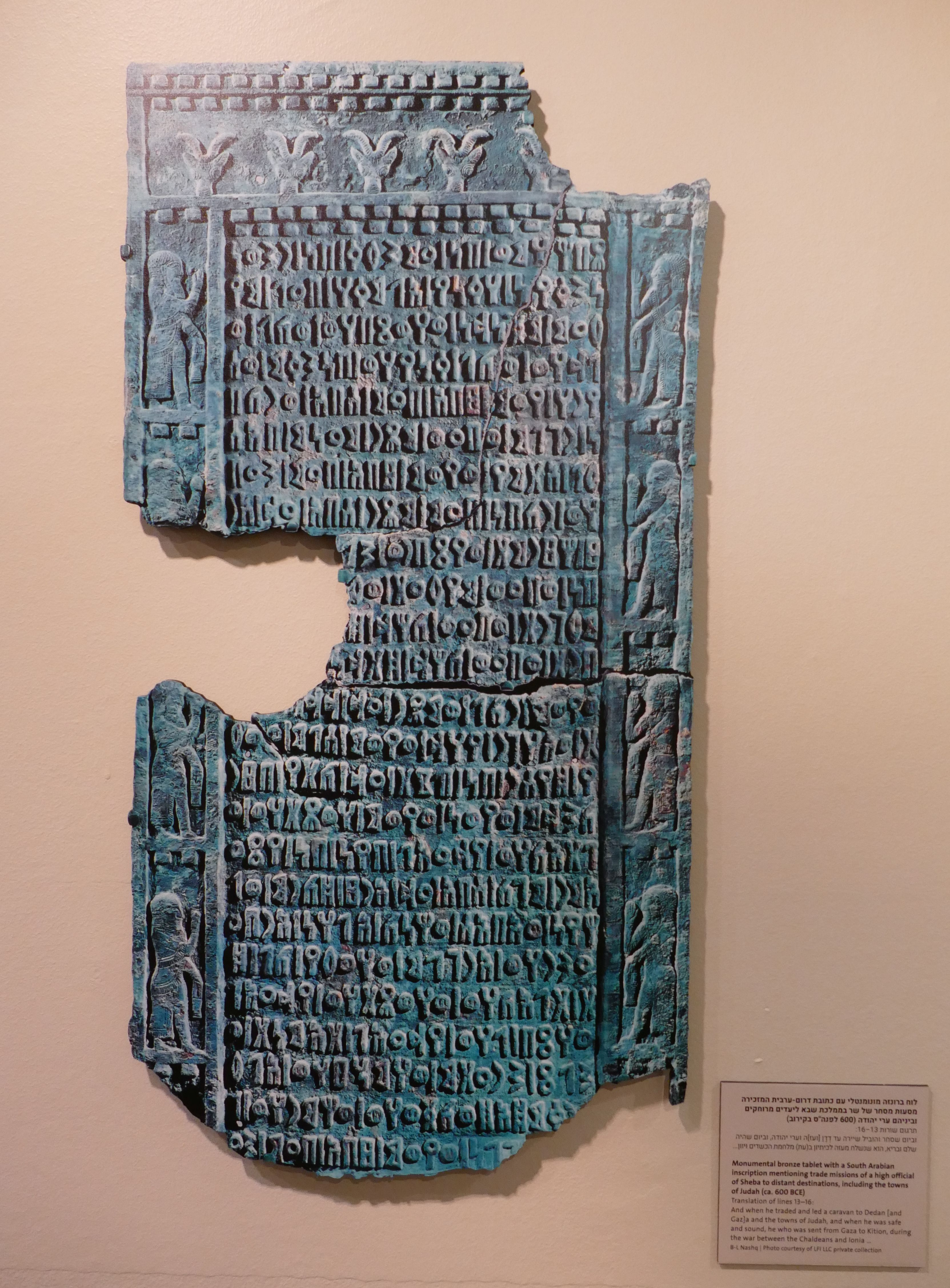
النقش (B-L Nashq)، يلخص فيه مكرسه: الإنجازات التي قام بها خلال حياته لعقود طويلة، من حروب ورحلات. ويعطينا نظرة شاملة للوضع السياسي لمملكة سبأ في نهاية عصر المكاربة - وبداية الملكية في عهد "يدع إيل بين بن يثع أمر وتر".

أنجز "يدع إيل بين" عددًا من المشاريع العمرانية الضخمة في نشق وصرواح، على سبيل المثال: دعم الترميمات والتوسعات لمعبد أوعال في صرواح، وأمر ببناء برجاً ملاصق لسور المعبد. بالإضافة إلى أنه أمر بإنشاء برجاً يدعى "مغبتن" في صرواح، وربما أنه برج المعبد. وفي مدينة نشق، أمر بتسوير المدينة، وزود تلك الأسوار ببرجين عالية للمراقبة، ويبدو أن الأسوار الجديدة في هذه المرة تضمنت كل أجزاء المدينة. الجدير بالذكر هنا، أن أول سور للمدينة كان قد وضعه العظيم كربئيل وتر بعد فتحها. وفي القرن السادس قبل الميلاد – وسع المكرب كربئيل بين وابنه "ذمار علي وتر" المدينة وتركها بلا أسوار. وفي النصف الثاني من القرن الخامس قبل الميلاد، أمر المكرب "ٍسمه علي ينوف بن يدع إيل ذريح" ببناء سور في الأماكن التي اتسعت فيها المدينة، وحصن السور ببرج.
ومن النصوص الآثارية المهمة من عهد يدع إيل بين، نقش برونزي مهم متعلق بتجارة جنوب الجزيرة العربية، والذي يشهد على مشاركة سبأ في تجارة القوافل إلى شمال شبه الجزيرة العربية، ويشير النص أيضاً إلى حرب "بين كشد (الفرس أو الكلدان) والأيونيون. تم اقتراح تواريخ متباينة على نطاق واسع لهذه الحرب، ومناقشة ذلك لم تحسم بأي حال من الأحوال. ومع ذلك، بناءً على عدد من المعايير، يمكن أن يؤرخ النقش إلى الربع الأول من القرن الرابع قبل الميلاد. وهو يلخص بإيجاز الإنجازات التي قام بها صاحب النقش خلال حياته، لأن الألهة أنقذته في رحلاته والحروب التي خاضها. وصاحب النقش من إحدى العشائر المهمة في مأرب، لكنه عرّف بنفسه أيضًا على أنه من سكان نشق. يسجل النص، حملة عسكرية سبئية على مدن حضرموت، وحملة أخرى ضد قبائل "كحد ذو"، بالإضافة إلى غارة سبئية على قافلة معينية. علاوة على ذلك، يشير صاحب النص إلى العديد من البعثات الدبلوماسية، بما في ذلك إلى أرض ذاكر ولحيان، نيابة عن ملكه "يدع إيل بين بن يثع أمر". وجاء في السطر الذي يسبقه: "ولما اتجر وخرج في قافلة تجارية إلى دادان وغزة ومدن يهود، وبقى ما أرسله (بضائع) من غزة إلى كتيون (قبرص) سليماً وآمناً أثناء الحرب بين كشد ويونان. ويظهر هذا الجزء من النص أن تجارة القوافل وصلت إلى ما هو أبعد من غزة إلى "مدن اليهود" وإلى عالم البحر الأبيض المتوسط إلى كيتيون في قبرص. وفي هذه الحالة، لم يكن المعينيون هم الذين سافروا إلى الشمال كتجار، بل أيضا السبئيون، خاصةً أهل نشق.
خلال القرن الخامس قبل الميلاد ثارت قتبان التابعة لسبأ ضدها، لأول مرة منذ قرون، فشن المكرب "يثع أمر بين بن سمه علي ينوف" حربًا، كسرت فيه قتبان. مع ذلك، يبدو أن في مرحلة مبكرة من حكم "يدع إيل بين" أو قبله بفترة وجيزة، فقد السبئيون سيطرتهم على قتبان تمامًا. وخلال الربع الأول من القرن الرابع قبل الميلاد، خسر السبئيون وادي ونب (حالياً: وادي الجوبة) في الصراع مع قتبان، الوادي الذي اشتراه يثع أمر وتر في القرن الثامن قبل الميلاد، ووسعت فيه أملاك سبأ بالشراء من قبل المكرب كربئيل وتر، وهو لا يبعد عن مدينة مأرب سوى بضع وعشرين كيلاً، وهي دلالة واضحة على الإنهيار السبئي في هذا الوقت. صاحب توسع قتبان ذلك تغييرات أخرى غير سياسية، استخدم حكام قتبان لقب "مُكَرِّب" أي: موحد بدلا من "ملك"، وأضافوا سكان المرتفعات الجنوبية "ولد عم" إلى اللقب بجملة "مكرب قتبان وولد عم"، معلنين وحدة الكيانين، وذلك في أوائل القرن الرابع قبل الميلاد، وأول مكرب قتباني هو "هوف عم يهنعم بن سمه وتر". وقد صاحب ذلك أيضا تغييرات في اللقب السبئي، استخدم "يدع إيل بين" حاكم سبأ الآن لقب ملك بدلا من "مكرب". وفي هذا الوقت، فقد السبئيون أيضاً المرتفعات الجنوبية الغربية.

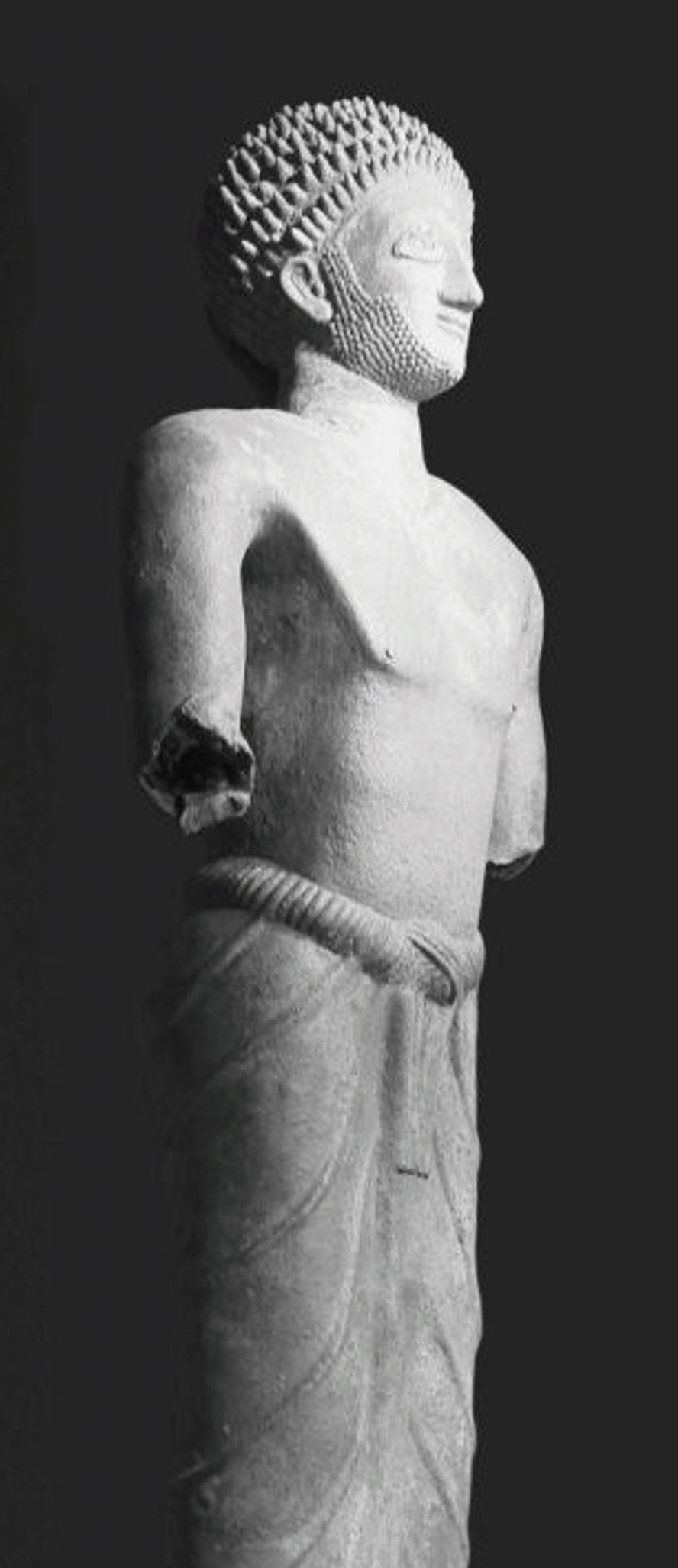
تمثال هوتر عثت، سيد السبئيون في نشق.

أما ما يتعلق بالعلاقات بين سبأ ومدن ممالك الجوف في عهد يدع إيل بين، فيظهر من النقوش التي بين أيدينا أن سبأ كانت مهيمنة على تلك المدن، ووصل إلينا كتابة ملكية للملك "السميع نبط" من مدينة كمنا تظهر أن هناك علاقة تبعية وبموجبها شارك في تشييد برجين في سور مدينة نشق لملوك مأرب ولسبأ. ويلاحظ في هذا النقش لفظ "ملوك مأرب"، بمعنى أنه كتب في الفترة التي بدل فيها "يدع إيل بين" اللقب من مكرب إلى ملك. ولدينا نقش آخر يشير إلى أن "يدع إيل بين" عين رجلاً من "عريرة" السبئية (حالياً: الأساحل) نائباً لمدينة كمنا خلال الحرب مع "أتمن". ومن المؤكد أن هيمنة سبأ قد بقت حتى عهد "ذمار كرب ريم بن السميع" ملك كمنا و"سمه علي ينوف بن يدع إيل بين" ملك سبأ في أواسط القرن الرابع قبل الميلاد. وفي عهد "يدع إيل بين" كانت منهية (حالياً: حزمة أبو ثور)، لا تزال تحت النفوذ السبئي. وهي مدينة تقع في الشمال الغربي من "نشق" و"نشان" على مسافة 15 - 20 كيلاً، مما يؤكد سطوة وسيطرة سبأ على كامل الجوف الكبير في هذا الوقت. وقد بقت في حيازة سبأ إلى زمن ابنه "سمه علي ينوف" حيث وصلنا نقش من "حزمة أبو ثور" يشير إلى تعيين "عقب" أي نائب على مدينة منهية من قبيلة "يهبعل".
على الرغم من تقهقر سبأ الواضح في الجنوب أمام قتبان، لكن لا تزال مساحات كبيرة في الشمال تحت نفوذ "يدع إيل بين". في هذا الوقت، يظهر أن العلاقة بين سبأ ونجران قد هدأت أو ربما نجران كانت خاضعة نتيجة الحروب التي قام بها "يثع أمر بين" في الربع الثاني من القرن الخامس قبل الميلاد، ولدينا نقش تبايع فيه نجران ملوك سبأ "يدع إيل بين" وابنه "سمه علي"، كما يتضح من النقش الذي قدمه ملك مهامر الذي كان يعيش في نجران. تلك الدلائل تؤكد هيمنة السبئيون على معظم مدن الجوف الكبير، بالإضافة إلى نجران التي كانت لا تزال تحت السيطرة السبئية، مما يوحي إلى أن التحالف بين معين وقبائل نجران لم يبدأ حتى أواسط القرن الرابع قبل الميلاد. مع ذلك، يبدو أن معين تحالفت مع يثل وهرم في هذا الوقت، وتدريجياً انضمت إليهم كمنا ثم نشان خلال القرن الثالث قبل الميلاد. ولم يبقى لسبأ في وادي الجوف سوى "مدينة نشق" و"منهية" بفضل الاستيطان السبئي الكثيف بها، وقد تمسك السبئيون بمدينة نشق، لأهميتها في طرق القوافل. مع ذلك، يبدو أن طريق التجارة السبئي انحرف غربًا، ولم يعد بإمكانهم العبور عبر قرناو وهرم (حالياً: الحزم)، مع تصاعد النفوذ المعيني على تلك المدن، وتحالف المعينيون مع قبيلة هرم المحاربة ولاحقا مع قبيلة أمير المقاتلة.

### الأسرة السبئية القديمة: الملكية وضعف الدولة

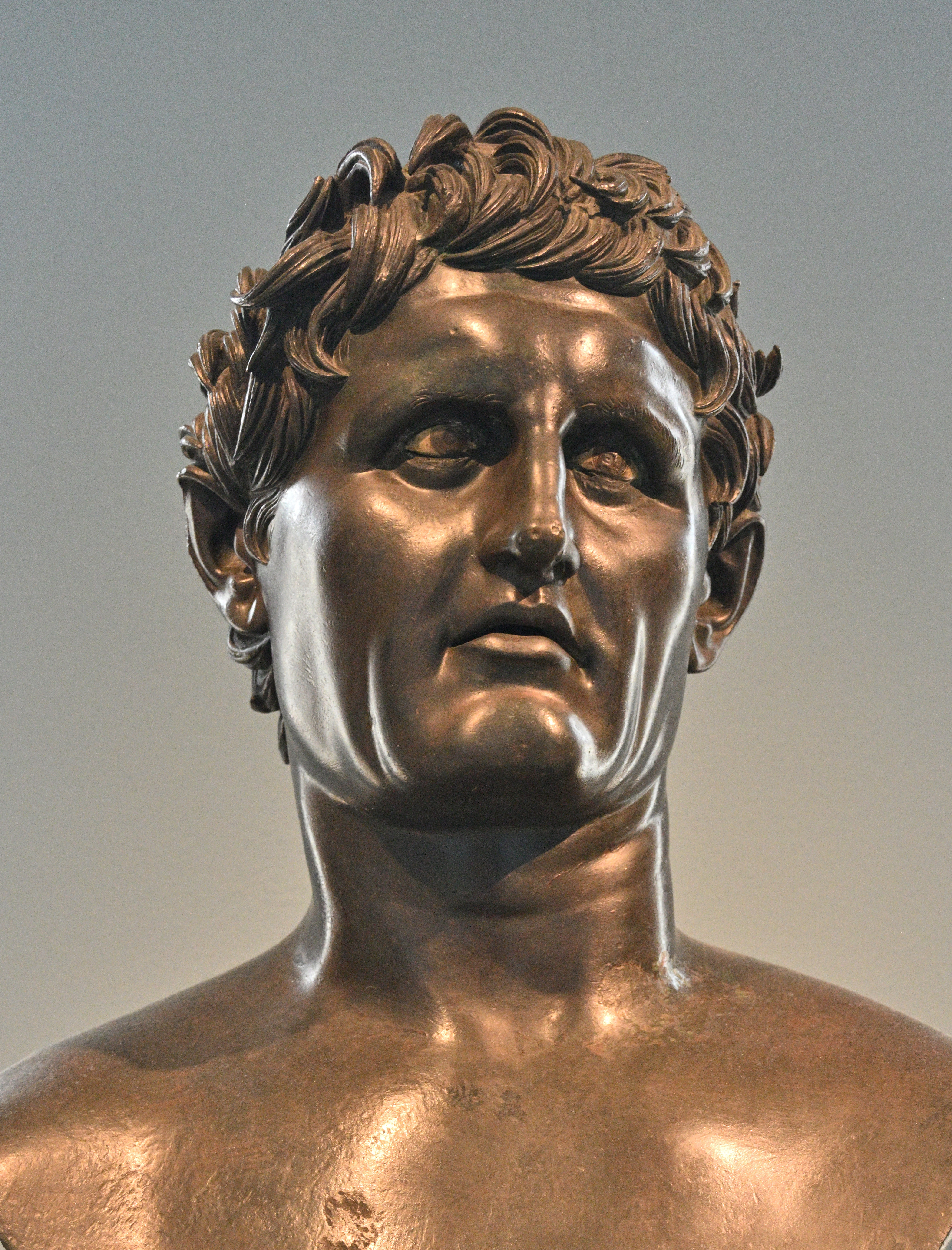
سلوقس المعاصر لملك سبأ "يدع إيل بين بن سمه علي".

فترة الأسرة السبئية الملكية، لدينا منها 21 ملكاً من الأسرة التقليدية مؤكد حتى الآن، منذ عهد "يدع إيل بين بن يثع أمر"، وحتى نهاية عهد "ذمار علي بين بن سمه علي ينوف" حوالي العام 25 ق م. تولوا سدة الحكم في سبأ خلال ثلاثة قرون ونصف تقريباً، منذ الربع الأول من القرن الرابع قبل الميلاد، عندما فقد السبئيون هيمنتهم على جنوب الجزيرة العربية وتنازلوا عنها لجيرانهم ملوك قتبان ومعين. وتستمر حتى بداية الربع الأخير من القرن الأول قبل الميلاد، عندما انتقل حكم مملكة سبأ من الأسرة السبئية التقليدية إلى أسرة بني ذي ريدان، التي استطاعت سريعًا استعادة نفوذ وقوة سبأ القديمة.
خلال القرن الرابع قبل الميلاد وتدريجيًا حتى نهاية القرن الثالث قبل الميلاد، فقد السبئيون أخيرًا موقعهم المهيمن في جنوب شبه الجزيرة العربية. وقد صاحب ذلك أيضا تغييرات أخرى غير سياسية، استخدم حكام سبأ الآن لقب ملك بدلا من "مكرب". علاوة على ذلك، شهدت فترة ما بعد السبئية المكربية في مأرب وصرواح انخفاضًا ملحوظًا في كثافة التوثيق الكتابي. إن النصوص الشخصية القليلة التي وصلت إلينا لملوك سبأ هي، قبل كل شيء، وثائق قانونية صادرة بالاشتراك مع السلطة تشريعية. على الرغم من ضعف سبأ السياسي الآن، إلا أنها اقتصادياً ما زلت متامسكة بشكل مذهل. وقد وصلنا نصان لتجار من شرق الجزيرة العربية وفدوا على سبأ، أحدهما من مأرب، والآخر من مدينة نشق (حالياً: خربة البيضاء) في الجوف، وكلاهما من قبل أفراد من مدينة جرهاء المستقرين في جنوب شبه الجزيرة العربية، ويعود تاريخها إلى العامين الثاني والسابع من حكم سلوقس الأول. نص نشق الأكثر أهمية، مؤرخ بسنة 298 ق م – السنة السابعة من حكم سلوقس الأول والملك السبئي "يدع إيل بين"، وهو نص إهداء إلى آلهات جنوب الجزيرة العربية، بالإضافة إلى آلهات أجنبية أخرى من بينها الإله اللات.

#### الحرب السبئية - القتبانية: تنازل سبأ عن هيمنتها

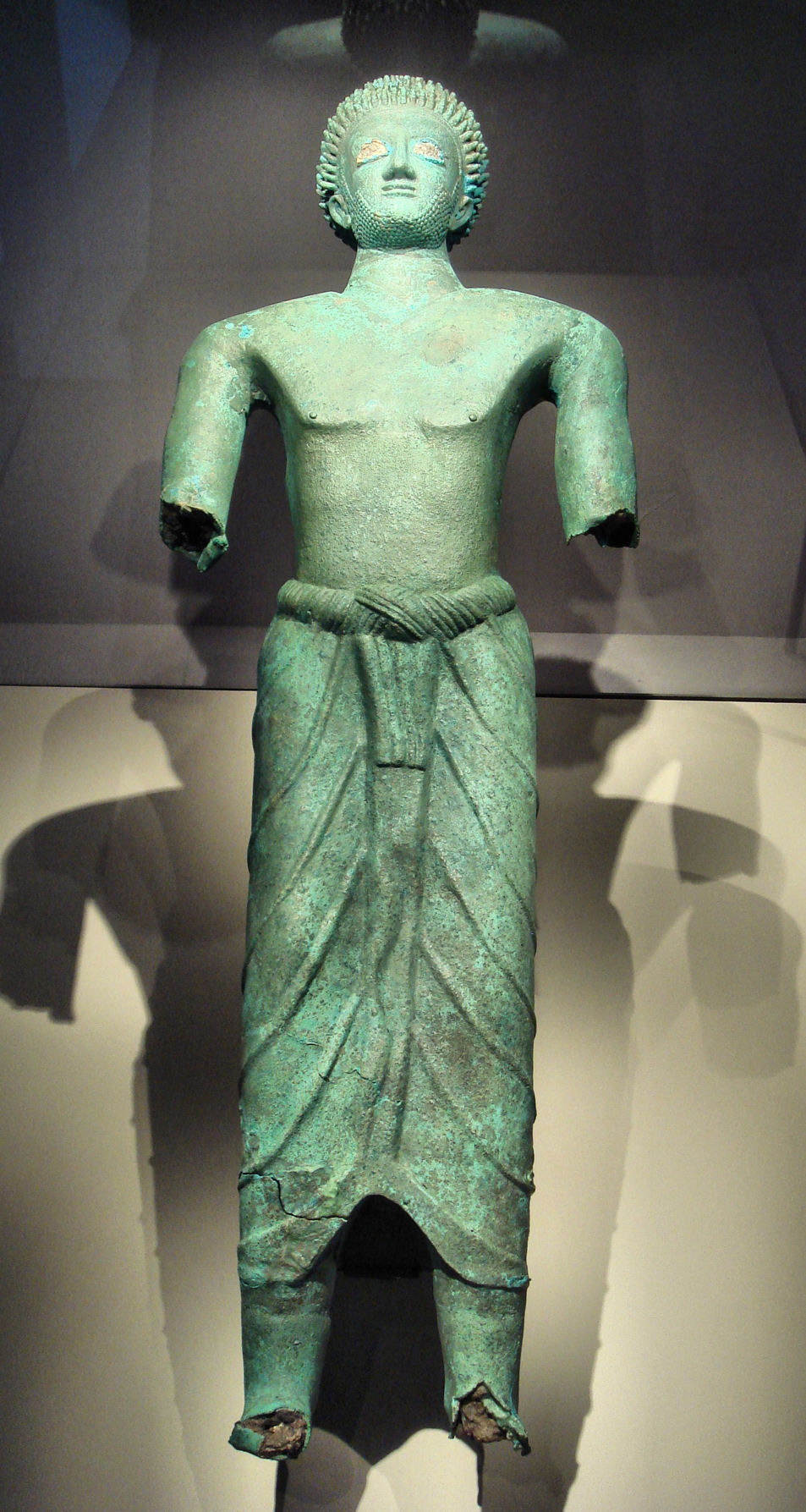
"هوثر عثت" أرستقراطي عاش في الربع الأول من القرن الرابع قبل الميلاد. وهو معاصر لـ"يدع إيل بين بن يثع أمر" أول ملك سبئي مؤكد.

في عهد الملوك الأوائل (يدع إيل بين، وسمه علي ينوف، ويثع أمر وتر) خلال الثلث الثاني من القرن الرابع قبل الميلاد، اندلعت الحرب بين سبأ وقتبان على مناطق المرتفعات الجنوبية -والجنوبية الغربية. ومن المؤكد أن جبل العود، الذي كان ملوكه متحالفين مع السبئيون منذ عهد كربئيل وتر، قد خسره السبئيون في هذه الفترة أمام "يدع أب يجل بن ذمار علي" مكرب قتبان، ولدينا نص قتباني من جبل العود – يشهد على سقوط المنطقة في يد قتبان في عهد "يثع أمر وتر" الخليفة الثاني للملك "يدع إيل بين"، وذلك في أواسط القرن الرابع قبل الميلاد. حاول الملك "يثع أمر وتر" في نهاية حكمه استعادة المناطق القريبة من مأرب، ومن بينها "مدينة ونب" (حالياَ: وادي الجوبة)، المدينة السبئية التي استحوذ عليها القتبانيون بداية القرن الرابع قبل الميلاد، غير أن الحملة السبئية فشلت.
واصل السبئيون حرب أسلافهم ضد قتبان، وخلال العقدين الأخيرين من القرن الرابع قبل الميلاد قاد الملك "سمه علي ينوف" حفيد "يدع إيل بين" حرباً متواصلة ضد القتبانيون، في محاولة للحد من توسع قتبان، التي ظلت مع ذلك توسع ممتلكاته غرباً شيئًا فشيئاً. خلال الربع الأول من القرن الثالث الميلاد، لا ترد حروباً بين سبأ وقتبان. وفي الربع الثاني من القرن الثالث قبل الميلاد، اندلعت الحرب من جديد بين سبأ وقتبان في عهد الملك "يكرب ملك وتر" – حفيد "سمه علي ينوف"، لتستمر الحرب خمس سنوات، وعلى الرغم من أن سبأ تمكنت من الصمود أمام قتبان لقرن ونصف من الزمن، إلا أنه لم يعد من الممكن منع انهيار سبأ. ومع ضعف الدولة وتدهور أوضاعها، قرر السبئيون أخيراً التنازل والصلح مع قتبان وفقاً لشروطها، وذلك في بداية عهد "يثع أمر بين بن يكرب ملك" المنفرد حوالي أواسط القرن الثالث قبل الميلاد.
في نهاية حكم "كرب إيل وتر بن يثع أمر بين" – ابن الملك السابق، انخرق الصلح، وقاد السبئيون حرباً على قتبان خلال الربع الأخير من القرن الثالث ق.م. لكن على ما يبدو أن سبأ قد تم كسرها في هذه الحرب، حيث يعلن في هذا الوقت "يدع أب ذبيان يهنعم" - مكرب قتبان انتصاره على سبأ، وإخراج السبئيون من كل أرض أولاد عم – المرتفعات الوسطى والجنوبية. منذ القرن الثالث قبل الميلاد فصاعداً، تفقد سبأ أخيرًا مكانتها كمملكة عظيمة في جنوب الجزيرة العربية. وقد صاحب توسع قتبان الهائل، تغييرات أخرى في اللقب، استخدم حكام قتبان الآن لقب "مُكَرِّب قتبان وكل ولد عم وأوسان وكحد ودهاس وتبنو"، مما يدل أن قتبان أصبحت الآن القوة الأكبر في جنوب الجزيرة العربية. في هذا الوقت، سيطرت قتبان على أجزاء كبيرة من ساحل جنوب الجزيرة العربية، الذي كان مهمًا للتجارة الخارجية مع الهند. وفي فترة ازدهار قتبان استخدم سكان المناطق التي ضمت إلى قتبان، اللهجة القتبانية في الكتابة.

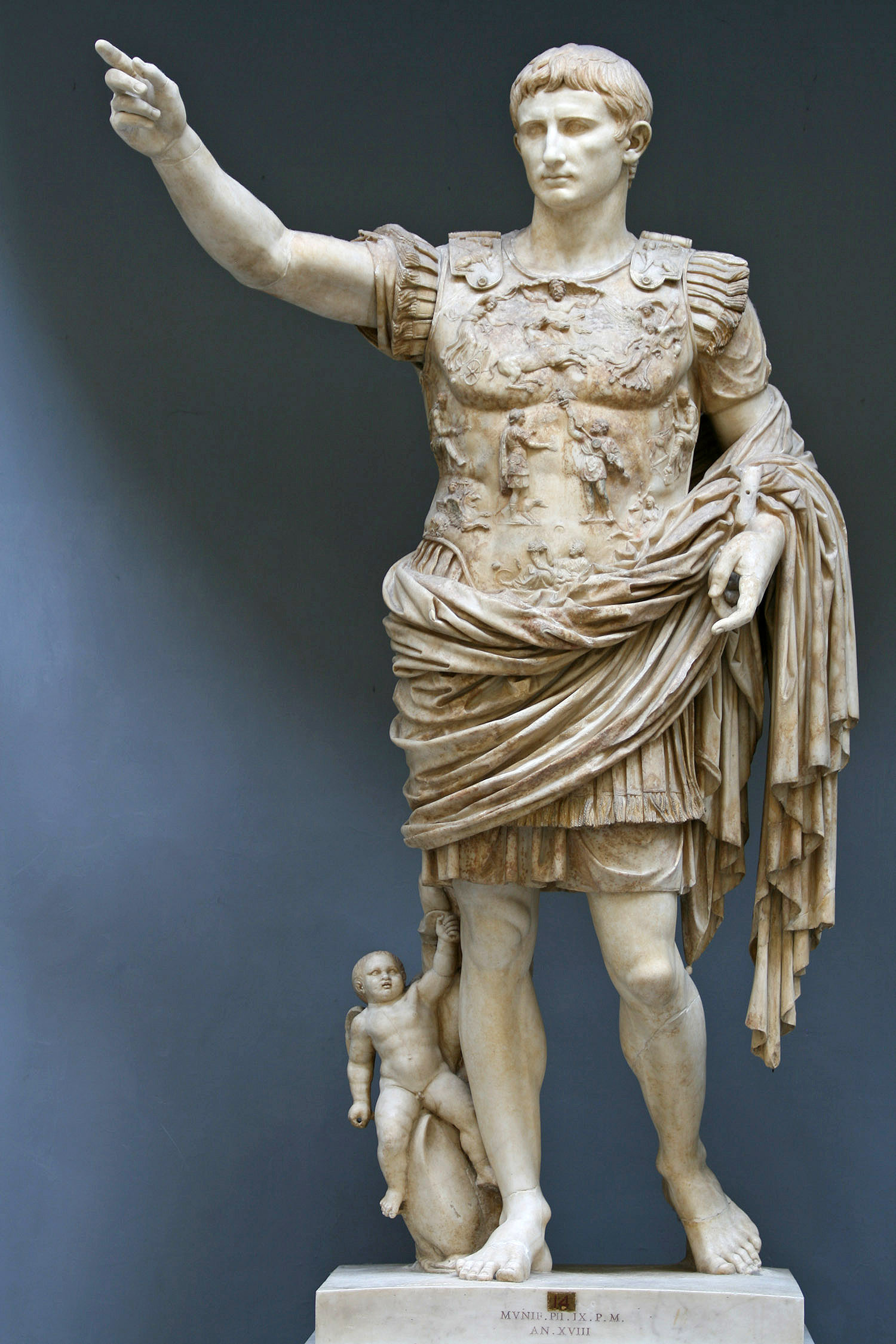
افتتح أغسطس قيصر عصره بحملة عسكرية على شبه الجزيرة العربية، كُلف بها أيليوس غالوس حاكم مصر.

النصف الثاني من القرن الثاني قبل الميلادي، كان فترة إعلان عن حدوث تغييرات كبيرة، حيث تطلبت أنظمة ري الواحات صيانة متقدمة لم يكن في مقدور النخب القبلية السبئية القيام بها. الأمر الذي أدى إلى تلاشي الواحات الموجودة في مأرب، وانتهى التوازن الهش الذي كان يحكم العلاقات بين القبائل في هذه المدينة. تزامن مع ذلك، تقهقر مملكة قتبان سياسيًا، فقامت الحروب بين قتبان وحضرموت والتي انتهت بهزيمة قتبان. وفي أواخر القرن الثاني قبل الميلاد تحررت العديد من قبائل مناطق المرتفعات من نفوذ قتبان لتشكل إمارات مستقلة، وكذلك بعض قبائل المنخفضات مثل أوسان، التي استطاعت استعادة مملكتها بحلول هذا الوقت. صاحب ذلك تنازل حكام قتبان عن لقب "مكرب"، وفي هذا الوقت أصبح حكام حضرموت يحملون لقب "مكرب". وفي أواسط القرن الأول قبل الميلاد تقريبًا، تخلى حكام حضرموت عن لقب "مكرب"، ليتحالفوا مع قتبان في مواجهة القبائل المتمردة في حضرموت. على الرغم من تراجع قتبان السياسي، إلا أنها اقتصاديًا كانت في ذروتها خلال القرن الأول قبل الميلاد - الأول بعد الميلاد، بفضل استغلالها بداية تطور التجارة البحرية، وفي الوقت نفسه حافظت على علاقات وثيقة مع مدن الجوف، وكان لها وجود في قرية الفاو في وسط الجزيرة العربية، أي أنها كانت تدير جزءًا كبيرًا من تجارة القوافل.
صاحب تقهقر قتبان السياسي في نهاية القرن الثاني قبل الميلاد، نهضة وصحوة سبئية، حيث قام الملك "كرب ايل بين بن سمه علي ذريح" (نحو 110 ق م -90 ق م)، بدعم إصلاح أنظمة ري الواحات في مأرب، مما أعاد لسبأ رونقها القديم. تنامت قوة وثراء سبأ من جديد خلال القرن الأول قبل الميلاد، ولدينا عدد من النصوص المجزئة التي تشير إلى إعادة تسوير مدينة مأرب وصرواح وترميم المعابد وبناء وإصلاح مجموعة من منشآت الري الكبيرة خلال الثالث الثاني من القرن الأول قبل الميلاد، وكان ذلك على يد الملك "يثع أمر وتر" وشقيقه "سمه علي ينوف" ابني "يدع إيل ذريح الثالث" وأبناء الأخير "يدع إيل وتر" وشقيقه "ذمار علي بين" ابني "سمه علي ينوف". ذلك الازدهار المؤقت، استصدم مع كارثة قادمة، وهي الحملة الرومانية عام 25 ق م. على إثر تلك الحملة، صعدت السلالة الريدانية إلى سدة الحكم في مأرب. وتزامن ذلك مع انهيار مملكة معين، وتدهور الوضع في عدة ممالك من أهمها قتبان. أدت هذه التغيرات إلى تحول كبير في الخارطة السياسية لجنوب شبه الجزيرة العربية.

#### خلفية تاريخية: ظهور القوى الجديدة

ظفار يريم عاصمة الأسرة الريدانية ملوك قبيلة حمير

في الفترة (القرن الرابع إلى الأول قبل الميلاد)، تظهر القبائل في المرتفعات اليمنية الشمالية الوسطى، غرب صرواح، بشكل متزايد على المسرح السياسي. في فترة المكاربة العظماء "يثع أمر وتر وكربئيل وتر"، كانت المرتفعات الشمالية والوسطى تنتمي إلى منطقة النفوذ المباشر للمكاربة. لم يستقر هنا السبئيون فحسب، بل من المفترض أيضًا أسرى الحرب من الحملات المختلفة. ومن بين القبائل الممثلة هناك، لم تكن جميعها تعبد الإله السبئي الرئيسي إيل مقه. تم تبجيل آلهة أخرى من قبل قبائل مثل "إتحاد سمعي" شمال صنعاء، الذين كانوا متحالفين بشكل وثيق مع السبئيين، ولكن كان لهم حكم شبه ذاتي. حتى عندما فقد السبئيون سيطرتهم، استمر إتحاد سمعي في الاعتراف بسلطة السبئيين، ولكنهم استقلوا بحكم ذاتي اطلقوا فيه على انفسهم "ملوك" منذ القرن الرابع قبل الميلاد. ويتجلى الاعتراف بسلطة السبئيين في مجال العبادة والدين، وفي النقش الصخري الكبير لتالب - إله سُمعي القبلي - من القرن الأول قبل الميلاد، يسجل هذا النقش ضوابط الحج إلى حرم الإله، وجاء صراحة أن الحج إلى المقه في مأرب كان واجبا على سمعي.
كذلك بني ذي ريدان حول مدينتي ظفار يريم وذمار، استمروا في الولاء لملوك سبأ وبسلطة وآلهات سبأ، وذلك من خلال الكتابة باللهجة السبئية خلاف مجاوريهم قبيلة ردمان الذين كتبوا بالقتبانية في تلك الفترة. وفي الجنوب والجنوب الشرقي، كانت ردمان وقتبان وحلفاؤها في المرتفعات الوسطى والجنوبية هم العدو الذي شن الريدانيون الحملات ضدهم. ومع نهاية القرن الثاني قبل الميلادي، استطاع بني ريدان أمراء قبيلة حمير من تأسيس إمارة خاصة بها، ووضعوا لأنفسهم تقويماً خاصاً يبدأ عام 110 ق م، وهو ما يسمي "سني حمير" (أي: عصر حمير). في القرن الأول ق م، أصبحت حمير قوة سياسية كبيرة. ويبدو أن قبيلة حمير شكلت بعد ذلك كياناً سياسياً مع ملوك سبأ من الأسرة التقليدية، ومن المحتمل أن ملوكها "بني ذي ريدان" استغلوا الظروف السياسية التي تمثلت في الحملة الرومانية للوصول إلى عرش سبأ، وإزاحة الأسرة السبئية القديمة، ليحلوا محلهم ويتلقبوا بملوك "سبأ وذي ريدان". على الرغم من أن مصير "الأسرة السبئية التقليدية" وكيفية وصول "بني ذي ريدان" إلى عرش سبأ ما زال مجهولاً وغامضاً، إلا أن حكم الريدانيون لمملكة سبأ ومأرب منذ أواخر القرن الأول فصاعداً، مؤكد.

## اللغة والخط

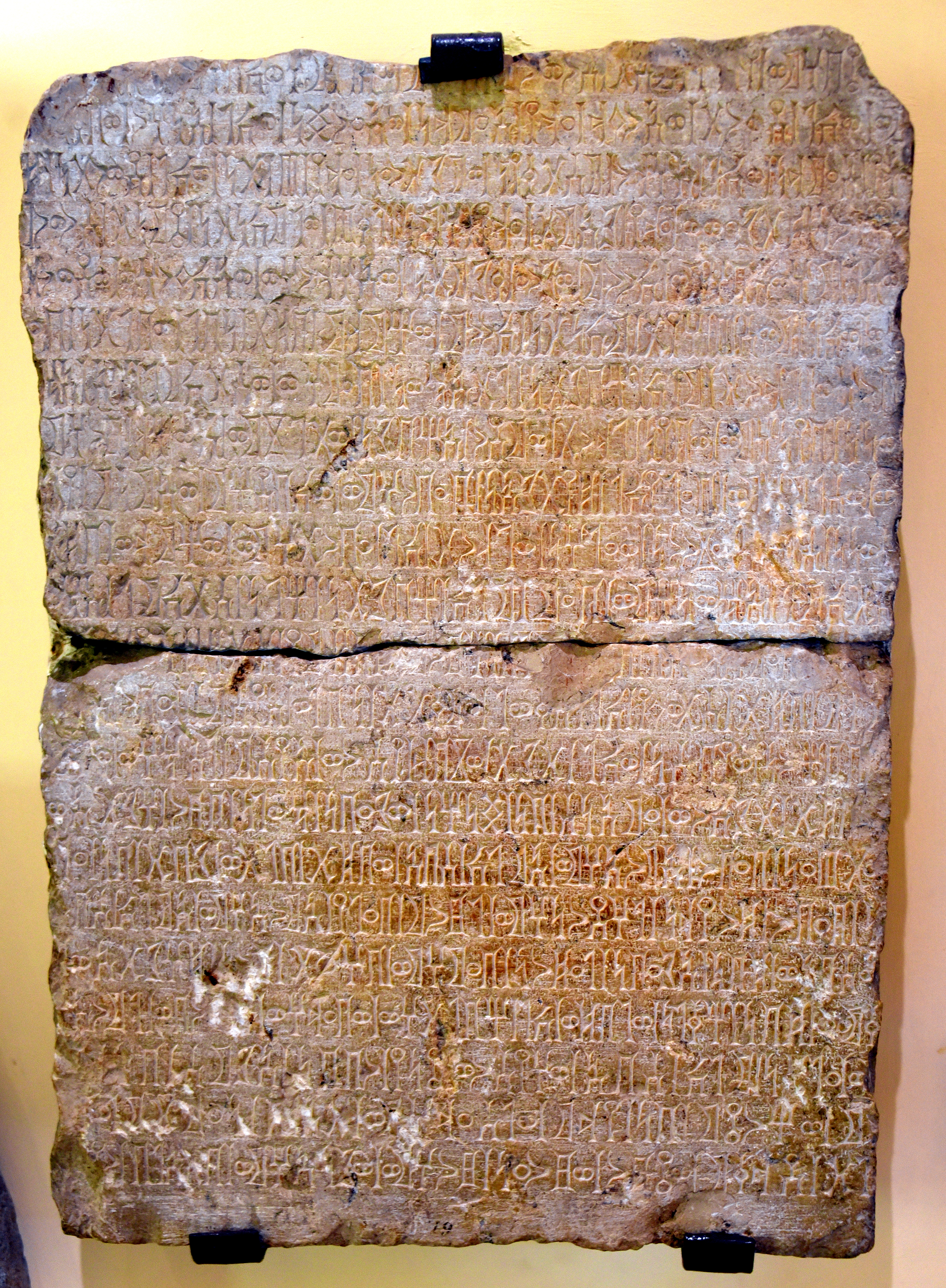
كتابة سبئية من الربع الأول من القرن الثالث الميلادي.

كان السبئيون يتحدثون باللغة السبئية وهي فرع أو لهجة من العربية الجنوبية القديمة. الأبحاث القديمة في القرن التاسع عشر جعلت لغات جنوب الجزيرة العربية القديمة من ضمن اللغات السامية الجنوبية. إلا أن الأبحاث الحديثة تجعل لغات جنوب الجزيرة العربية (السبئية، القتبانية، المذابية - المعينية) فرعًا ثالثًا من السامية الوسطى باستثناء اللغة الحضرمية المختلفة نوعًا ما، جنبًا إلى جنب مع العربية الشمالية القديمة (الثمودية، الصفائية، الحسماوية)، والسامية الشمالية الغربية (الكنعانية والآرامية والأوغاريتية). حاليًا اصبح تصنيف اللغة السبئية ضمن السامية الوسطى معتمدًا في الأوساط العلمية العالمية، لا جدال فيه.
في عام 2001، خرج العالم الألماني الشهير "نوربرت نيبس"، بتصنيف جديد، وهو تضمين السبئية إلى السامية الشمالية الغربية. ووفقاً لإطروحته، فإن السبئية مرتبطة وراثيًا بشكل أوثق باللغات السامية الشمالية الغربية مقارنة باللغات الثلاث الأخرى (االقتبانية، الحضرمية، المعينية)، ويعتقد أن أسلاف السبئيون هاجروا من سوريا وفلسطين، واستقروا في جنوب شبه الجزيرة العربية في القرون الأخيرة من الألفية الثانية قبل الميلاد، بينما أسلاف المعينيون والقتبانيون هاجروا حوالي القرن السادس عشر قبل الميلاد. لاحقاً العالم الألماني "بيتر شتاين" قدم عدة أدلة تفصيلية تبين تباين السبئية مع اللغات (القتبانية، المعينية)، وتَّجانُس السبئية وتَمَاثُلها مع اللغات السامية الشمالية الغربية، وفي وصف هؤلاء العلماء أن السبئية هي الأحدث والأكثر ابتكارًا بين اللغات السامية الوسطى، والتي استقرت على طبقة لغات جنوبية قديمة محافظة على السمات اللغوية القديمة للسامية الوسطى والسامية-البدائية. لقى طرح "نوربرت نيبس" و"شتاين" قبولاً في أوساط اللسانيين مما جعل التصنيفات الداخلية للغات السامية الوسطى غير مستقرة حتى الآن. مع ذلك، جادلت الإيطالية "أليساندرا أفانزيني" تلك الفرضيات ووصفتها بغير المؤكدة، وفي الواقع لم تقدم أدلة مضادة كافية. والمسألة لا زالت موضع نقاش بين المختصين في التصنيفات داخل السامية الوسطى.

### الخط

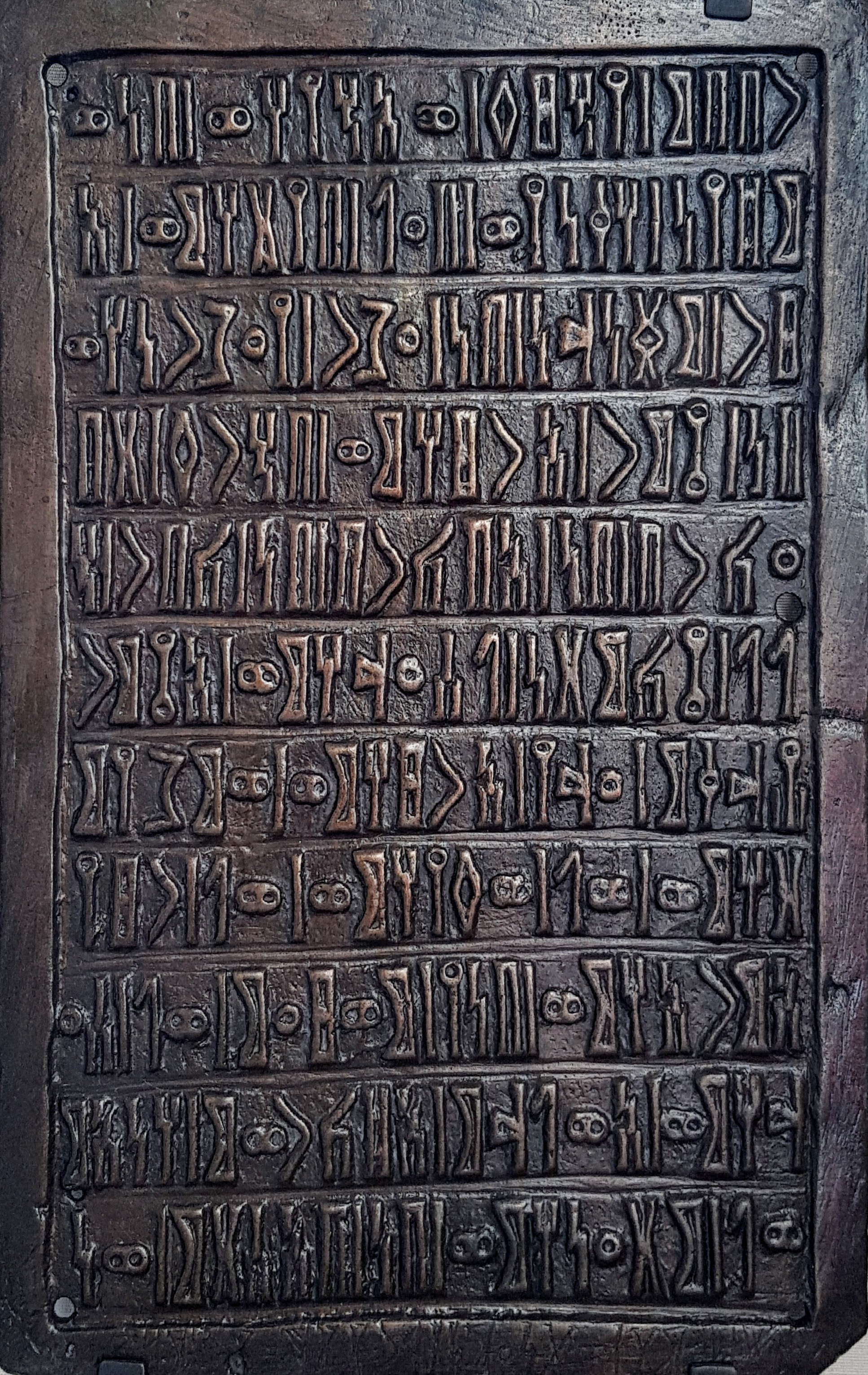
كتابة سبئية من القرن الأول الميلادي تقريبًا.

الخط السبئي أحد الخطوط المشتقة من خط المسند الرئيسي وهو نظام كتابة أبجدي قديم للغات سامية، وقد تفرع هذا الخط عن الأبجدية الكنعانية/السينائية الأولية. ويعود أصل الكتابة القديمة لحضارة جنوب شبه الجزيرة العربية - المسند العربي الجنوبي - إلى الفترة ما بين القرنين الثاني عشر والعاشر قبل الميلاد، كما تدل على ذلك قطع الفخار مع بعض الحروف المحفورة أو المرسومة التي تم اكتشافها في مستويات أثرية تعود إلى تلك العصور في عدة مواقع من اليمن الحديث. بعد فترة النشأة تشكلت الكتابة السبئية وانتشرت خلال القرن الثامن قبل الميلاد في جميع أنحاء جنوب الجزيرة العربية. وتعود إلى هذه الفترة أولى النصوص ذات المحتوى التاريخي، وقد وصلنا منها ما يزيد عن ستة الآف نقش سبئي، بعضها نصوص طويلة وهامة يصل عددها إلى ألف نقش. وتعد السبئية - لغة قبيلة سبأ - أفضل لغة موثقة وأطول لغة موثقة في جنوب الجزيرة العربية من القرن الثامن قبل الميلاد إلى القرن السادس الميلادي، وهي الأكثر تداولاً في نطاق واسع، بفضل توسع هذه الدولة.
الكتابة القديمة الخاصة بجنوب شبه الجزيرة العربية هي عبارة عن حروف أبجدية ساكنة تضم 29 حرف، وتحتوي على علامة تمثل حرف الضاد كما هو الحال في اللغة العربية. المميز في اللغة العربية الجنوبية القديمة هو تقديمها لأداة التعريف «نون» في آخر الكلمة هو ما لم يوجد في أي لغة سامية أخرى. أما ما يميز اللهجة السبئية عن باقي اللهجات العربية الجنوبية القديمة هو استخدامها للحرف «هاء» كأفعال سببية فيقول السبئيون «هحدث» بمعنى «سأفعل» بينما العرب الجنوبيين الآخرين يستعملون الحرف سين.
أكثر مضامين النقوش السبئية تمثيلا: (اهداء إلى الالهة، روايات تاريخية، نصوص تأسيس بناء أو نصوص قانونية). أما المعاملات اليومية والتجارية فقد استخدموا الزبور أو «زبرن». الجدير بالذكر هنا، أن الزبور قديماً مرتبط بمدينة نشان، وهو من ابتكار سكان تلك المدينة على الأرجح، مع ذلك له انتشار في بقية المناطق، ولكن بشكل أقل. ومازال - حتى الآن - أغلب الزبوريات تأتي من وادي مذاب، وتحديدًا نشان.

#### خصائص خط المسند الجنوبي

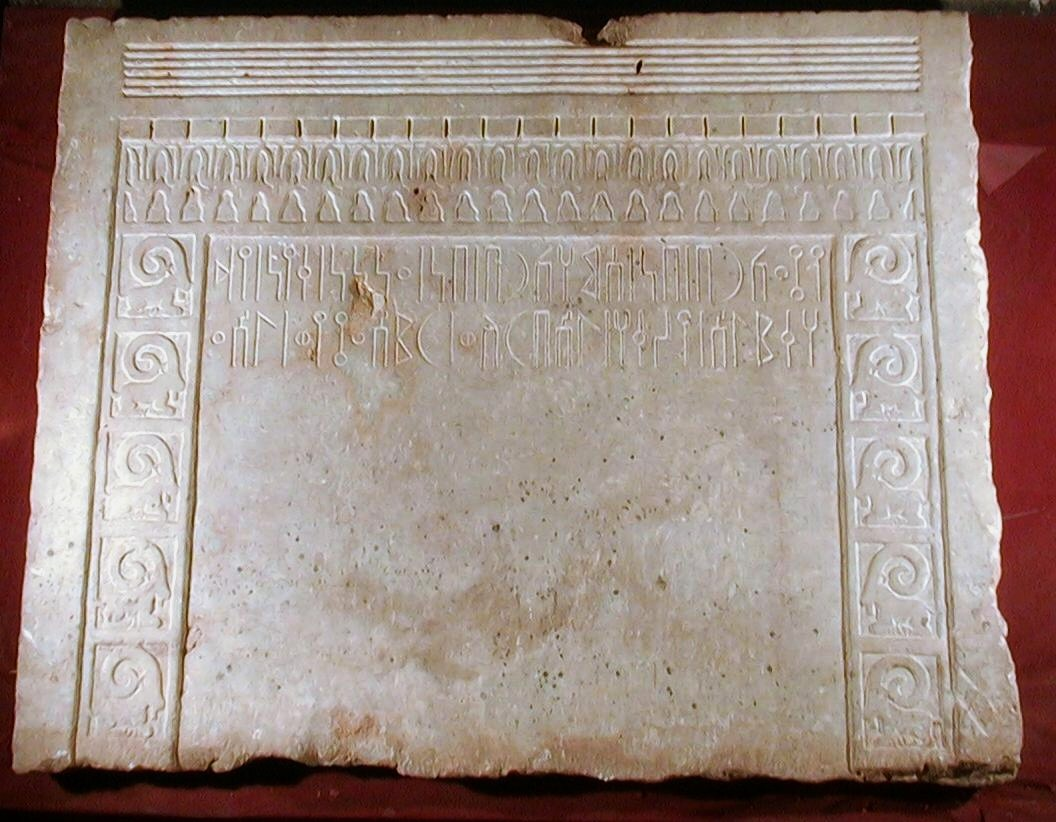
نفش سبئي بالمحراث، كتبه مسؤول (قين) تابع للمكاربة المتعاقبين "يدع إيل ويثع أمر وكرب إيل". ويعود تاريخ هذه الكتابة إلى النصف الأول من القرن السادس قبل الميلاد تقريباً (غير مدروس).

- يُكتب من اليمين إلى اليسار، إلا في نقوش السبئية المبكرة (القرن الثامن ق م - يختفي مع نهاية القرن الأول ق م)، يُكتب فيها بأسلوب المحراث، أي: يبدأ من اليمين في السطر الأول ثم من اليسار في الذي يليه، وهكذا (كما يحرث الثور الأرض)، مما يؤدي إلى قلب رسم اتجاه بعض الحروف ليوافق اتجاه الكتابة.[معلومة 45] مع ذلك، فقد كتب السبئيون بالطريقة العادية منذ الفترة المبكرة بالتساوي مع المحراث، ولكنهم دائمًا ما يفضلون المحراث خصوصًا في كتابات مأرب وصرواح الرسمية.
- يتم إسقاط حروف اللين (أ، و، ي)؛ أي أن اسم همدان يُكتب (همدن)، واسم محمود يُكتب (محمد).
- إسقاط "النون الساكنة" من الأسماء، مثلاً اسم منذر يُكتب (مذر)، واسم المندب يُكتب (مدبن) النون الأخيرة لام التعريف.
- يكتب بأحرف منفصلة وغير متصلة، على خلاف الخط العربي.
- يفصل بين الكلمات بخط عمودي.
- لا يحتوي على حركات أو تنقيط.

### هوامش
1. ↑  مجسمات الإلهات غائبة تمامًا في عهد سبأ القديم، ولم تظهر إلا عندما بدأ التأثير الهلنستي الروماني. الجدير بالذكر أن تلك المجسمات تعود إلى العصر الذهبي في نشان، ومن خلال بعض الحروف مثل حرف الحاء والهاء في رسمة الألهة "هور ونكرح" (اللوحة الخامسة)، نحن أمام مجسم يعود إلى بداية النصف الثاني من القرن الثامن قبل الميلاد (قارن مع النقش AO 31929)، وهي مجسمات تسبق الكتابة التي تجسد الألهة أرنيدع وإيل مقه ببضع عقود – وفقًا للتصنيف الزمني التقديري للنصوص بناءً على تطور شكل الحروف. وتجدر الإشارة إلى أن مجسمات الألهة تختفي من نشان بعد سيطرة سبأ عليها في أواسط القرن السابع قبل الميلاد. نسخة محفوظة 2023-12-10 على موقع واي باك مشين.
2. ↑  تسلسل هؤلاء المكاربة مؤكد من خلال عدة وثائق من جبل الأبلق، مثلا النقشان (RES 3655. و Gl 1691)، وهو لصبح بن إيل كرب (700 ق م - 690 ق م) مساعد المكاربة سمه علي (ذريح) ويثع أمر (بين) وذمار علي، وشاركه وخلفه ابنه هيثع إيل بن الصبح (690 ق م - 650 ق م) مساعداً للمكاربة (يثع أمر بين، وذمار علي، وكرب إيل وتر، وسمه علي بين)، ويعطينا هذا النص تسلسل حكام مؤكد لأب وابنه كانوا يخدمون المكاربة بالتناوب مدة خمسين عاماً. هناك وثائق أخرى تعضد هذا التسلسل (Gl 1771). نسخة محفوظة 2024-04-04 على موقع واي باك مشين.
3. ↑  "ذاكر إيل لحيان" يبدو أنه حكم أوسان في بداية القرن السابع قبل الميلاد، وكان معاصراً للمكرب يثع أمر بين وذمار علي من الجانب السبئي (as-Saqqāf 1). بينما ابنه "مرتع بن ذاكر إيل" مذكور في نقش النصر السبئي العائد إلى كربئيل وتر (RES 3945 - السطر الخامس). "نسخة مؤرشفة". مؤرشف من الأصل في 2024-02-17. اطلع عليه بتاريخ 2024-06-20.{{استشهاد ويب}}:  صيانة الاستشهاد: BOT: original URL status unknown (link)
4. ↑  تجدر الإشارة إلى أن في الفترة السبئية القديمة ذكر أعداد القتلاء يبدو أنه يشمل الموتى والمصابين، وفي تلك الفترة لا يذكر المصابين في المعارك! يبدو أنهم يشملونهم مع الموتى في الإحصاء المشكوك والمبالغ فيه دائماً.
5. ↑  من الواضح أن كربئيل وتر لم يلتزم في تسلسل الأحداث وفق إطار زمني محدد في نقش النصر السبئي، حيث سبق ذكر هجومه على نشان، قبل نجران. ولكن من خلال نصوص أخرى تم تأكيد أن غزوة نجران سبقت الهجوم على نشان.
6. ↑  شاركت مدينتي هرم وكمنا بالحلف مع سبأ في الحملات السبئية على نشان، النقوش: (Kamna 33). و(Moussaieff 14). و(Haram 15). نسخة محفوظة 2024-06-20 على موقع واي باك مشين.
7. ↑  من النصوص السبئية المهمة التي وصلتنا من مدينة نشان، النقش الموسوم بـ (YM 1326)، وهو مؤرخ باسم الملك "يدع إيل بين بن يثع أمر" الربع الأول من القرن الرابع قبل الميلاد. والذي يشير بوضوح إلى تبعية نشان إلى سبأ في هذا الوقت.
8. ↑  "عم وقه ذي أمير" عاش في الفترة فيما بين (715 ق م - 670) تقريباً، وهو معاصر لخمسة مكاربة، بدء من يثع أمر وتر، وانتهاء بالمكرب "كربئيل وتر. وهو معروف بسبب بيعه أراضي في طيب وونب للمكاربة يثع أمر وتر وكربئيل وتر. الجدير بالذكر هنا، أن ذي أمير قاطني أعالي وادي الجوبة، أعاد نسبهم أبو محمد الهمداني إلى أمير بن عمرو بن خولان. أما النصوص السبئية لا تؤكد هل هم من ذي خولان أو من ذي مفعل وهم القبيلتين الرئيسية التي تتملك هذا الوادي ومرتفاعته، لكن من خلال سياق النص يبدو أنهم من ذي مفعل. تجدر الإشارة إلى أن أسرة ذي أمير هم غير قبيلة أمير القاطنة نجران. ويفرق بينهما بالمساكن في تلك المرحلة المبكرة، ولفظ "ذي".
9. ↑  اشترى كربئيل وتر أملاكاً جديدة في وادي ونب من صاحب الأرض "حاضرهمو بن خلامر بِن حاضرهمو" زعيم قبيلة ذي مفعل وشقيقه "رابم بن خلامر" صاحب أراضي "وقب"، هؤلاء الزعماء عاشوا في الفترة (685 ق م 650 ق م) تقريباً (RES 3946 - السطر 8). وتجدر الإشارة إلى أن يثع أمر وتر اشترى أراضي في وادي من ونب من والدهم "خلامر بِن حاضرهمو" زعيم-محلي عاش في الفترة فيما بين (715 ق م - 685 ق م) – (DAI Ṣirwāḥ 2005-50 - السطر 7). نسخة محفوظة 2024-06-20 على موقع واي باك مشين.
10. ↑  صنعاء، وردت في المسند على عدد من التهجئات (صنعو، صنعة، صنع)، وتم تأكيد تهجئة "صنع" بمعنى صنعاء في نقش آخر موسوم بـ (al-ʿAwd 1). على الرغم من أن صنعاء أسست على يد المكرب "كربئيل وتر"، إلا أنها لم تكتسب ثقلاً سياسياً إلا في فترات متأخرة. منذ القرن الأول الميلاد فصاعداً، تظهر صنعاء في المشهد السياسي، حيث وَطَّن بها ملوك سبأ الجدد - "بني ريدان" - عدد من الأسر السبئية والفيشانية، ليكونوا أداة لهم في المرتفعات الشمالية. ويبدو أن الغرض من ذلك التوطين هو خلق قوى جديدة لتأمين سبأ من أي تمردات محتملة من القبائل الشمالية. نسخة محفوظة 2024-06-28 على موقع واي باك مشين.
11. ↑  العرش مقدم من أبناء "قدم إيل" الذي كان أميراً على مدينة كاهل زمن (كربئيل، سمه علي، ويدع إيل). – (FB-Jidfir ibn Munaykhir 1. و FB-Jidfir ibn Munaykhir 2. و Moussaieff 14). نسخة محفوظة 2024-03-25 على موقع واي باك مشين.
12. ↑  يلاحظ من خلال النصوص، أن زمن كربئيل وتر وابنه سمه علي بين وحكم يدع إيل ينوف المنفرد متقاربة جداً. ويستشف ذلك من خلال نصين – كتب بواسطة أبناء الأمير "قدم إيل" الذي كان أميراً على مدينة كاهل زمن (كربئيل، سمه علي، ويدع إيل)، وتم ذكر والد مقدمين النقوش (قدم إيل) في نهاية كل نص، مما يعني أنه حياً في فترة هؤلاء المكاربة الثلاثة. النص الأول كتبه "شياط بن قدم إيل" من عهد كربئيل وسمه علي (FB-Jidfir ibn Munaykhir 1). النص الثاني كتبه "عسموم والذرى" ابني قدم إيل من عهد يدع إيل ينوف المنفرد (FB-Jidfir ibn Munaykhir 2). طالع أيضاً (Moussaieff 14). نسخة محفوظة 2024-03-25 على موقع واي باك مشين.
13. ↑  "وتر إيل ذرحان بن يذمر ملك" كان ملك هرم (نحو 640 ق م)، وهو معروف من خلال النصوص التي تذكره مع والده (النقش: Haram 5. و Haram 6. و Haram 7. و Haram 9. و Haram 11) ولدينا لهذا الملك في فترة حكمه المنفرد عدد من النصوص (CIH 507). نسخة محفوظة 2024-03-25 على موقع واي باك مشين.
14. ↑  "يذمر ملك" كان ملك هرم في الفترة فيما بين (نحو 670 ق م - 640 ق م)، وقد كان حليفاً لكربئيل وتر في حروبه، خصوصاً في حرب مدينة نشان أواسط القرن السابع قبل الميلاد، وقد عينه كربئيل وتر على مدينة نشان لمدة عامين (النقش Haram 15). وبعد انتهاء الحرب لصالح سبأ، أقطع ملك هرم "يذمر ملك" أراضي من أملاك مدينة نشان، مكافأة له من قِبَل كربئيل وتر (النقش: RES 3945 -السطر 17). نسخة محفوظة 2024-03-25 على موقع واي باك مشين.
15. ↑  مقدم النقش هو ابن "يقه ملك" حاكم نشان في الفترة فيما بين (نحو 700 ق م - 685 ق م)، وابن عم الملك "سمه يفع بن لبوان" ملك نشان في الفترة فيما بين (نحو 675 ق م - 650 ق م)، والذي في عهد سقطت نشان في يد السبئيون. الجدير بالذكر هنا، أن والده "يقه ملك" شارك الحكم مع شقيقه "لبوان" الحكم في بداية القرن السابع قبل الميلاد (النقش: YM 23250). مما يجعل "لبوان" الوريث الشرعي وخليفة "يقه ملك". وبذلك لا يمكننا قبول صعود ابن يقه ملك قبل عمه "لبوان"، وعلى الأرجح أنه حكم في فترة قصيرة بعد "سمه يفع بن لبوان"، إلى أن عاد العرش إلى أبناء "سمه يفع بن لبوان" وأخته "ذمار أميرة أبنة يقه ملك".نسخة محفوظة 2024-03-28 على موقع واي باك مشين.
16. ↑  لفترة طويلة، دارت الأساطير حول معبد برأن، وارتباطه بملكة سبأ. وفي عام 1987م، بدأت البعثة الألمانية في الحفريات والتنقيب في المعبد، ولمدة ثلاثة عشر عاماً، عثر فيها على 73 نقشاً تغطي الفترة فيما بين القرن السابع قبل الميلاد وحتى القرن الثالث الميلادي. مع ذلك، لم يعثر في هذا المعبد نقوش للمكاربة الأوائل، وأقدم نصوص المعبد نقشان يحملان الرمز (DAI Barʾān 1994-5 وDAI Barʾān 1994-2)، وهي نصوص تحمل سمات النصف الثاني من القرن السابع قبل الميلاد الفترة (A4-B1 – جاكلين برين)، وهي الفترة فيما بين كربئيل وتر ويدع إيل ذريح. ومن المؤكد أن أقدم نقوش المعبد التي تشير إلى اسم مكرب ويمكننا تقديرها بشكل أدق، النصوص: (DAI Barʾān 1988-2 وDA1 Bar'än 1990-1 وDA1 Bar'än 1994-5 وDA1 Bar'än 1996-1)، وهي تشير إلى المكرب "يدع إيل ذريح" وترجع إلى بداية القرن السادس قبل الميلاد تقريبًا (Norbert Nebes: page 164). هناك نص آخر بعد النقوش المشار إليها موسوم بـ (DAI Barʾān 1990-4)، ويشير فيه أحد الوزراء خدمته للمكاربة يدع إيل ويثع أمر، وختم النقش باسم المكرب "كربئيل بين" الذي كتب النقش في زمنه. تلك المعطيات، تجعلنا نعتقد بشكل معقول أن "يدع إيل ذريح" هو من أسس هذا المعبد، مع ذلك ليس لدينا نقش يؤكد هوية باني هذا المعبد. الجدير بالذكر، أن "معبد بران" هو المعبد الوحيد في مأرب الذي تم تنقيبه بالكامل، إلى جانب "معبد أوعال" في صرواح. واتضح من خلال تنقيب تلك المعابد، أن معبد أوام هو المعبد القومي لسبأ، والذي عثر فيها على 600 نقش حتى الآن، ولا يمكننا أن نخرج بصورة كاملة عن "أوام" بسبب عدم اكتمال التنقيبات. نسخة محفوظة 2024-06-25 على موقع واي باك مشين.
17. ↑  خلال النصف الأول من القرن الرابع قبل الميلاد، استولت قتبان على وادي الجوبة الذي لا يبعد سوى عشرين كيلاً من مأرب، مما يدل على الضعف والهوان الذي وصلت له سبأ في هذه الفترة، وحمل حكام قتبان لقب "مكرب" بعد أن تخلى حكام سبأ عن هذا اللقب. وترك مكاربة قتبان والقتبانيون في هذا الوادي عدداً كبيراً من النصوص والتماثيل الفاخرة (النقش: Ghul-YU 66. و RES 3553. و CSAI I, 300. و CSAI I, 295.) نسخة محفوظة 2024-02-18 على موقع واي باك مشين.
18. ↑  أقدم ذكر لقرناو كان في بداية القرن السابع قبل الميلاد، وحينها زعماء قرناو (معين) الذين لم يحملوا لقب ملوك - ذكروا إخوتهم مع سبأ ونشان (النقش: YM 2009). ومن الواضح أن استقلال قرناو من نفوذ نشان، وتكوَّنَ كيان معين السياسي، حدث بعد الحملات العسكرية التي قام بها كربئيل وتر بمعاونة مدن هرم وكمنا - وربما قرناو أيضا - على مملكة نشان في أواسط القرن السابع قبل الميلاد، ومنذ ذلك الوقت فقدت نشان حكمها الذاتي، لتحل مكانها معين تدريجيًا. "نسخة مؤرشفة". مؤرشف من الأصل في 2024-04-04. اطلع عليه بتاريخ 2024-03-25.{{استشهاد ويب}}:  صيانة الاستشهاد: BOT: original URL status unknown (link)
19. ↑  النقش من القرن السادس - الخامس قبل الميلاد. ويتطابق زمنياً مع عهد "سمه علي ينوف بن ذمار علي"، لكن لا يستبعد أن يكون من عهد "سمه علي ينوف بن يدع إيل ذريح".
20. ↑  "من خلال الوصف الوارد في نصوص هذا المكرب عن السد، فلا بد أن فترة بناء السد وقنواته قد استغرقت عقوداً طويلة، مما يمكننا افتراض أن هذا المكرب حكم زهاء أربعين عاماً. ولا ننسى إنجازاته الحربية ضد قتبان ومعين ويثل وقبائل نجران التي استغرقت أعواماً طويلة. ويمكننا نشبه عهده، بعهد "ثأران يعب يهنعم" الموثق وفقاً للنقوش المؤرخة أنه حكم منفرداً أكثر من أربعين عاماً، كذلك الملك أبو كرب أسعد الذي من المؤكد أنه حكم أكثر من ستين.
21. ↑  "الجدير بالذكر، أن في أول عهده كان يكتب اسمه "يثع أمر بين بن سمه علي" (النقشان: 2-Mohtem-Mārib 1). ولكن في فترة ما من حكمه بدله إلى "يثع أمر بين بن سمه علي ينوف"، وربما ذلك بسبب خوفه من أن ينسب الناس أعماله إلى "يثع أمر بين الأول بن سمه علي" مكرب سبأ في بداية القرن السابع قبل الميلاد. وفي الواقع أن المكاربة الأربعة عشر الأوائل لم يحتاجوا إلى ذكر ألقاب آباءهم، لأن اسماء المكاربة وآباءهم وألقابهم غير متطابقة مع من سبقهم. ولكن في عهد هذا المكرب، أصبح هناك مشكلة، حيث أن هناك مكرباً سابقاً يحمل نفس اسمه ولقبه واسم والده، مما دعى هذا المكرب إلى إضافة لقب والده "ينوف" إلى اللقب الملكي لأول مرة في تاريخ سبأ. ومن بعده، نلاحظ المكاربة غالباً ما يذكرون ألقاب آباءهم حتى وأن لم يتطابق اسمهم مع من سبقهم.
22. ↑  زراعة العنب، وبساتين الكرم لن تكون حصراً على مأرب، نجدها في هذا الوقت وبعده ببضع عقود تصل أيضا إلى مستوطنة نشق السبئية في واحة الجوف (YM 23206 -7). وتتعارض هذه النقوش مع ما ورد في القرآن، بقوله: ("فَأَعْرَضُواْ، فَأَرْسَلْنَا عَلَيْهِمْ سَيْلَ ٱلْعَرِمِ، وَبَدَّلْنَٰهُم بِجَنَّتَيْهِمْ، جَنَّتَيْنِ ذَوَاتَىْ أُكُلٍ خَمْطٍۢ وَأَثْلٍۢ وَشَىْءٍۢ مِّن سِدْرٍۢ قَلِيلٍۢ). مما يعني أن الآية ربما تتحدث عن عصر متأخر. أما القرن الخامس والرابع قبل الميلاد، فقد وصل فيه السبئيون إلى مراحل متطورة جداً في الهندسة الزراعية، وزراعة العنب والفواكة في رملة السبعتين - مأرب ونشق. نسخة محفوظة 2024-02-23 على موقع واي باك مشين.
23. ↑  "سمه وتر الثاني" ملك قتبان في الفترة فيما بين (460 ق م - 430 ق م)، وربما هو والد "ذمار علي" ملك قتبان (430 ق م - 410 ق م)، ووالد "هوف عم يهنعم بن سمه وتر" (410 ق م - 380 ق م)، وجد "يدع أب يجل بن ذمار علي" مكرب قتبان في الفترة فيما بين (نحو 380 ق م - 350 ق م).
24. ↑  "رجمة: موضع في حمى. وفي ذلك يقول الشاعر: «كأن لم أذد يوما برجمة من حمى». ذكرت رجمة في عدد من النصوص، ومنها النص المعيني (M 247) الذي يشهد على اعتراض السبئيون لقافلة معينية بين مدينة معين ورجمة، وهو نص يعتقد أنه كتب في الربع الأول من القرن الرابع قبل الميلاد تقريباً. هناك من يرى أن رجمة هي موضع الأخدود في وسط نجران، وهو رأي قوي وفقاً للنصين (Najrān 1. و Robin-Ghabbān-Saʿīd 2014 – 1). نسخة محفوظة 2024-03-25 على موقع واي باك مشين.
25. ↑  "من النصوص المهمة التي تتعلق بمراحل بناء السد، النص الموسم بـ(Mohtem-Mārib 1) وهو نص طويل، ومفاده أن "يثع أمر بين بن سمه علي" – أصدر مرسوماً للأسر السبئية في مأرب، يبلغهم بشق قنوات مياه جديدة من السد الجنوبي الذي أنشئه – وتوسعة القنوات القديمة لتصل مياه السد في قنوات إلى جنتي يسران وأبين في مأرب، ومن قناة يسران قناة ثانوية-فرعية إلى محرم المقه أوام، وجعلها وقفاُ للمعبد. وفي المقابل يذكر النص موافقة تلك الأسر على مرور القنوات الجديدة عبر أراضيهم لتصل المياه إلى أقاصي واحة مأرب في أبعاد لن يرى لها مثيلاً بعد ذلك، ويوضح المرسوم مقدار القنوات والحدود. كما يفهم من نص آخر موسوم بـ (Mohtem-Mārib 2) أن يثع أمر بين بن سمه علي مكرب سبأ قد شيد لحرم المقه [...] - ربما قناة مائية كما النص الأول - ولكن النص وصلنا تالفاً ومكسر مما أفقد معناه.
26. ↑  النقش مؤلف من ثلاثة سطور بطريقة المحراث، غاية في الوضوح، عثر عليه في شمال عمران على مسافة أربعين كيلا تقريباً. ومن خلال شكل الحروف، يمكننا بشكل مؤكد إرجاعه إلى القرن السادس - الخامس قبل الميلاد. وقد جاء فيه الآتي: (يدع إيل ذريح بن يثع أمر بين مكرب سبأ سور خمر بإيل مقه)، بالإنجليزية (Ydʿʾl Ḏrḥ bn Yṯʿʾmr Byn mkrb S¹bʾ gnʾ ḫmr b-ʾlmqh).
27. ↑  النقش المهم (Schm/Sir 43)، عثر عليه في معبد أوعال في صرواح. وهو نقش بناء، مؤلف من سطرين بالطريقة العادية (من اليمين إلى اليسار). المثير للاهتمام أنه من النقوش القليلة التي وصلت لنا من صرواح لمكرب بالطريقة العادية، لا المحراث. مع ذلك، الطريقة العادية كتب بها السبئيون منذ القرن الثامن قبل الميلاد في وادي رغوان والجوف ووادي يلا، لكن نقوش المعابد في صرواح ومأرب – غالبًا ما كانت تكتب بالمحراث. ومن خلال شكل الحروف، يمكننا بشكل مؤكد إرجاعه إلى القرن الخامس قبل الميلاد، عصر المكاربة المتأخر. وقد جاء فيه الآتي: "يكرب ملك وتر بن يدع إيل مكرب سبأ بني/باني ...". نسخة محفوظة 2024-06-30 على موقع واي باك مشين.
28. ↑  يؤكد بعض العلماء أن عددًا من سمات "تمثال معديكرب" تشير بوضوح إلى تأثير ثقافة البحر الأبيض المتوسط. وهو تمثال متأثر بمحنوتات "ملقرت" من القرن السادس قبل الميلاد. وفي الواقع أن في زمن "يدع إيل بين" تظهر بوادر التأثير الخارجي من خلال التماثيل الفاخرة. وبعده ببعض عقود نرى التجار التابعين للملك سلوقس الأول في مأرب ونشق في نهاية القرن الرابع - بداية الثالث قبل الميلاد، وفي هذا الوقت يصك السبئيون لأول عملة رسمية، وهي نقود مطابقة للعملة اليونانية تترادراخما، مع بومة أثينا.
29. ↑  من النصوص المهمة من مدينة نشان، النقش الموسوم (YM 1326)، وهو مؤرخ باسم الملك "يدع إيل بين بن يثع أمر"، ويشير إلى منع التعدي على أملاك "يقدم إيل بن ثوران"، بسبب اعتداء أفراد من خولان على أملاك هذا الرجل بقطع أشجاره ونثر زرعه. وفي هذا النص إشارة واضحة على استيطان السبئيون وأتباعهم من خولان في نشان ونشق.
30. ↑  يعاصر هذه التماثيل البرونزية، تمثال ثالث موسوم بـ (Ja 401). وفي فترة "يدع إيل بين" نرى بذخ سبئي واضح لدى الأسر السبئية الأرستقراطية. نسخة محفوظة 2024-06-21 على موقع واي باك مشين.
31. ↑  من خلال المقارنة بالصور الحديثة – بين نقش المكرب "سمه علي ينوف بن يدع إيل ذريح" حاكم سبأ في أواسط القرن الخامس ق م تقريباً، ونقش "يدع إيل بين بن يثع أمر وتر" حاكم سبأ في نهاية القرن الخامس ق م، في شكل الحروف خصوصاً الميم المبتكرة/ وموقع النقشان من سور مدينة نشق، يتضح لنا بشكل واضح أن النقشان دون أدنى شك، قد كتبا في فترة متقاربة، ربما خمسين عاماً في أبعد تقدير. قارن بين النقشان (Gl 1467. و Gl 1468). نسخة محفوظة 2024-04-02 على موقع واي باك مشين.
32. ↑  لفظ كشد/كشدم ورد في عدة نصوص أخرى. النص الأول (Maraqten-Qatabanic 1) يشير إلى رحلات القوافل القتبانية شمالاً إلى أراضي الأنباط وكشدم (ربما: الفرس أو الكلدان) والمصريين والأيونيين، هو مؤرخ من القرن الأول ق.م - القرن الأول الميلادي. هناك نص آخر من القرن الثالث الميلادي يشير إلى وفادة رجلان من "كشد" إلى ملك حضرموت لتهنئته باعتلاء العرش (Ja 931). الباحثين في خلاف حول معنى كشد، هناك من يرى أن كشدم يقابل "كسديم" بمعنى الكلدان في العبرية. وهناك آخرين يذهبون إلى أن كشد هنا بمعنى الفرس الحاكمين آنذاك. ومولر يذهب إلى أن المقصود بكشدم هم الآراميون. مع ذلك، هم متفقون أن كشد تشير إلى شرق بلاد الرافدين. على أية حال، من الصعب قبول أن كشد تشير إلى الكلدان، خصوصاً أن لدينا نقش مؤكد من القرن الثالث الميلادي يشير إلى كشد. "نسخة مؤرشفة". مؤرشف من الأصل في 2024-03-25. اطلع عليه بتاريخ 2024-06-20.{{استشهاد ويب}}:  صيانة الاستشهاد: BOT: original URL status unknown (link)
33. ↑  النص المعيني (RES 3022) يشير إلى اعتدات سبئية على قوافل معين. وهو أيضاً يتطابق معجمياً مع المفردات والصيغيات في النص السبئي (B-L Nashq)، مما يمكننا أن نعتقد أنهما من نفس الفترة، ويشيران إلى نفس الحدث. مع ذلك، يبدو أن النقش المعيني متأخر عن النقش السبئي ببضع عقود وفقاً لمعايير بليوغرافية. ومن المحتمل أن السبئيون قد تعرضوا لعدد من القوافل المعينية خلال القرن الرابع قبل الميلاد. نسخة محفوظة 2024-03-23 على موقع واي باك مشين.
34. ↑  فور سيطرة القتبانيون وأولاد عم على وادي الجوبة، قام "هوف عم يهنعم بن سمه وتر" بتحصين الوادي (النقش: Ghul-YU 63. و Ghul-YU 90). نسخة محفوظة 2024-02-18 على موقع واي باك مشين.
35. ↑  حاول السبئيون وملكهم "يثع أمر وتر" الخليفة الثاني للملك "يدع إيل بين" استعادة "وادي ونب" خلال النص الثاني من القرن الرابع قبل الميلاد، لكن دون جدوى. (النقش: Gr 218). نسخة محفوظة 2024-02-17 على موقع واي باك مشين.
36. ↑  من المثير للأهتمام أن حكام قتبان في نصوصهم الشخصية اطلقوا على أنفسهم لقب "مكرب" منذ الربع الأول من القرن الرابع قبل الميلاد، بينما في نصوص اتباعهم ما زالوا يطلقون على حكامهم لقب "ملك".
37. ↑  لدينا نقش جديد -غير منشور - موسم بـ (SMA 06.70 -1) من حمى شمال نجران، يسجل فيه المسؤول "أبو كرب" مرور قافلة ملك سبأ بحمى (بلفظ مركبة ملك سبأ)، إلا أنه لم يذكر اسم الملك، ومن خلال المقارنة بين هذا النقش ونقوش "يدع إيل بين" الأخرى، يتضح أن "بدع إيل بين" أو ابنه "سمه علي ينوف" أصحاب هذه القافلة. نسخة محفوظة 2024-03-25 على موقع واي باك مشين.
38. ↑  من المحتمل أن التحالف المفترض بين نجران ومملكة معين، حدث في فترة ما من النصف الثاني من القرن الرابع قبل الميلاد، وهو تحالف تجاري ضد سبأ. ومن المؤكد أن ذلك التحالف حدث في فترة الإنهيار السبئي بعد "يدع إيل بين" وابنه "سمه علي ينوف".
39. ↑  النص (A-20-216) غاية في الأهمية، حيث أثبت لنا بشكل قطعي أن النقش (B-L Nashq) كتب في الربع الأول من القرن الرابع قبل الميلاد. وبين النقشان ثلاثة أجيال، ووفقاً لتسلسل الملوك المؤكد: (يدع إيل بين، سمه علي ينوف، يكرب ملك ذريح، يثع أمر وتر، وسمه علي ينوف، ويدع إيل بين") أي أن بين بداية عهد كلاٍ من الملكين مئة عام تقريبا، وبينهما أربعة ملوك، هناك من يرجح أن نسب يدع إيل بين هكذا (يدع إيل بين بن سمه علي ينوف بن يكرب ملك ذريح بن يدع إيل بين"، أي أن يدع إيل بين بن يثع أمر هو الجد الثاني ليدع إيل بن سمه علي ينوف. وهذا يدعم رأي الباحثين بيتر شتاين وآن مولثوف وسورين سورينسن وكلاوس جيوس، ويدحض الأراء القديمة تماماً. وتجدر الإشارة إلى أن كينيث كيتشن في عام 1994 - قبل اكتشاف النقشان بعقود - وضع الملك يدع "إيل بين بن سمه علي ينوف" في عام 295 قبل الميلاد، وهو ما يتوافق مع النقش المؤرخ بالسنة السابعة من عهد سلوقس الأول بشكل مدهش للغاية، غير أن هناك هامش خطأ ثلاث سنوات فقط. بالرغم من كل تلك المعطيات الراسخة، ما زال بعض الباحثين متمسكين أن النقش (B-L Nashq) من القرن السادس قبل الميلاد، دون مراعاة لهذا النقش المؤرخ أو الفجوة الزمنية الكبيرة في تسلسل التاريخ السبئي الذي يتركه رأيهم.
40. ↑  هذا الاكتشاف له شأن تاريخي كبير؛ لأنه يثبت فترات وتواريخ حكام سبأ بشكل أدق ومقابلتهم مع الحكام السلوقيين المعلوم زمنهم بدقة. الجدير بالذكر هنا، أنه من الصعب تحديد مدة حكم كل ملك، وذلك لعدم وجود نقوش مؤرخة تشيرإلى بداية حكم كل ملك ونهايته، كما هو الحال في الحوليات الآشورية أو أرشيف فراعنة مصر القديمة أو سجلات الحكام اليونان. ومن حسن الحظ ظهور التقويم الحميري والتقاويم المحلية مع نهاية القرن الثاني قبل الميلاد، والتي اعانت العلماء في ضبط التاريخ السبئي.
41. ↑  "هوف عم يهنعم بن سمه علي وتر" و"يدع أب يجل بن ذمار علي" أعظم حكام قتبان المحاربون، والذين استطاعوا كسر سبأ. وعاصر "يدع أب يجل بن ذمار علي" عدداً من ملوك من سبأ من بينهم (يدع إيل بين، وسمه علي ينوف، ويثع أمر وتر)، مما يدل على طول فترة حكمه. – (النقش: Ja 2361). نسخة محفوظة 2024-02-18 على موقع واي باك مشين.
42. ↑  "سمه علي ينوف" هو سلف الملك "يدع إيل بين بن سمه علي ينوف" المؤكد معاصرته لسلوقس الأول بداية القرن الثالث قبل الميلاد.
43. ↑  ليس لدينا وثائق تذكر حرب بين سبأ وقتبان في فترة "يدع إيل بين بن سمه علي ينوف" ملك سبأ خلال الربع الأول من القرن الثالث قبل الميلاد، والمؤكد معاصرته للملك سلوقس الأول. ولكن في زمن خليفته "يكرب ملك وتر" تعود الحرب من جديد.
44. ↑  "لم تصلنا حتى الآن بنود هذا الصلح، ولكن على ما يبدو أن القتبانيون والسبئيون اتفقوا على تقسيم المرتفعات الوسطى بينهما. ويظهر أن هذا الصلح والاتفاق امتد لثلاثة عقود طيلت فترة حكم "يثع أمر بين بن يكرب ملك وتر" وجزء كبير عهد ابنه "كرب إيل وتر". وفي نهاية عهد الملك السبئي "كرب إيل وتر بن يثع أمر بين" ينخرق هذا الصلح لأسباب غير معلومة حتى الآن. ونتائج الأخلال بهذا الصلح، ستكون وخيمة على سبأ، حيث فقد السبئيون في هذا الوقت حتى المرتفعات الوسطى – ويظهر ذلك من جملة "إخراج سبأ من كل أراضي أولاد عم".
45. ↑  الطريقة الكلاسيكية لدى السبئيين في الكتابة - المسماه المحراث، تقل تدريجياً خلال القرن الثالث والثاني قبل الميلاد، وتختفي تماماً مع نهاية القرن الأول قبل الميلاد، وآخر نص وصل إلينا هو النقش الموسوم بـ(Fa 86)، والمؤرخ بعهد "يدع إيل وتر بن سمه علي ينوف" أحد ملوك سبأ في القرن الأول قبل الميلاد. والجدير بالذكر هنا، أن كينيث كيتشن قدر هذا النص في بالعام 40 ق م (Documentation for Ancient Arabia: 2/183). أما فون ويسمان فيرجع هذا النقش إلى 30 ق م (Wissmann 1976). نسخة محفوظة 2024-02-29 على موقع واي باك مشين.